# Glomel
Glomel [glɔmɛl], ou Groñvel en breton, est une commune française située dans le département des Côtes-d'Armor, au cœur de l'Argoat, en région Bretagne. Elle fait partie du pays Fisel et est la capitale de la treujenn-gaol, c’est-à-dire la clarinette populaire jouée en Centre-Bretagne. La commune englobe son ancienne trève de Trégornan qu'elle a annexée à la Révolution. La commune abrite enfin la mine de Guerphelès, plus grand site minier d'extraction d'andalousite européen.
Ses habitants sont les Glomelois et les Glomeloises.

## Géographie

### Situation
Glomel est une commune rurale située dans l'extrême sud-ouest des Côtes-d'Armor et limitrophe au sud du département du Morbihan qui fait partie du territoire breton traditionnel du pays Fisel. Par sa superficie, elle se classait au deuxième rang des communes les plus étendues du département, derrière Loudéac avant la création de la commune de Le Mené.
Le bourg de Glomel est situé à l'ouest de Pontivy  (36,1 km à vol d'oiseau), au sud-ouest de Guingamp (42,0 km à vol d'oiseau), au nord de Lorient (53,1 km à vol d'oiseau), au sud-ouest de Saint-Brieuc (56,4 km à vol d'oiseau), sa préfecture de rattachement, à l'ouest de Rennes (128,0 km à vol d'oiseau) et à l'ouest de Paris (428,4 km à vol d'oiseau).
| - Localisation de Glomel sur une carte des communes des Côtes-d'Armor. - Carte de la commune de Glomel et de ses environs. |

| Paule     | Maël-Carhaix | Kergrist-Moëlou |
| Paule     | Glomel       | Rostrenen       |
| Langonnet | Plouray      | Mellionnec      |

### Relief et hydrographie
La commune est très vallonnée et ses hauteurs constituent l'extrémité orientale des montagnes Noires. La colline de Menez Du culmine à 307 mètres et constitue le point le plus élevé de la commune. Le point le plus bas de la commune est situé à l'extrémité nord-ouest de celle-ci (canal de Nantes à Brest au lieu-dit Kerdelen ). Le bourg est situé sur une colline à une altitude de 240 mètres.
| - Carte topographique de la commune de Glomel. |

Plusieurs étangs, destinés à alimenter en eau le canal de Nantes à Brest , parsèment le territoire communal : l'étang du Coronc (Korong), l'étang de Mezouët et l'étang de Trébel sont les trois principaux ; ils sont alimentés pour les deux premiers cités par le ruisseau de Kerjean, qui a sa source dans la commune voisine de Langonnet. Le ruisseau de Coat-Couraval, qui a sa source au nord-ouest du château éponyme, alimente un petit étang (étang de Coat-Couraval), de même que l'un de ses petits affluents, qui alimente le petit étang de Botcanou, et le rejoint ou plutôt confluait avec lui au niveau du lieu-dit Pont-Auffret (en Rostrenen) car le ruisseau de Kerjean a en fait disparu en aval de l'étang du Coronc, intégré dans le canal de Nantes à Brest ; c'était un affluent du Doré, donc un sous-affluent du Blavet ; l'étang de Trébel est alimenté en eau par un affluent du ruisseau de Kerjean, le ruisseau du Petit Doré, venant de la partie sud-ouest du finage de Rostrenen. L'étang de Créharer est situé juste à l'ouest de la "Grande Tranchée" : outre son rôle pour l'alimentation en eau de la partie du canal allant vers l'ouest, il est devenu un lieu abritant de nombreuses espèces faunistiques et floristiques, par exemple le trèfle d'eau, qui a la particularité de progresser à la surface de l'eau grâce à l'eau contenue dans ses tiges (on parle de "plante hydropionnière") ; elle constitue un espace propice à la reproduction des libellules, un espace de nidification pour les oiseaux d'eau et un refuge pour de nombreuses espèces de poissons. Cet étang abrite aussi désormais la base nautique de Créharer.

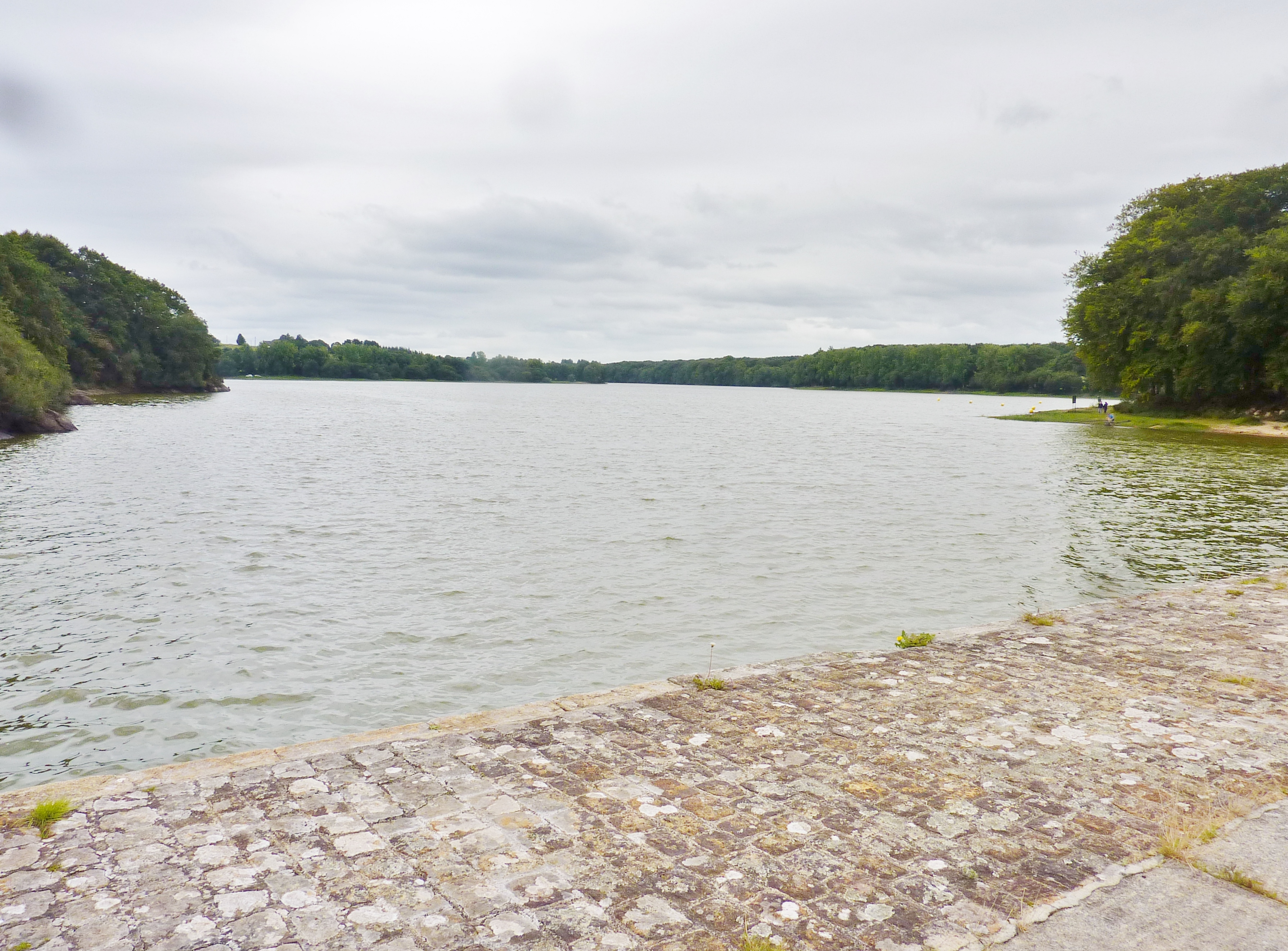
L'étang du Korong (Coronc).
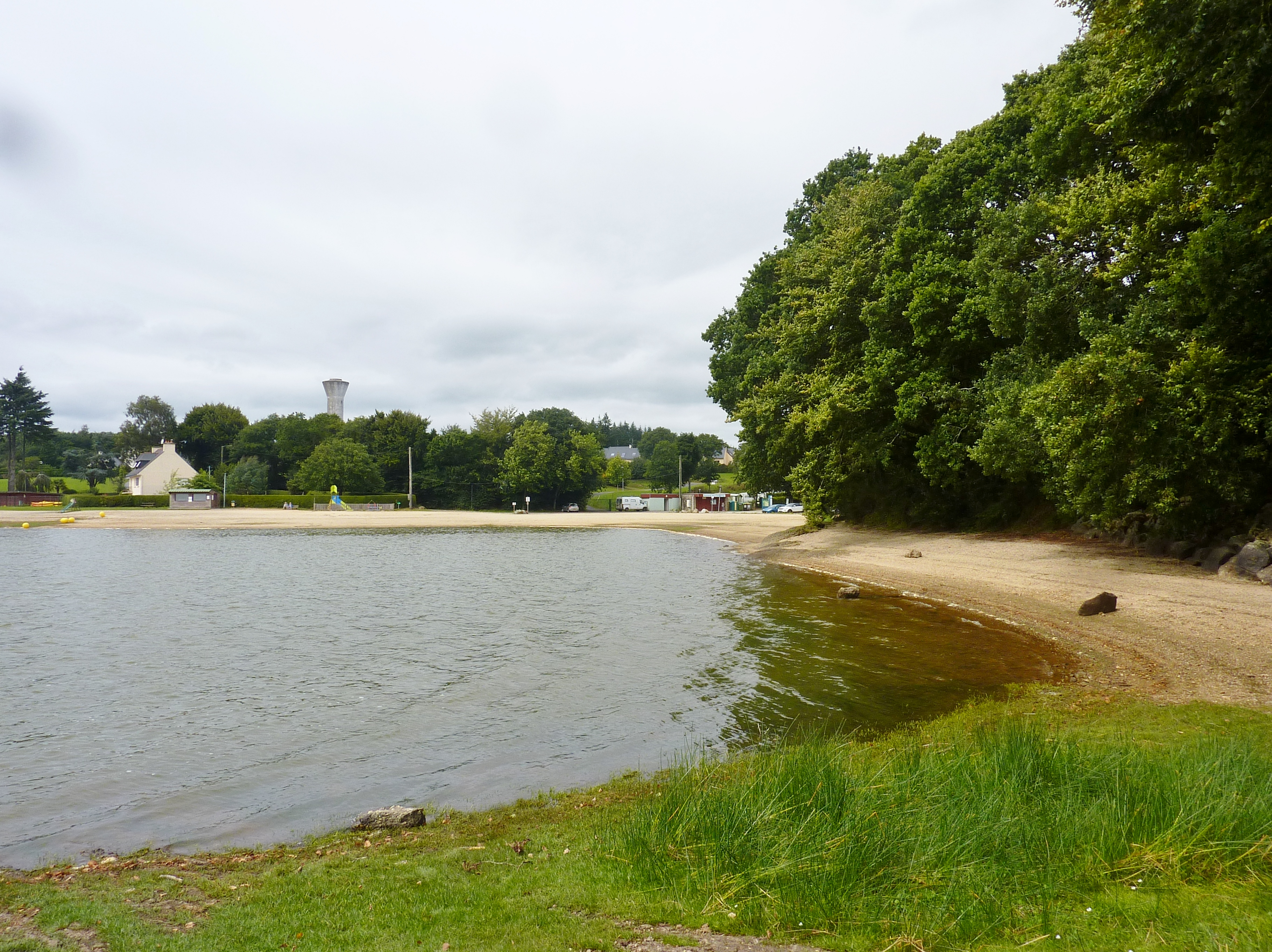
Étang du Korong (Coronc) : la plage de Glomel.
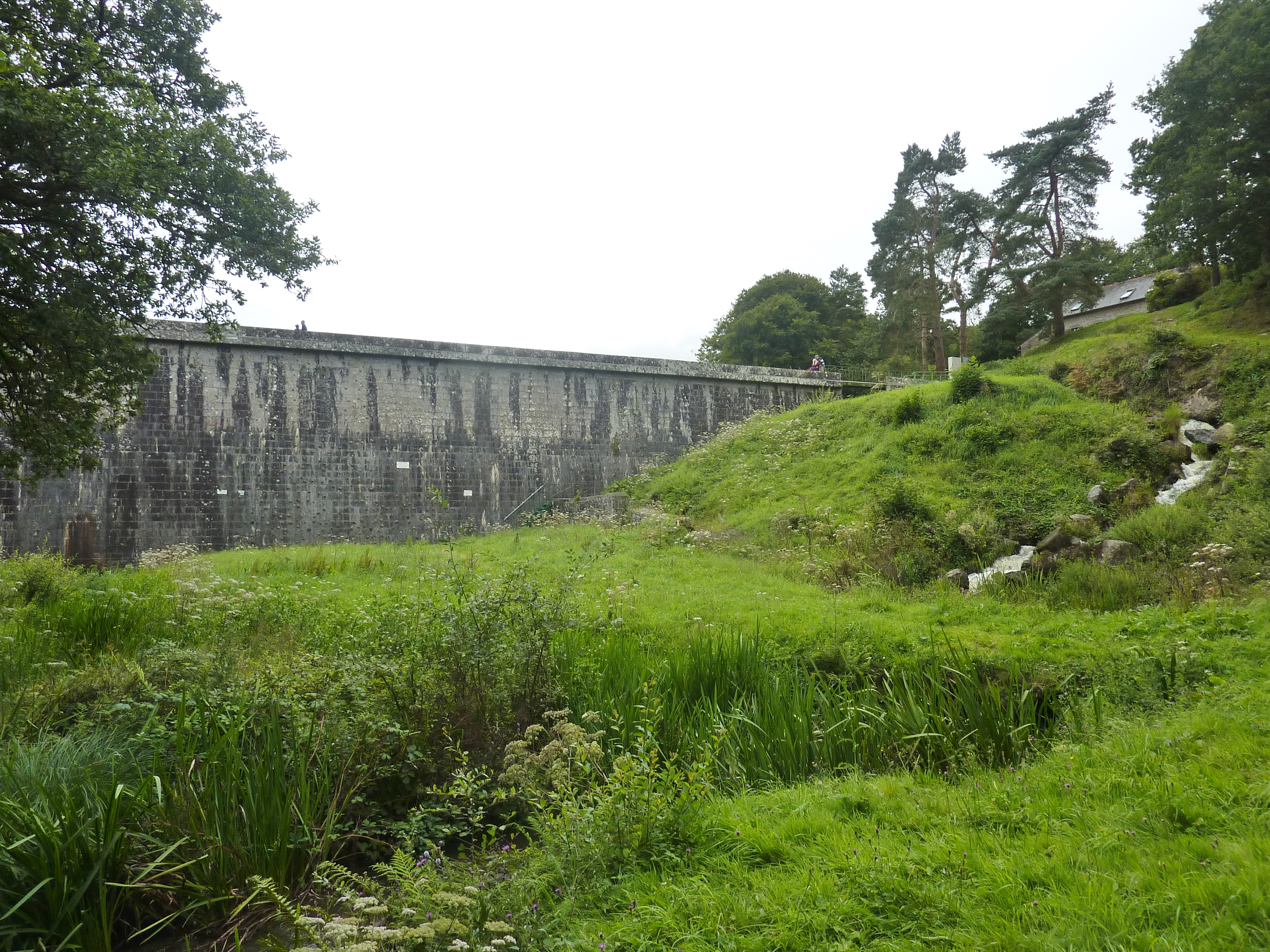
Glomel : le barrage du Korong (Coronc) vu côté aval.

Quelques autres étangs plus petits, existent dans la partie sud de la commune, aux alentours de Guerphalès et le Faouédic, liés à l'exploitation de l'andalousite dans le mine de Guerphalès pour l'un d'entre eux.
Glomel est sur la ligne de partage des eaux entre le bassin versant du Blavet et celui de l'Ellé (un fleuve côtier qui avec l'Isole forme la Laïta en aval de Quimperlé), qui a sa source sur le territoire de la commune près du château de Trégarantec, et draine le sud de la commune. L'Ellé reçoit les eaux du ruisseau de Crazius (qui alimente lui aussi deux petits étangs dans la réserve naturelle des Landes de Lann Bern et de Magoar-Penvern, avant de se diriger vers le sud) ; le ruisseau de Roz Millet, affluent de rive droite du ruisseau de Crazius, forme un temps la limite sud de la commune, la séparant de Langonnet ; leur point de confluence est l'endroit le plus au sud du territoire communal de Glomel.

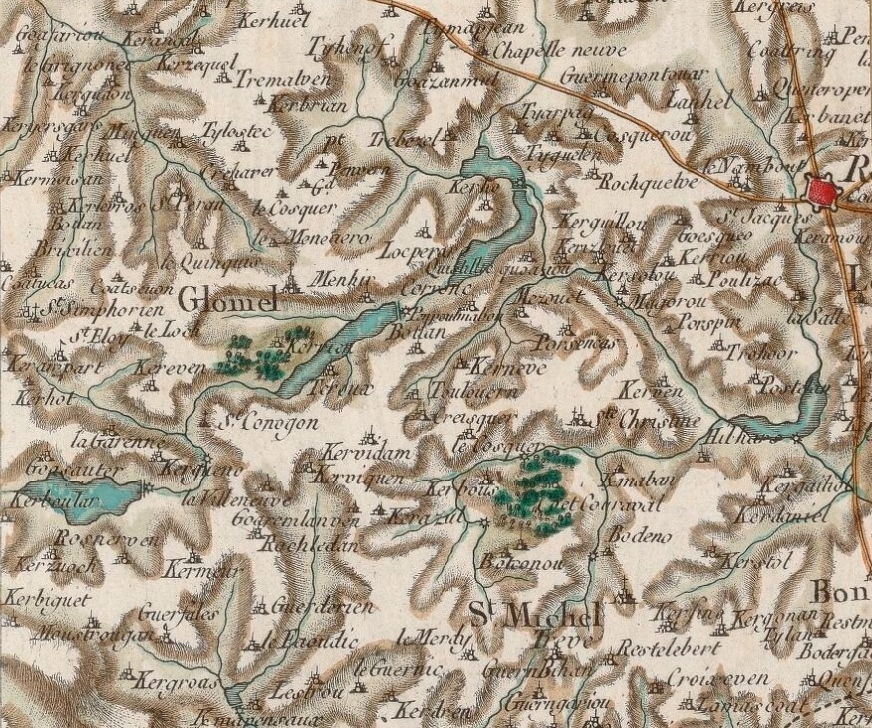
Carte de Cassini de la région de Glomel dantant de 1787 (donc avant la construction du Canal de Nantes à Brest).

La partie ouest de la commune, notamment l'escalier d'écluses, fait partie du bassin versant de l'Hyères, affluent de rive gauche de l'Aulne, via un affluent de rive droite de l'Hyères, le ruisseau de Kergoat, qui a lui aussi disparu, intégré dans le canal de Nantes à Brest, comme le montre la carte de Cassini dessinée avant la construction du canal.

### Transports
L'ancien canal de Nantes à Brest traverse la commune. Il y atteint l'altitude la plus élevée de son parcours, 184 mètres, au niveau d'un tronçon appelé la « Grande Tranchée » reliant les bassins versants de l'Aulne et du Blavet. On dénombre sur la seule commune de Glomel 27 écluses sur les 236 écluses qui existaient sur l'ensemble du tracé du canal de Nantes à Brest.

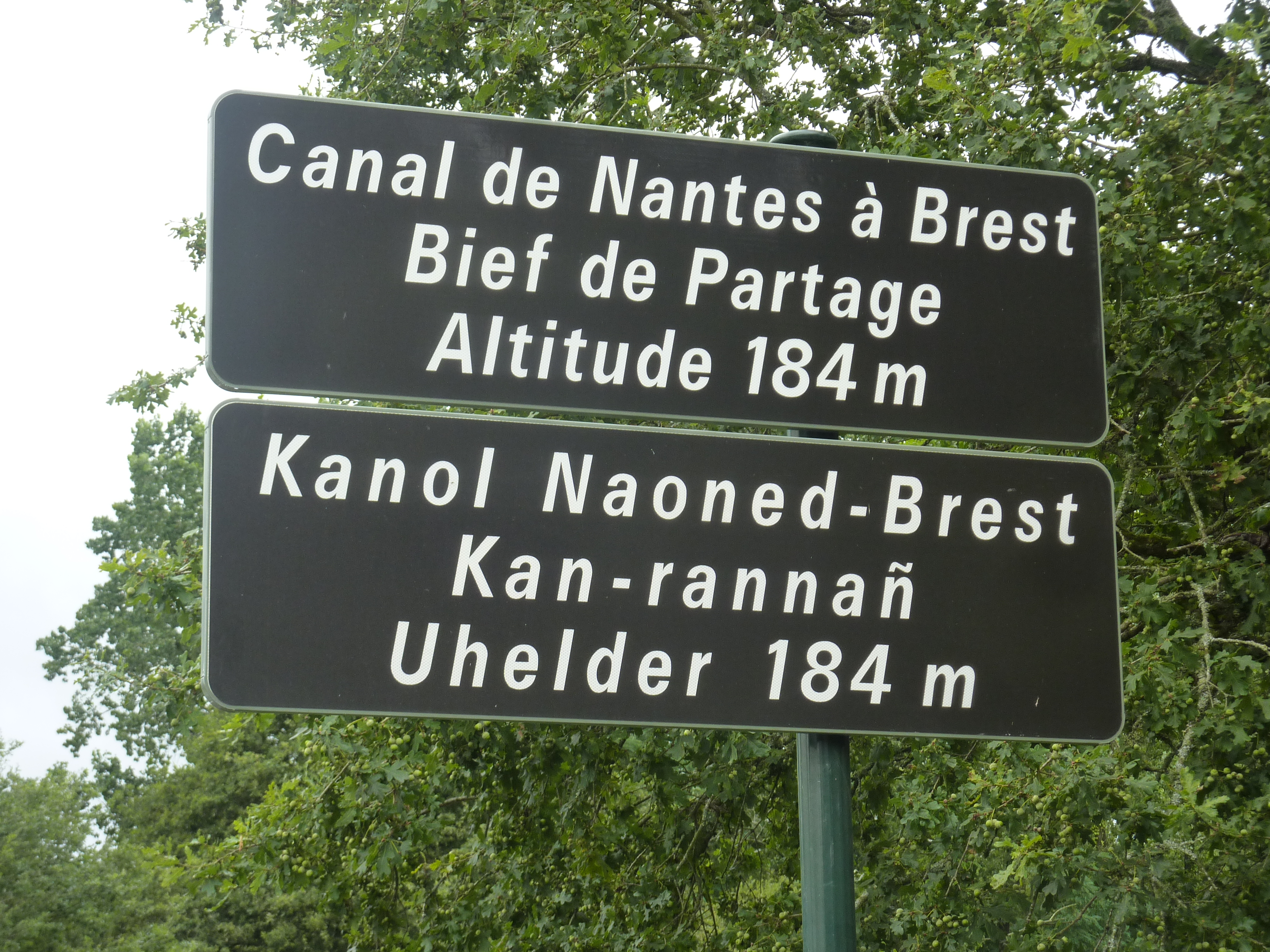
Panneau du bief de partage des eaux dans la «Grande tranchée  ».
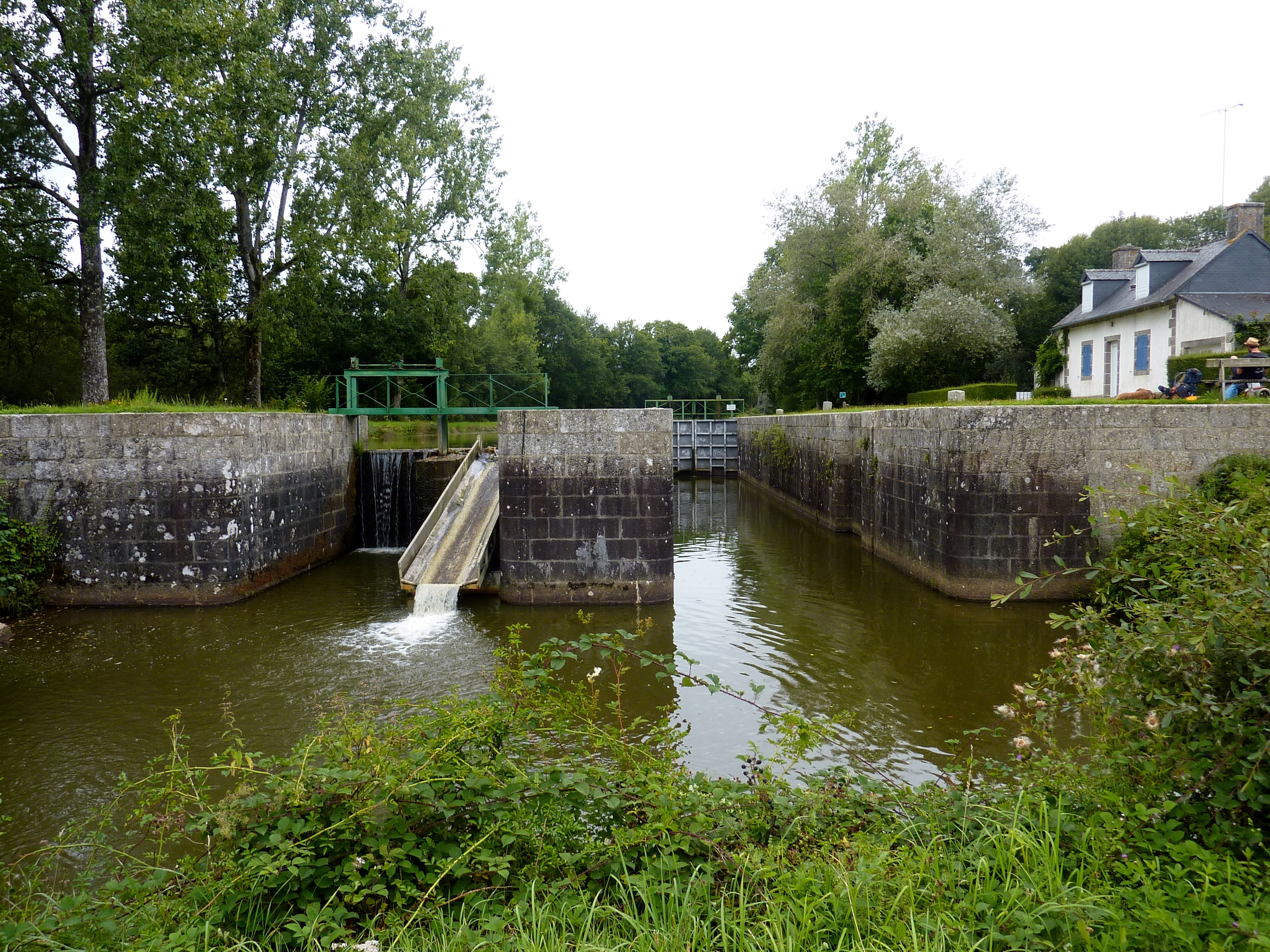
Canal de Nantes à Brest : écluse de Pont-Auffret (écluse no 152) dans la commune de Rostrenen, à la limite de celle de Glomel.
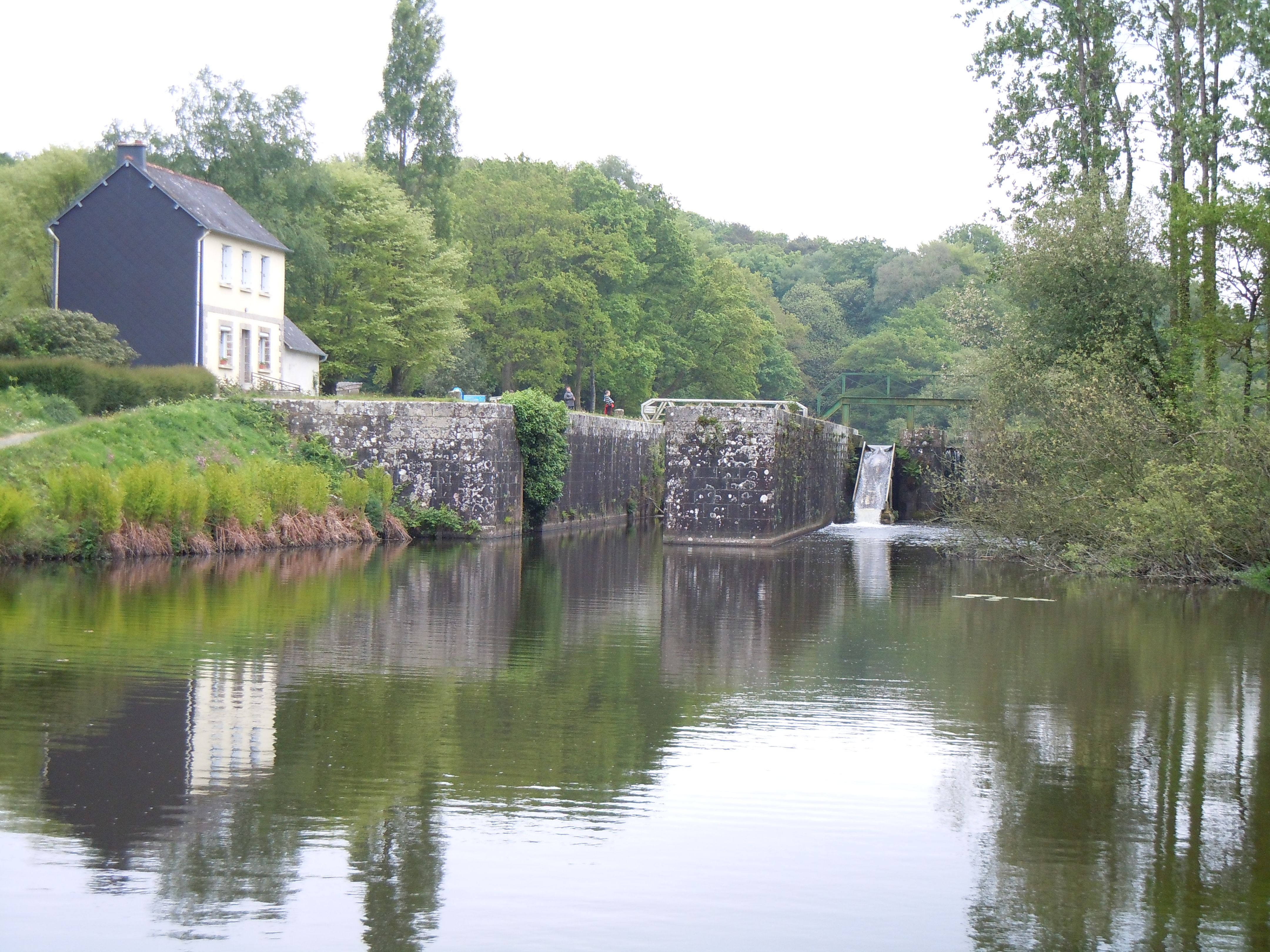
Maison d'éclusier et écluse sur le canal de Nantes à Brest à Glomel.
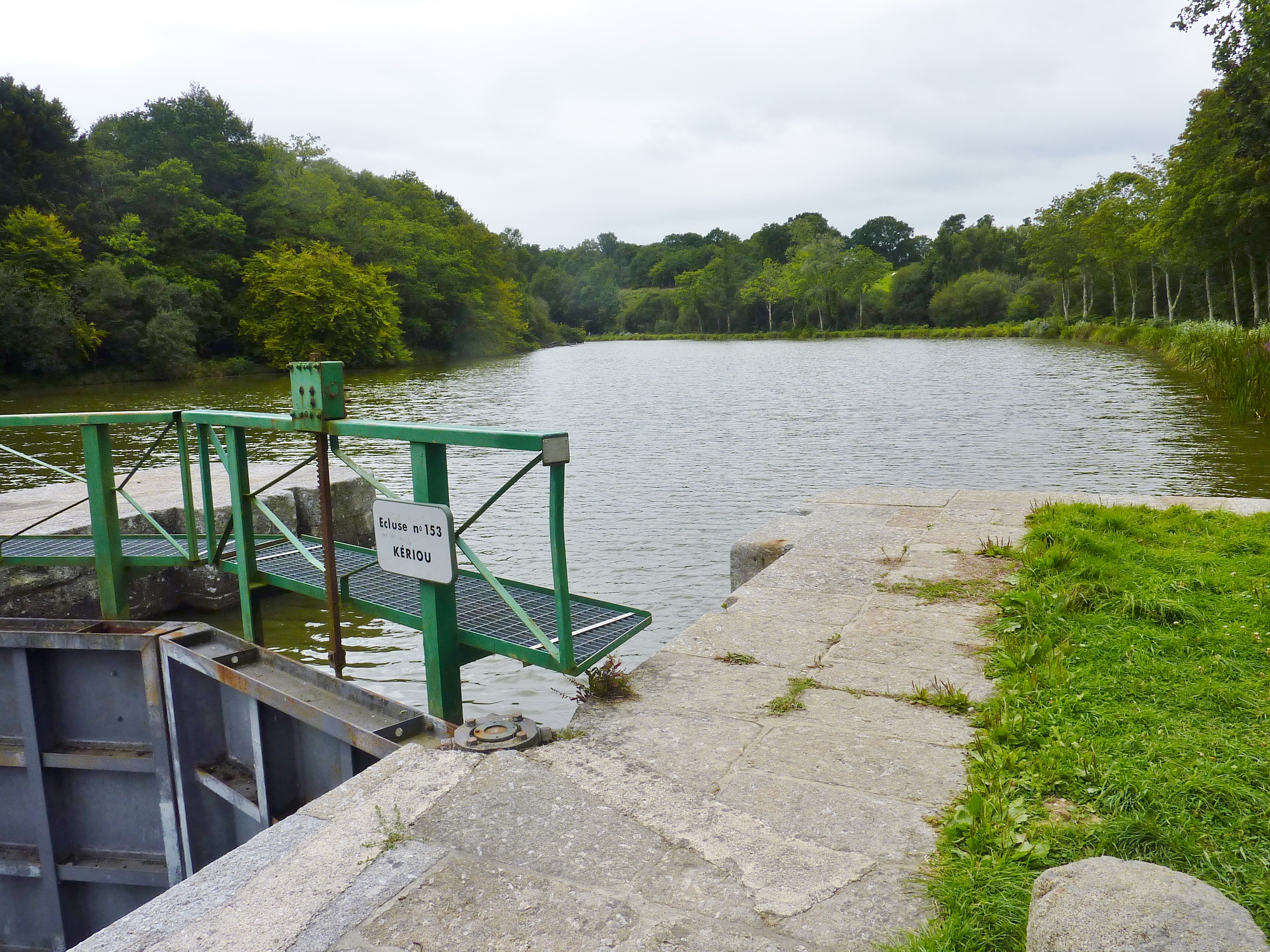
Canal de Nantes à Brest juste en amont de l'écluse de Kériou (écluse no 153, commune de Rostrenen à droite sur la photographie et de Glomel, à gauche de la photographie).
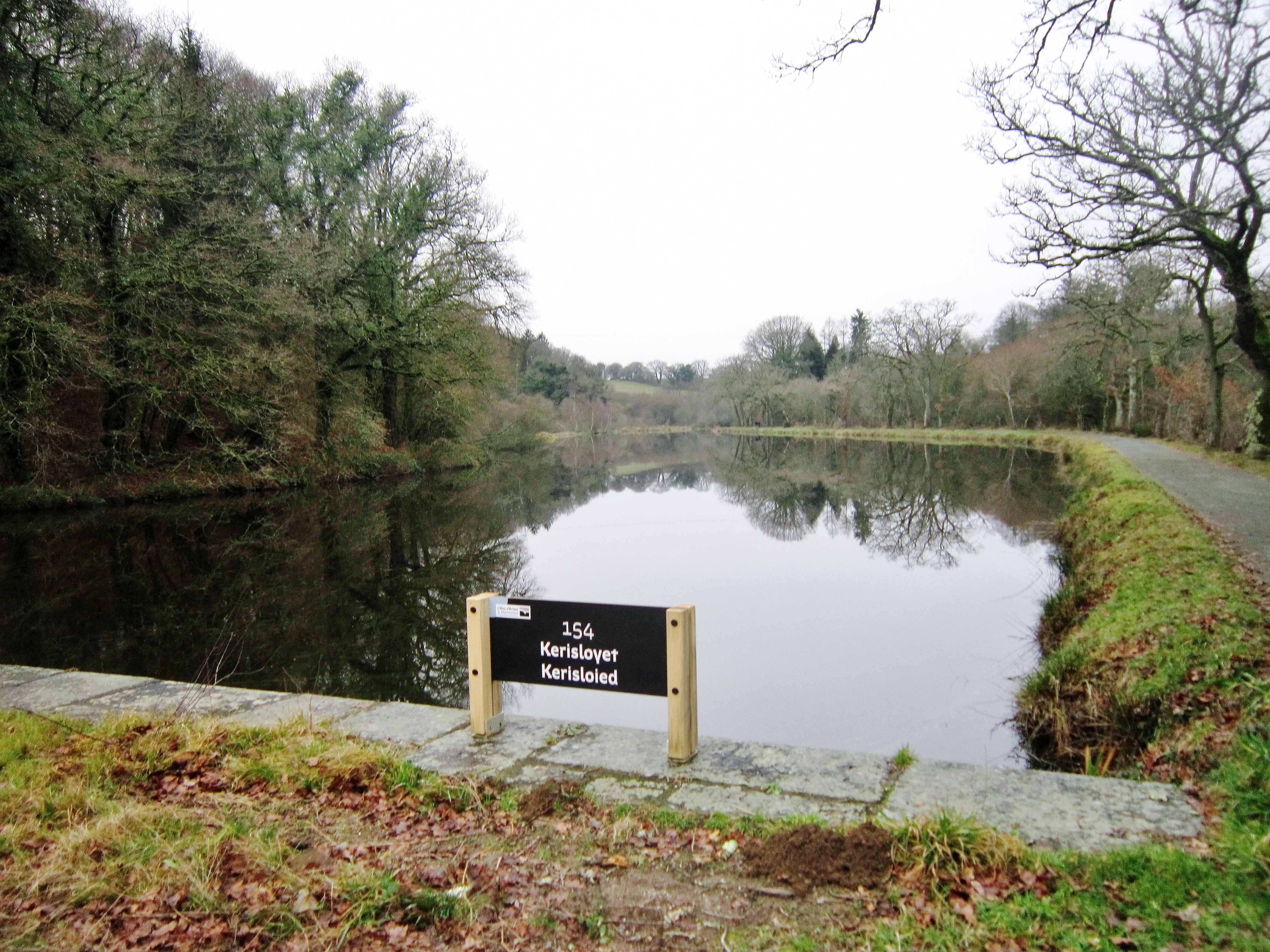
Canal de Nantes à Brest vu depuis l'écluse de Kerisloyet (écluse no 154), communes de Rostrenen (à droite, avec le chemin de halage) et de Glomel (à gauche).
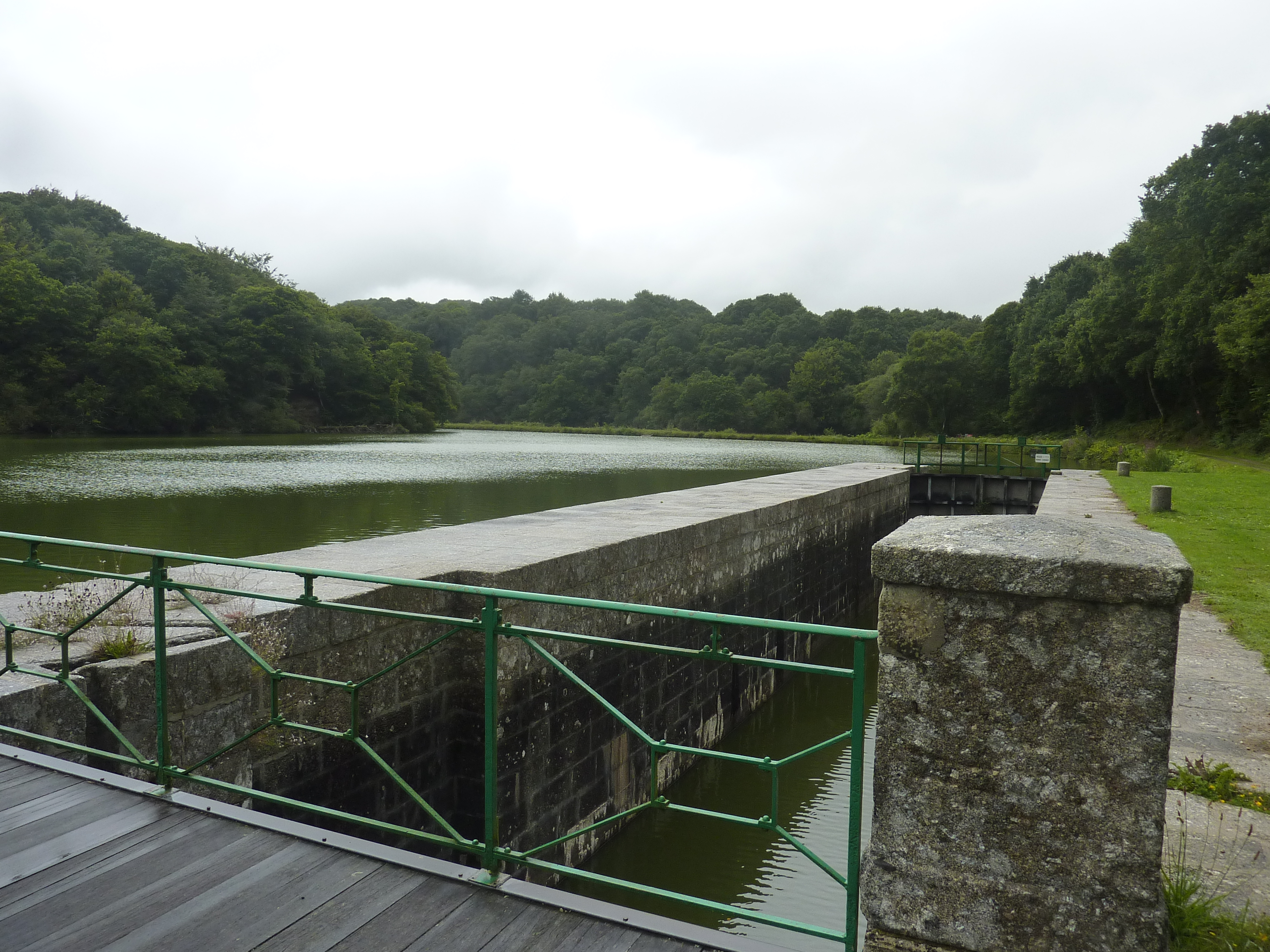
L'écluse de Pont-Yannick (écluse no 155), communes de Rostrenen (à droite, avec le chemin de halage) et de Glomel (à gauche).
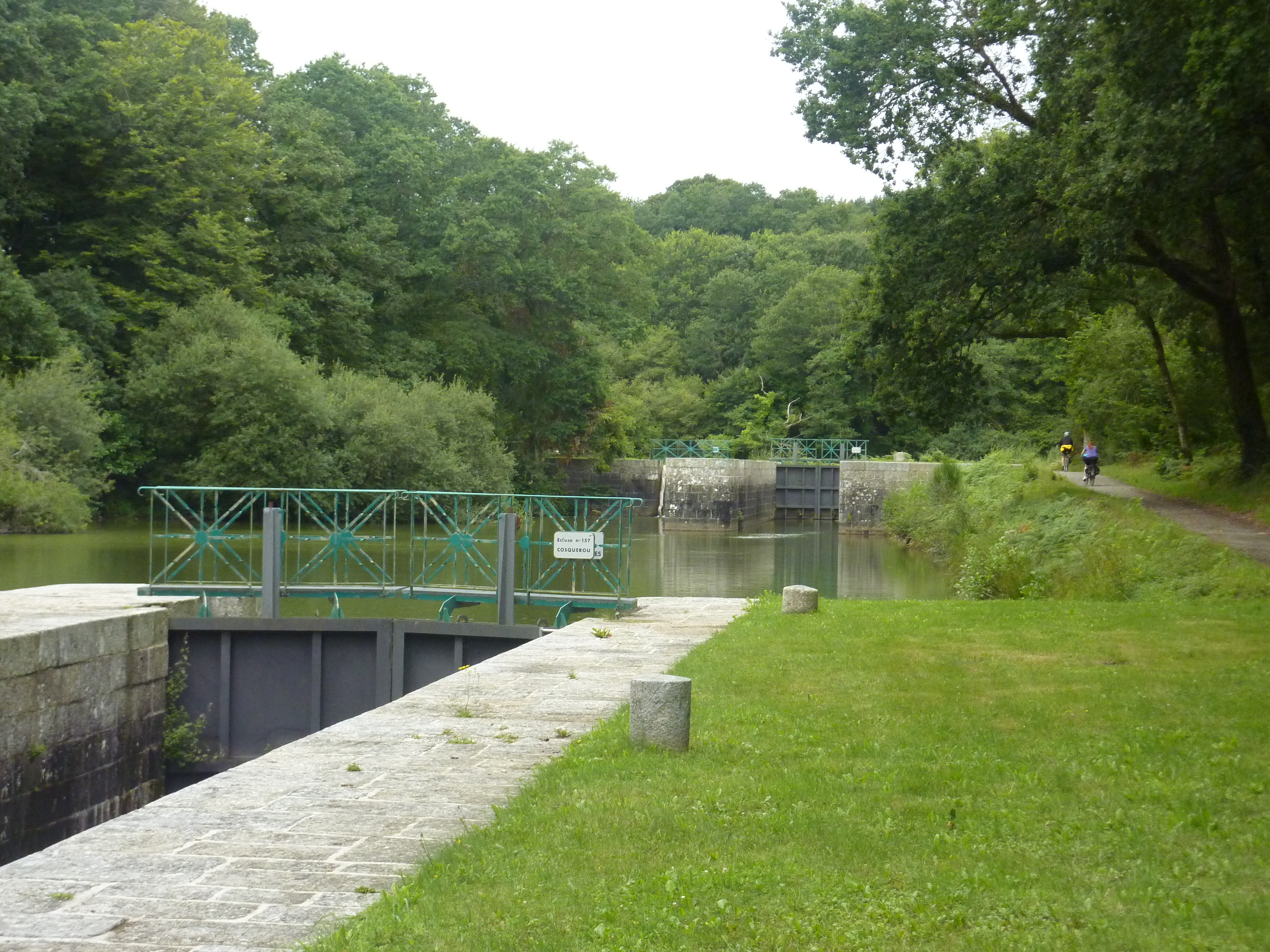
L'écluse de Cosquérou (écluse no 157).
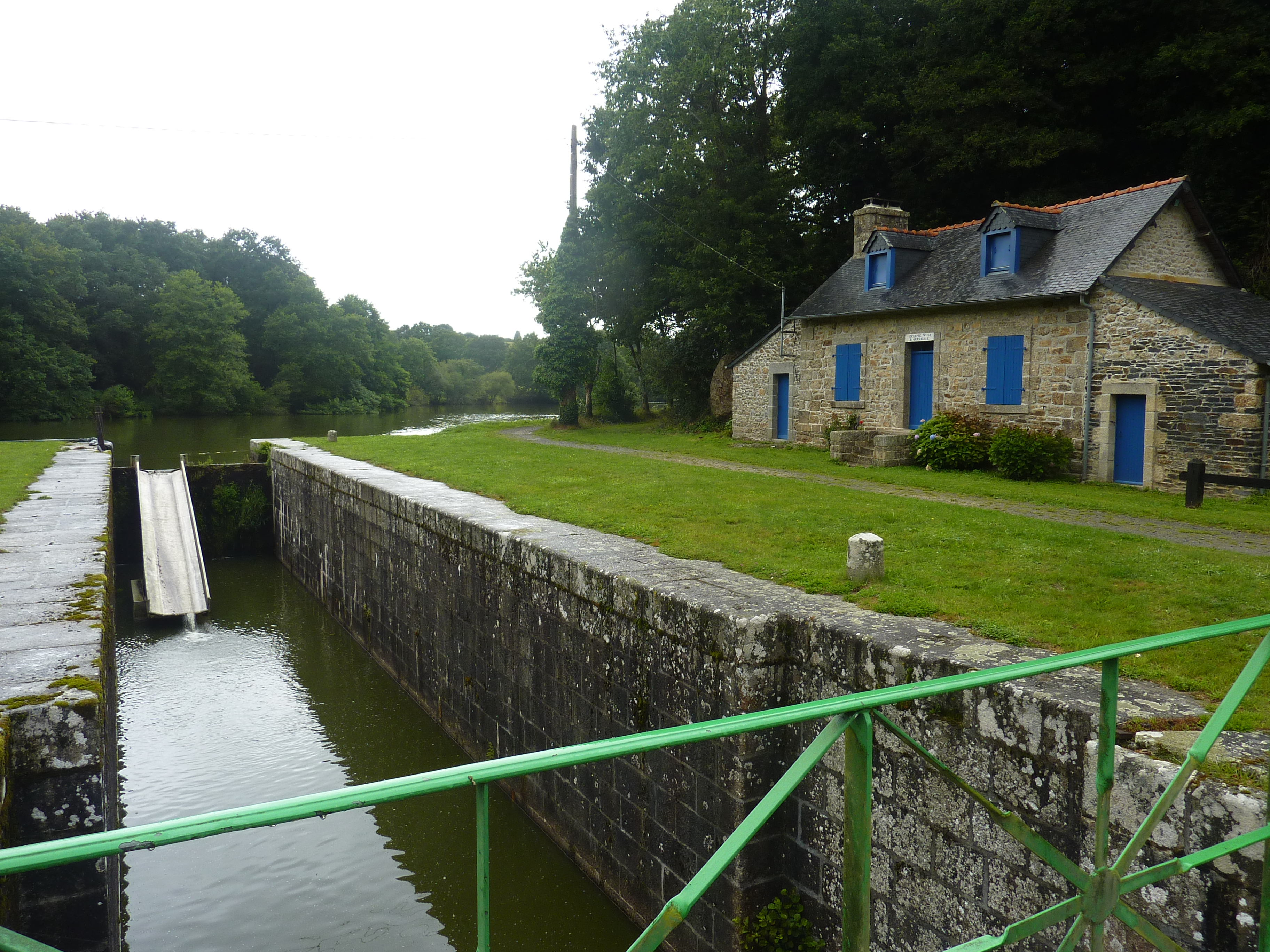
L'écluse et la maison éclusière de Quistinic (écluse no 159.)
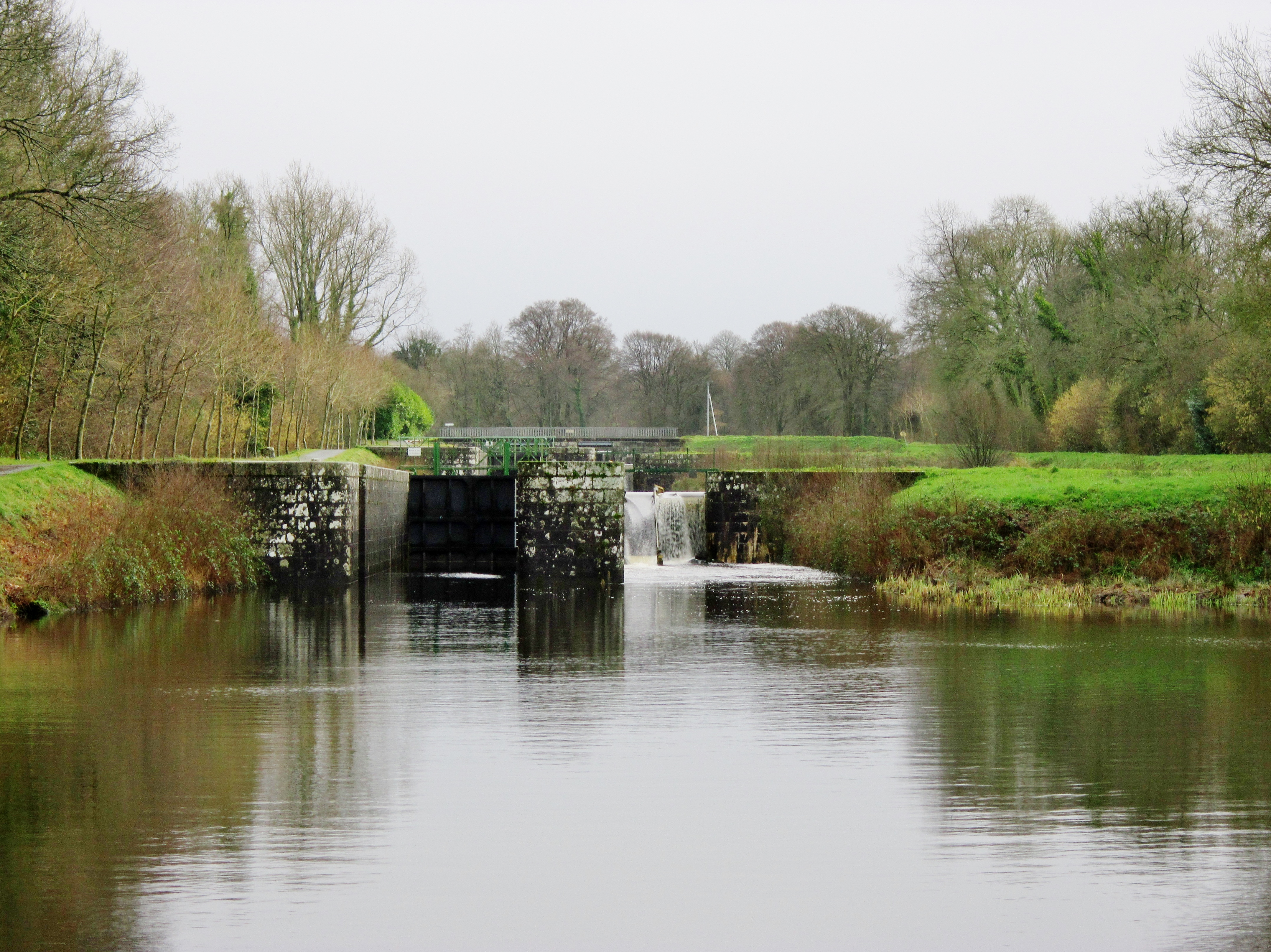
L'écluse de Créharer (écluse no 160 du canal de Nantes à Brest), située à proximité de la « Grande Tranchée » de Glomel.
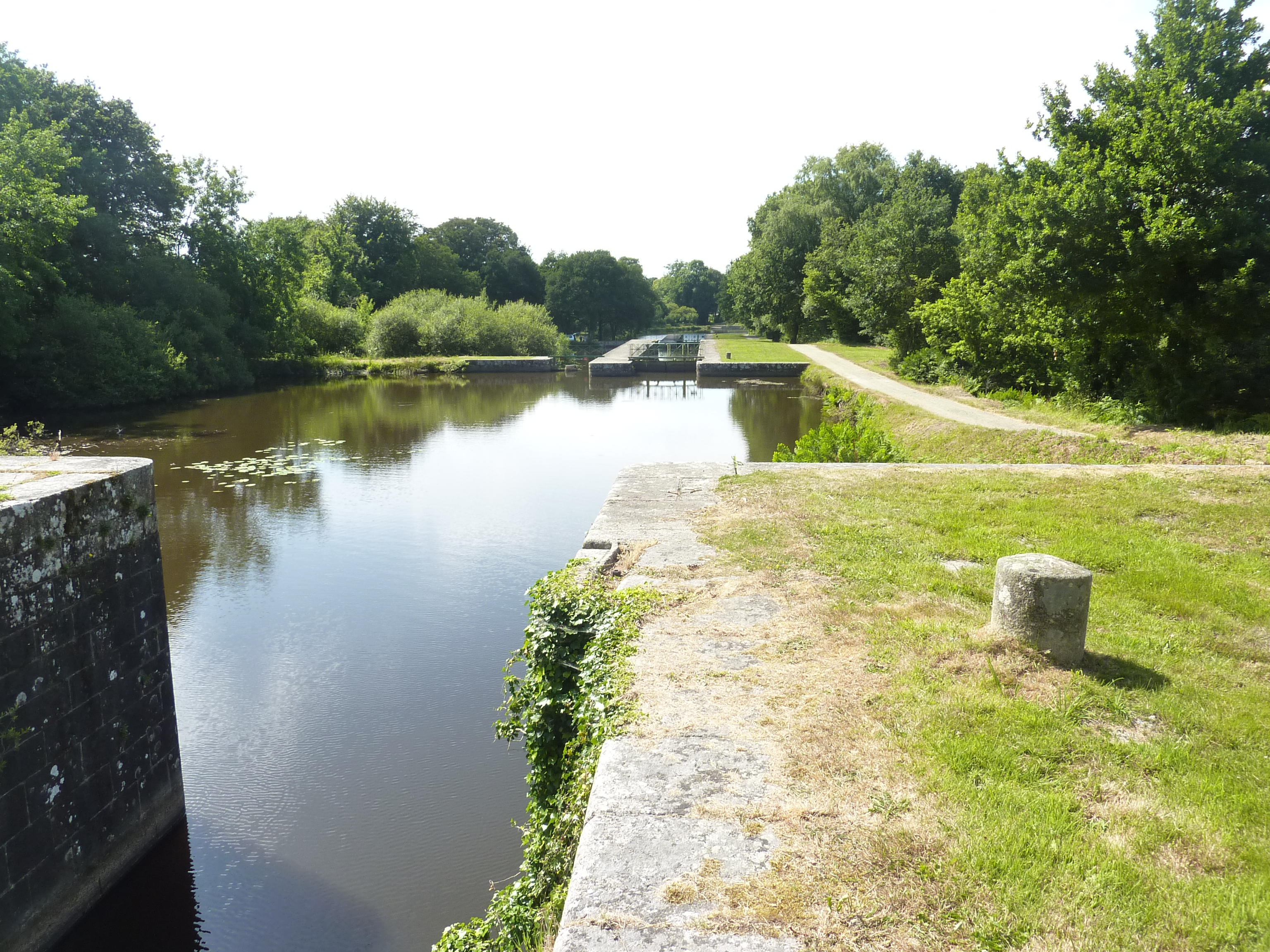
Escalier d'écluses entre la « Grande Tranchée » et le hameau de Saint-Péran 1.
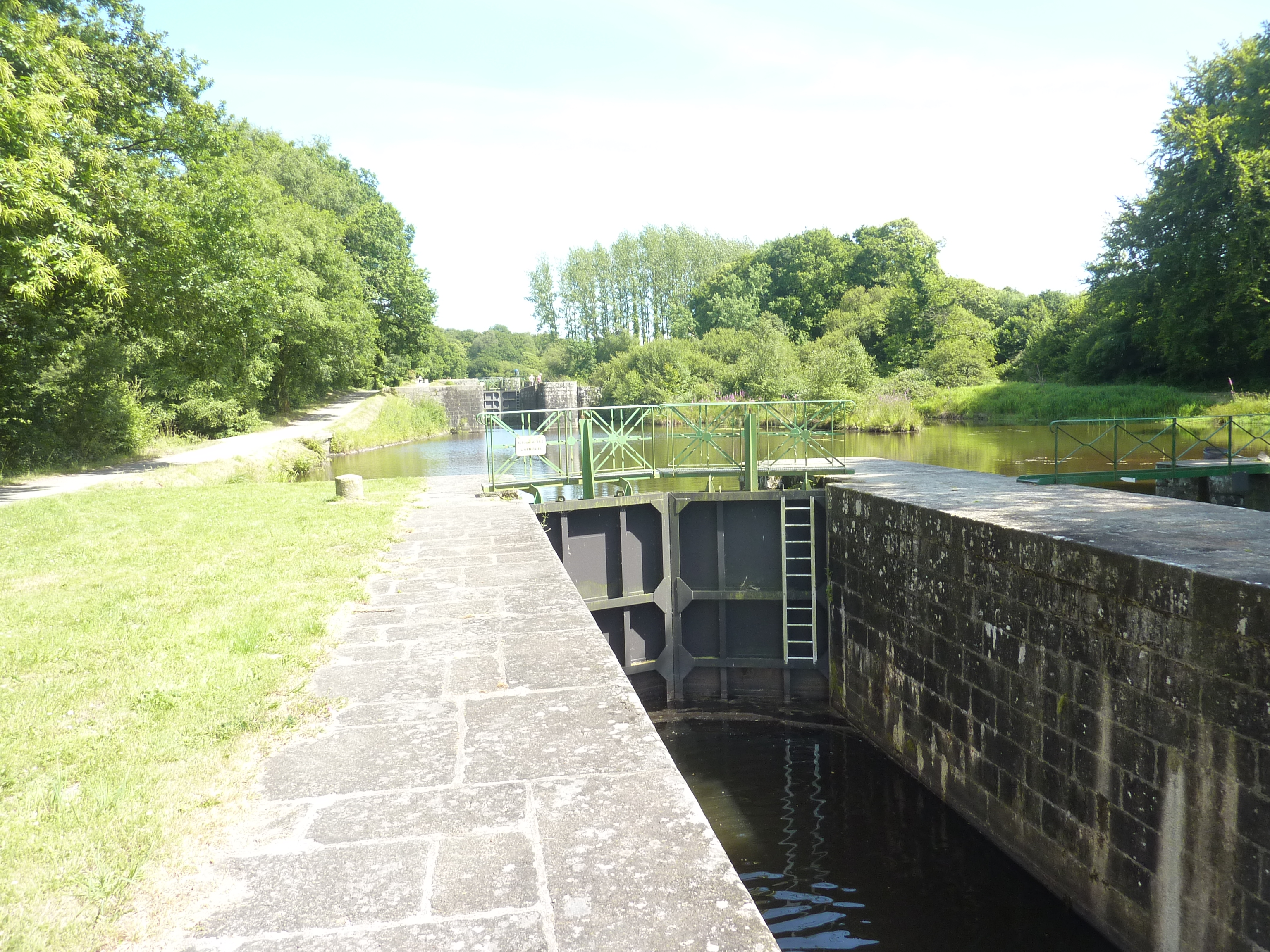
Escalier d'écluses entre la « Grande Tranchée » et le hameau de Saint-Péran 2.
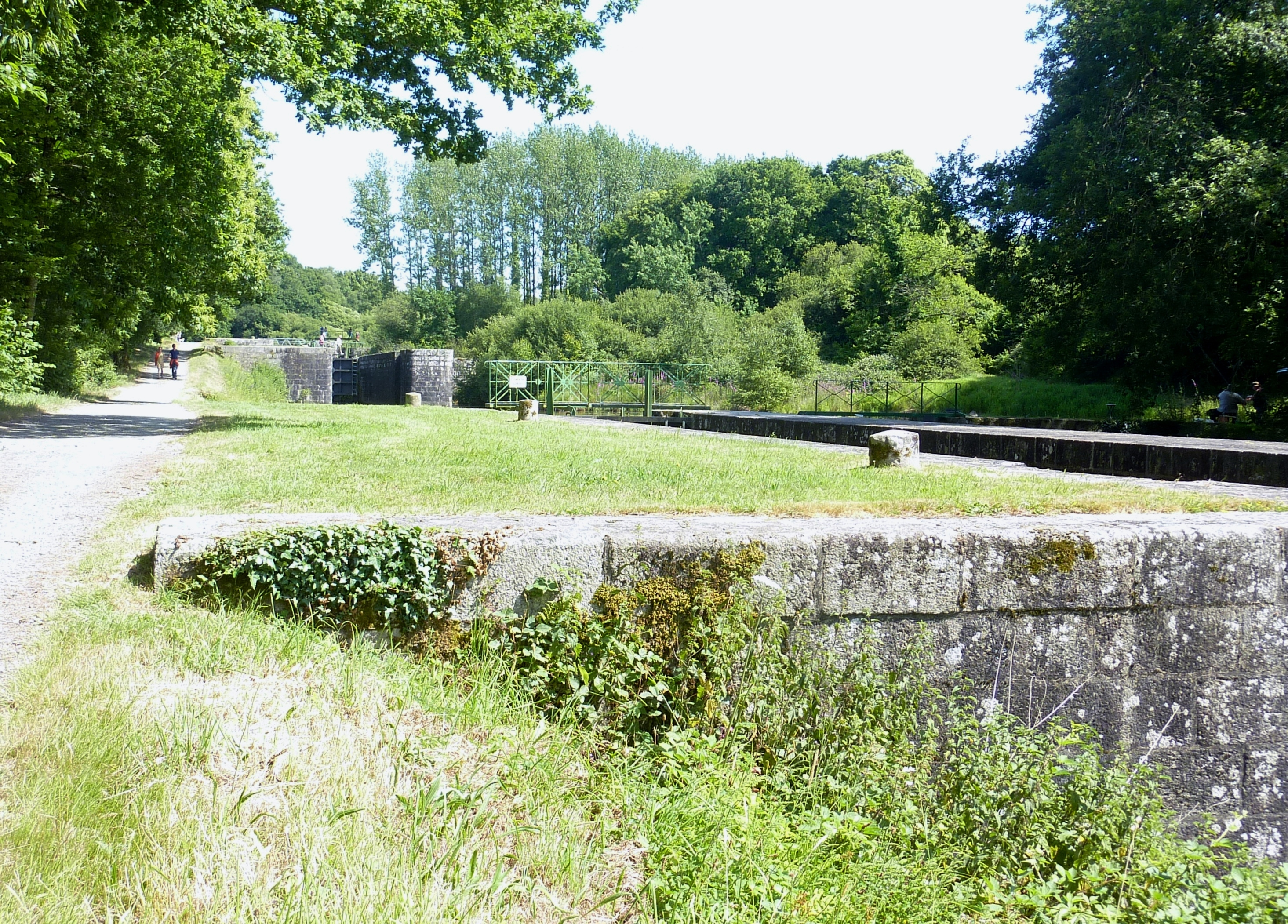
Escalier d'écluses entre la « Grande Tranchée » et le hameau de Saint-Péran 3.
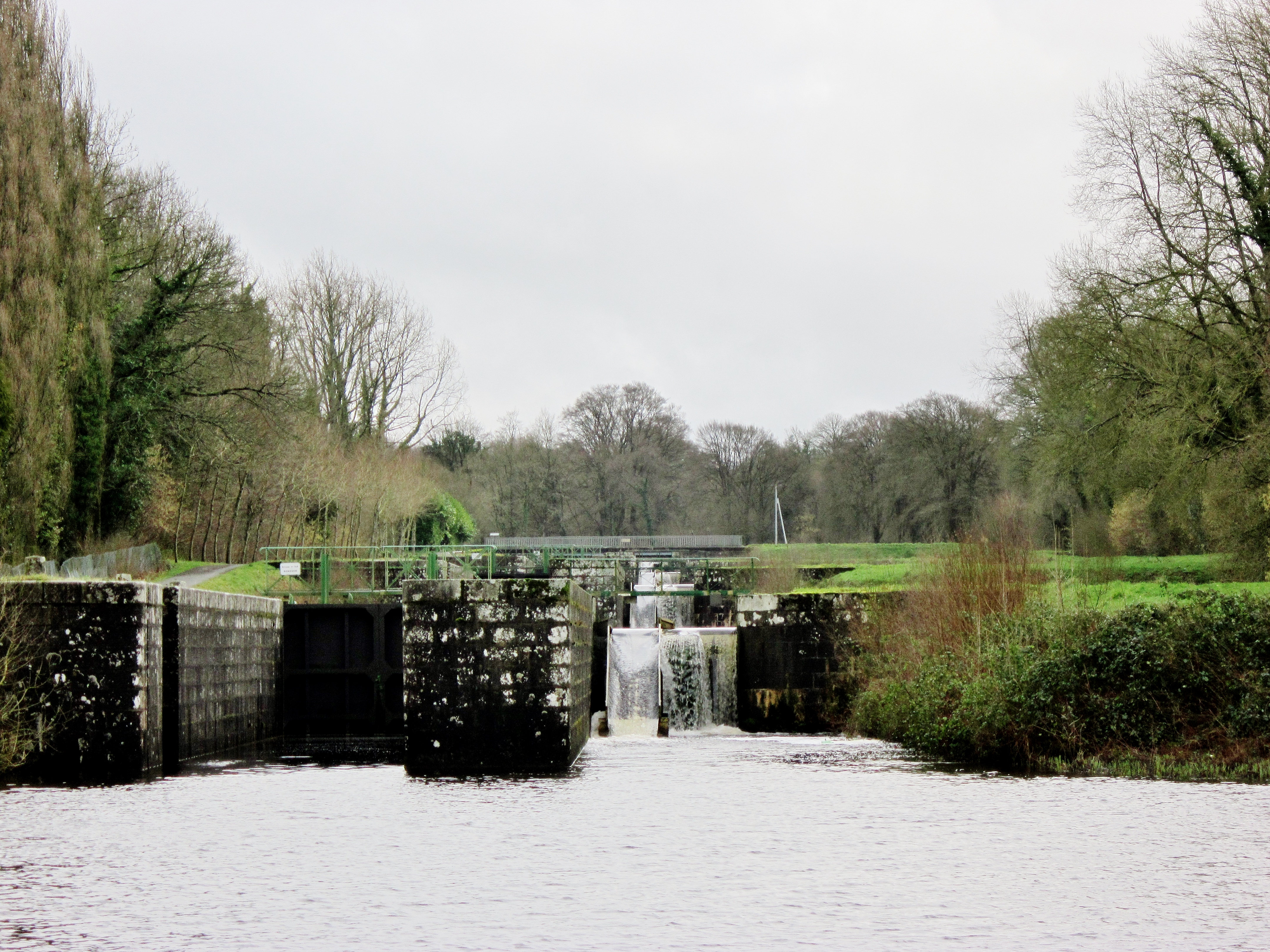
L'écluse du Minguen (écluse no 166 du canal de Nantes à Brest).
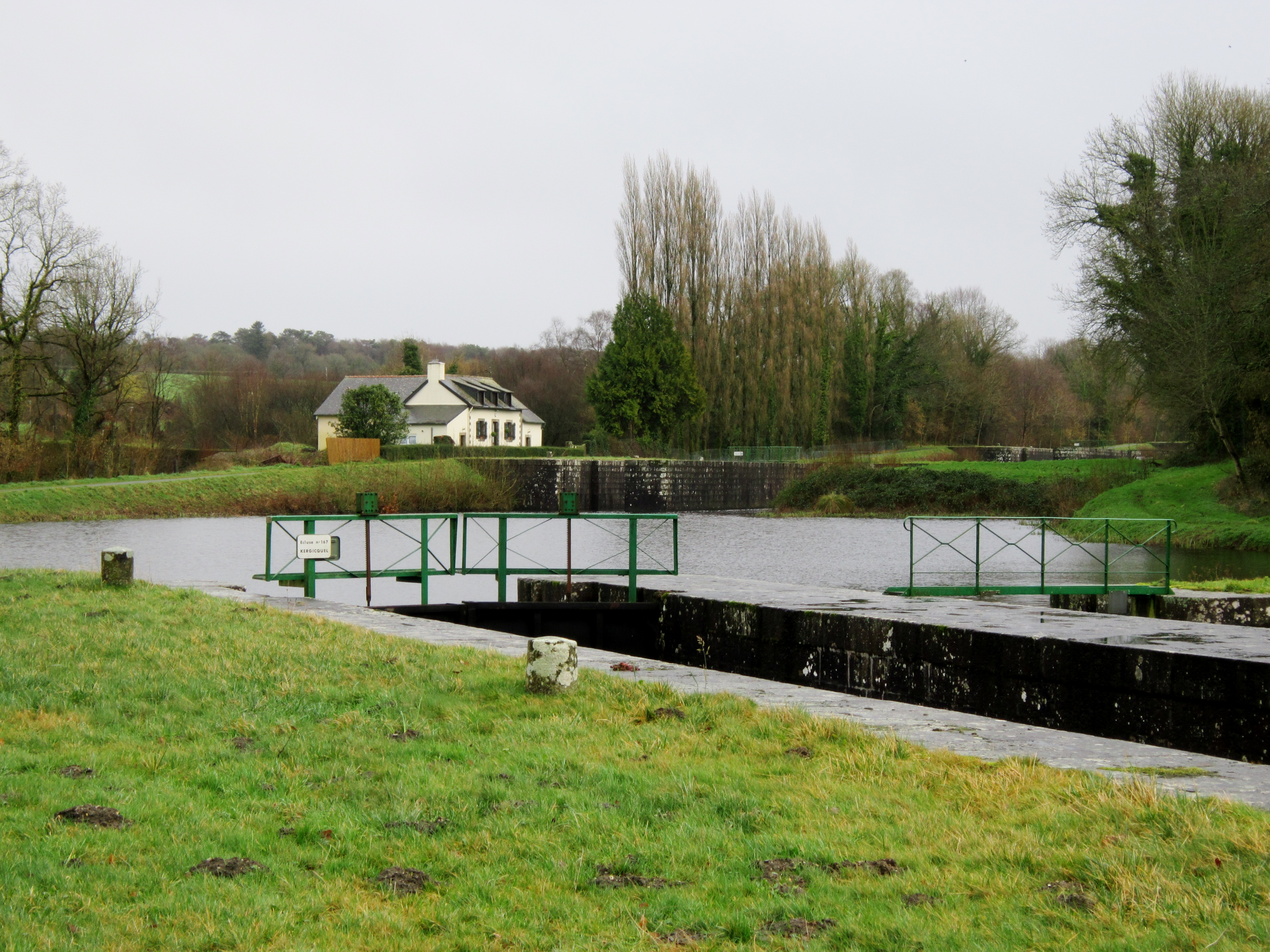
L'écluse de Kergicquel (écluse no 167) juste en aval de l'escalier d'écluses de Saint-Péran.

Glomel est traversée par la RD 3, tronçon de l'axe routier traditionnel Quimper-Gourin-Rostrenen-Saint-Brieuc, qui porte ce numéro dans le cadre des routes départementales des Côtes-d'Armor (mais qui est la RD 1 dans le Morbihan (entre Gourin et Roudouallec) et la RD 15 dans le Finistère (entre Rouduallec et Quimper).

### Géologie

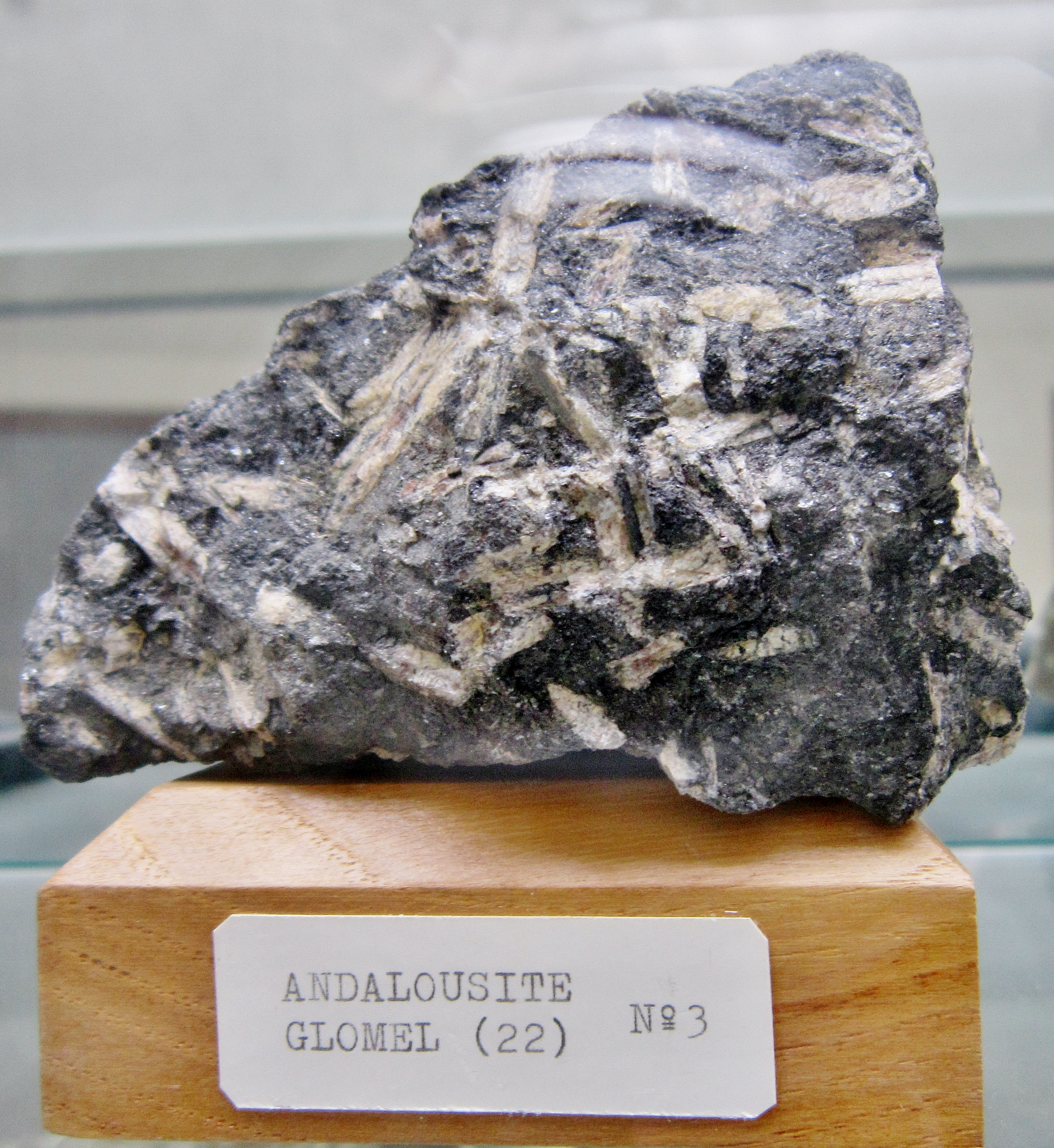
Andalousite de Glomel (musée René Métairie de Scaër).

Le plus grand gisement européen de kerphalite (nom donné localement à l'andalousite) est exploité à Kerphalès (Guerphalès) en Glomel. Il s'agit d'une mine à ciel ouvert dont l'exploitation a débuté en 1970. Il représente 20 % de la production mondiale (près d'1 million de tonnes extraits chaque année). 80 % de la production est exportée dans le monde.
C'est le seul site d'extraction d'andalousite situé en Europe ; il est exploité par l'entreprise "Imerys" qui souhaite ouvrir un quatrième puits d'extraction afin de prolonger l'exploitation jusqu'en 2042 (sinon la fermeture est prévue en 2033) ; ce projet de poursuite d'exploitation divise la population : certains y sont favorables, au nom de la défense de l'emploi (120 emplois environ), d'autres s'y opposent, reprochant à l'exploitant les poussières liées aux tirs d'explosifs, la pollution de l'eau (les polluants s'accumulent dans l'étang du Crazius situé à proximité de la carrière et l'eau de cet étang s'écoule ensuite dans l'Ellé) ; le maire Thierry Troël a décidé de ne pas se représenter aux élections municipales de 2023.

### Hydrographie
Pour un article plus général, voir Réseau hydrographique des Côtes-d'Armor.
La commune est située dans le bassin Loire-Bretagne. Elle est drainée par la laïta, le canal de Nantes à Brest, le ruisseau de Restmanguy, l'Ellé, le Kerjean, le Roz Milet, le Crazius et le Coat Couraval,,.
Le canal de Nantes à Brest est un canal, chenal et un estuaire et un cours d'eau naturel navigable, d'une longueur de 396 km. Il prend sa source dans la commune de Nort-sur-Erdre et se jette  dans la Loire à Nantes, après avoir traversé 82 communes.
L'Ellé, d'une longueur de 76 km, prend sa source dans la commune  et se jette  dans la Laïta, estuaire formé par l'Ellé et l'Isole en limite d'Guidel et de Clohars-Carnoet, après avoir traversé 16 communes.
Le Kerjean, d'une longueur de 10 km, prend sa source dans la commune de Paule et se jette  dans le canal de Nantes à Brest sur la commune.
Le Roz Milet, d'une longueur de 11 km, prend sa source dans la commune de Paule et se jette  dans l'Ellé à Langonnet, après avoir traversé quatre communes.
Trois plans d'eau complètent le réseau hydrographique : l'étang de Mezouët (10,73 ha), l'étang de Trébel (8,89 ha) et l'étang du Coronc (56,42 ha),.

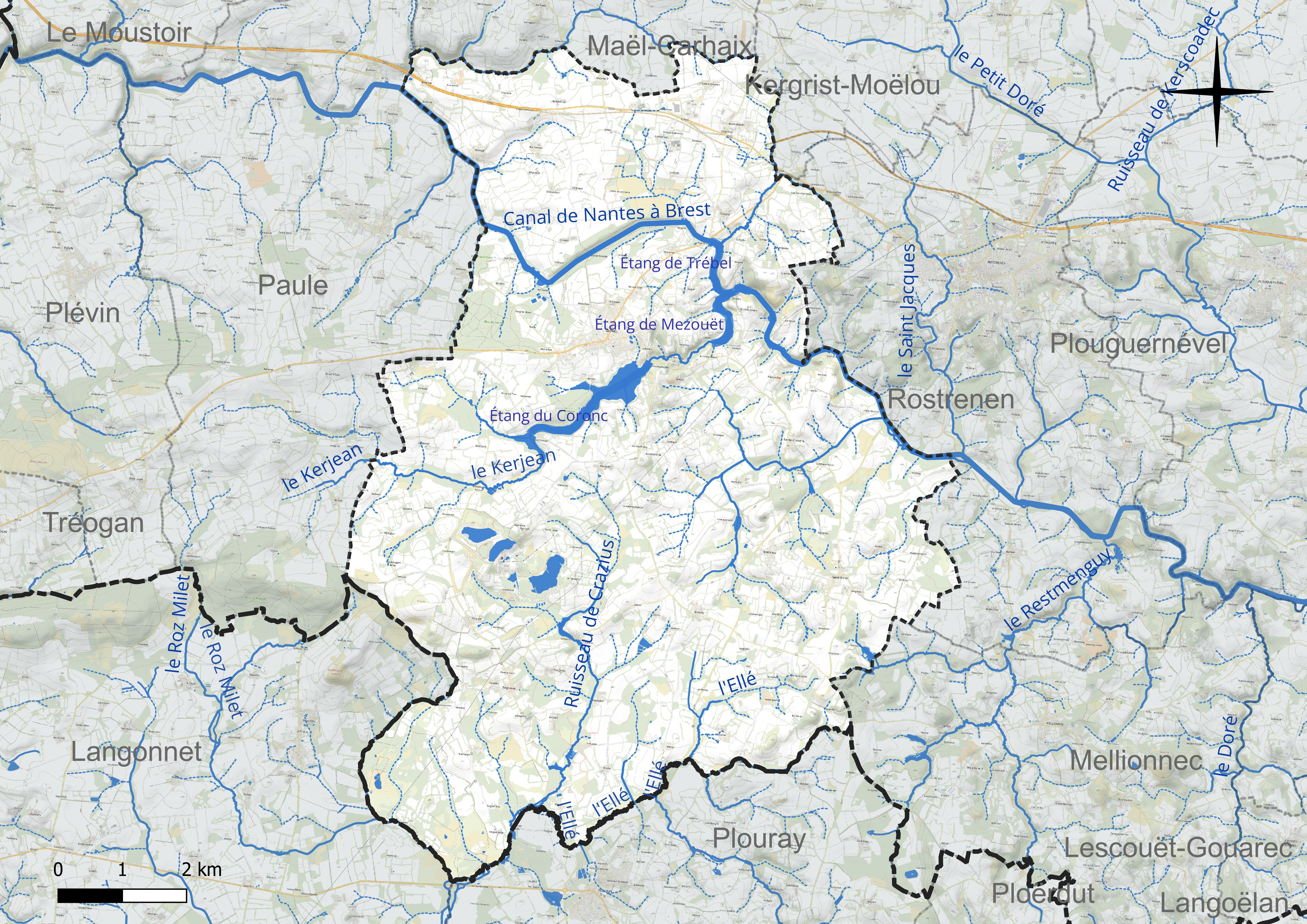
Réseau hydrographique de Glomel.

### Climat
Le climat qui caractérise la commune est qualifié, en 2010, de « climat océanique franc », selon la typologie des climats de la France qui compte alors huit grands types de climats en métropole. En 2020, la commune ressort du type « climat océanique » dans la classification établie par Météo-France, qui ne compte désormais, en première approche, que cinq grands types de climats en métropole. Ce type de climat se traduit par des températures douces et une pluviométrie relativement abondante (en liaison avec les perturbations venant de l'Atlantique), répartie tout au long de l'année avec un léger maximum d'octobre à février.
Les paramètres climatiques qui ont permis d’établir la typologie de 2010 comportent six variables pour les températures et huit pour les précipitations, dont les valeurs correspondent à la normale 1971-2000. Les sept principales variables caractérisant la commune sont présentées dans l'encadré ci-après.
| Paramètres climatiques communaux sur la période 1971-2000 - Moyenne annuelle de température : 10,5 °C - Nombre de jours avec une température inférieure à −5 °C : 1,5 j - Nombre de jours avec une température supérieure à 30 °C : 1,4 j - Amplitude thermique annuelle : 12 °C - Cumuls annuels de précipitation : 1 133 mm - Nombre de jours de précipitation en janvier : 16,2 j - Nombre de jours de précipitation en juillet : 8,3 j |

Avec le changement climatique, ces variables ont évolué. Une étude réalisée en 2014 par la Direction générale de l'Énergie et du Climat complétée par des études régionales prévoit en effet que la  température moyenne devrait croître et la pluviométrie moyenne baisser, avec toutefois de fortes variations régionales. Ces changements peuvent être constatés sur la station météorologique de Météo-France la plus proche, « Rostrenen », sur la commune de Rostrenen, mise en service en 1954 et qui se trouve à 6 km à vol d'oiseau,, où la température moyenne annuelle est de 10,7 °C et la hauteur de précipitations de 1 145,7 mm pour la période 1981-2010.
Sur la station météorologique historique la plus proche, « Lorient-Lann Bihoue », sur la commune de Quéven, dans le département du Morbihan, mise en service en 1952 et à 48 km, la température moyenne annuelle évolue de 11,6 °C pour la période 1971-2000 à 12 °C pour 1981-2010, puis à 12,2 °C pour 1991-2020.
Selon une étude faite pour l'année 1877 par le docteur Alfred Fouquet, parmi les 22 stations météorologiques du département du Morbihan prises en compte, c'est celle de Glomel qui a enregistré le maximum de pluviosité ( 1 493 mm) et le plus grand nombre de jours de pluie (208).

## Urbanisme

### Typologie
Au 1er janvier 2024, Glomel est catégorisée commune rurale à habitat très dispersé, selon la nouvelle grille communale de densité à 7 niveaux définie par l'Insee en 2022.
Elle est située hors unité urbaine. Par ailleurs la commune fait partie de l'aire d'attraction de Rostrenen, dont elle est une commune de la couronne,. Cette aire, qui regroupe 10 communes, est catégorisée dans les aires de moins de 50 000 habitants,.

### Occupation des sols

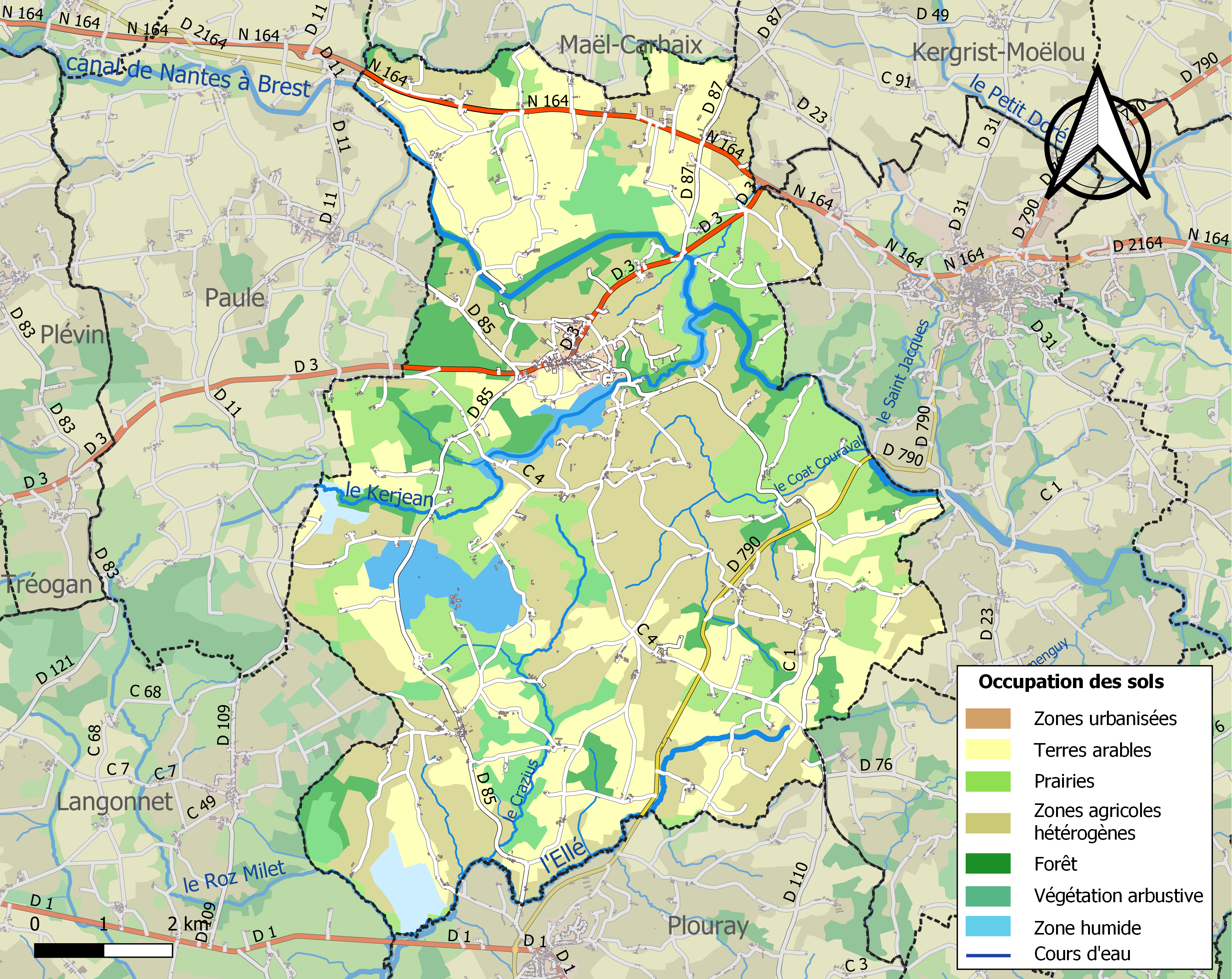
Carte des infrastructures et de l'occupation des sols de la commune en 2018 (CLC).

Le tableau ci-dessous présente l'occupation des sols de la commune en 2018, telle qu'elle ressort de la base de données européenne d’occupation biophysique des sols Corine Land Cover (CLC).
| Type d’occupation                                                                   | Pourcentage | Superficie (en hectares) |
| ----------------------------------------------------------------------------------- | ----------- | ------------------------ |
| Tissu urbain discontinu                                                             | 1,0 %       | 84                       |
| Terres arables hors périmètres d'irrigation                                         | 26,5 %      | 2098                     |
| Prairies et autres surfaces toujours en herbe                                       | 16,9 %      | 1335                     |
| Systèmes culturaux et parcellaires complexes                                        | 28,3 %      | 2237                     |
| Surfaces essentiellement agricoles interrompues par des espaces naturels importants | 8,4 %       | 665                      |
| Forêts de feuillus                                                                  | 9,4 %       | 747                      |
| Forêt et végétation arbustive en mutation                                           | 4,6 %       | 363                      |
| Marais intérieurs                                                                   | 1,4 %       | 108                      |
| Plans d'eau                                                                         | 3,5 %       | 280                      |
| Source : Corine Land Cover                                                          |             |                          |

### Morphologie urbaine
Le chef-lieu (le bourg) est excentré au nord de la commune tandis que l'ancien bourg trévial de Trégornan occupe une position complètement à l'opposé au sud et l'ancien bourg trévial de Saint-Michel est excentré à l'est. Le reste de la population se répartit dans une centaine de petits villages ou hameaux dont les plus peuplés sont Sainte-Christine et Botcanou.

## Toponymie
Le nom de la localité est attesté sous les formes Glomael en 1295, 1330, 1347 et en 1407, Grovel en 1451, Glomael en 1516, Glomel en 1535 et en 1536.
Selon Bernard Tanguy, Glomel viendrait du vieux breton gloeu (brillant) et mael (chef, éminence). Une autre attestation se basant sur l'orthographie Gronvel de 1451 la fait dériver du celte crom (courbe, colline) et uel (belle).
Le nom de la commune est Groñvel en breton[réf. souhaitée].

## Histoire

### Préhistoire et Antiquité
Le territoire de la commune est occupé dès le Néolithique comme l'atteste l'érection des menhirs de Glomel et de Coat-Couraval ainsi que celle d'un dolmen détruit en 1859.
Les sources qui alimentait l'aqueduc de Vorgium (Carhaix) ont été ennoyées sous le plan d'eau de Créharer aménagé lors de la construction du Canal de Nantes à Brest,.
La voie romaine de Darioritum (Vannes) à Vorgium (Carhaix) traverse le finage de Glomel, passant par les lieux-dits actuels Le Loch et Saint-Conogan, par une des avenues du parc du château de Kersaint-Eloy, puis vers l'ouest se confond avec la route menant à Gourin ; des monnaies romaines ainsi que des tuiles et poteries vernissées ont été trouvées près de Kersaint-Eloy.

### Moyen Âge
Glomel est une ancienne paroisse primitive (qui a peut-être fait partie originellement de la paroisse de Plévin), qui était sous le patronage de saint Germain d'Auxerre.
La paroisse de Glomel est citée pour la première fois en 1295 ; elle dépendait de l'évêché de Cornouaille.
La vaste châtellenie de Glomel s'étendait sur les paroisses de Kergrist-Moëlou, Plouguernevel, Paule, Plévin , Motreff , Maël-Carhaix, Plouguer, etc.. Elle dépendait de la baronnie de Rostrenen.

### Époque moderne
En 1690, François-Henri de Rougé, seigneur de Glomel, Mezle, Kerjan (en Paule), Paule, Moëlou, Kervilio et autres lieux demande et obtient du roi Louis XIV que sa terre de Glomel, qui contenait les fiefs de Mezle, Kerjan et Paule, sur lesquels il dispose du droit de haute justice, puisse organiser « parce qu’elle est sittuée dans un pays fertille en grains, bestiaux et autres marchandises, et plus fort, peuplé d’habittans marchands et artisans qui font un négosse fort considérable » quatre foires annuelles et un marché chaque jeudi et pour cela le droit « à faire bastir halles, bancs estaux nécessaire pour le couvert et surettés des marchandises, et percevoir les droits qui seront pour eux deubs suivant les uz et coustume ».
Sylvie de Rison, apporta en dot lors de son mariage célébré le 12 septembre 1711 le château et l'ensemble de la propriété de Ker-Saint-Éloy à Charles-René de Kerampuil. Depuis cette date, Ker-Saint-Éloy appartient à la famille de Saisy de Kerampuil.
Des réfugiés irlandais ont trouvé refuge en Bretagne au XVIIe siècle ; certains se seraient installés à partir de 1669 dans un village de la trève de Saint-Michel en Glomel où se trouve un ensemble de maisons ayant un plan d'ensemble en "U" inhabituel en Bretagne.
En 1753 Vincent Mahé, un complice de Marion du Faouët, fut arrêté à Glomel, accusé notamment d'« avoir pris un pain blanc de trois sols et une paire de galettes » chez Michel Feuillat, marchand de petites denrées et autres au bourg de Glomel et « une vieille couëtte et huit écheveaux de fil » chez Lhopital, « laboureur de terre au lieu-dit de Saint-Éloy » ; il parvint à s'évader de la prison de Glomel, mais fut repris et transféré à Quimper d'où il s'évada aussi ;  il fut quand même jugé par contumace et pendu en effigie.
Jean-Baptiste Ogée décrit ainsi Glomel en 1778 :

« Glomel, sur une hauteur, à treize lieues et demi à l'est-nord-est de Quimper, son évêché ; à seize lieues et demie de Rennes et à quatre lieues de Corlay, sa subdélégation. Cette paroisse relève du Roi et ressortit à Carhaix. On y compte, y compris ceux de Saint-Michel et de Trégornan, ses trèves, 3 600 communiants. La cure est présentée par le chapitre de Quimper. Son territoire renferme un grand nombre de montagnes [en fait des collines], et plusieurs étangs, qui sont une partie de la source de la rivière de Blavet. Les terres y sont fertiles et produisent d'abondantes récoltes ; mais on y voit beaucoup de landes. Ses maisons nobles sont Glomel, Melpot et Kerjean, annexés, haute justice ; la baronnie de Rostrenen, à Madame la duchesse d'Elbeuf, seigneur de la paroisse. Le château de Ker-Saint-Éloy, à Madame de Séfi de Kerempul [en fait Saisy de Kerampuil] ; Saint-Perron [en fait Saint-Péran] et le Bodeno [en fait Botdennou]. »

### Révolution française
La paroisse de Glomel est érigée en commune en 1790 et annexe les territoires de ses deux anciennes trèves : Trégornan et Saint-Michel.
François Donniou était recteur de Glomel lorsque se déclencha la Révolution française : bien que non jureur, il resta discrètement dans sa paroisse et y mourut sans être véritablement inquiété. Deux prêtres de la paroisse qui refusèrent de prêter le serment de fidélité à la Constitution civile du clergé furent inquiétés : Jean Julien, originaire de Sainte-Tréphine fut déporté en Espagne et mourut à Saintes pendant son retour le 19 février 1795 et Jean-Guillaume Prigent, vicaire, originaire de Plouguernével, fut lui aussi d'abord déporté en Espagne, mais après son retour, il fut à nouveau arrêté et déporté en Guyane sur un vaisseau, la Décade en 1799 et 1800, avant de pouvoir rentrer en France.
En décembre 1799 des Chouans cantonnèrent dans la commune, près de Lan-Bern. François Bréban, dit "Le Hardi", de Kergonan, négociant et marchand de bois, fut capitaine chouan pour la paroisse de Plouay.

### LeXIXesiècle

#### Glomel dans la première moitié duXIXesiècle
La région de Glomel est ainsi décrite en 1829 :
« Lorsque pour la première fois, les ingénieurs de rendirent à Glomel pour préparer les travaux  [de construction du canal de Nantes à Brest], ils s'accordèrent à comparer la Bretagne à la Sibérie, des mœurs sauvages comme l'est le pays, des chemins impraticables, des maisons de bourg obstruées par des tas de fumier infects (...). Pas un objet de plus que la commune nécessité. Le pain le plus usuel, les légumes les plus grossiers étaient un luxe inconnu, l'agriculture pauvre, l'industrie nulle et la misère plus que générale ».
Emmanuel Josph deSaisy, maire de Glomel depuis 1816, cessa de l'être en 1930 car, légitimiste, il s'opposa à la monarchie de Juillet ; qualifié de chef chouan (guerre de Vendée et Chouannerie de 1832), il fut même arrêté un temps en 1831. En mai 1831 « quarente chouans, en partie déserteurs de Glomel, ont été pris, ainsi que leur chef, par un détachement de soixante hommes de la garde nationale de Rostrenen à Saint-Caradec-Glomel, au moment où ils achevaient une barrique de cidre ; c'est le cultivateur chez qui ils se délectaient qui a profité de leur joyeux abandon pour en donner avis à l'autorité ».
A. Marteville et P. Varin, continuateurs d'Ogée, décrivent ainsi Glomel en 1843 :

« Glomel, commune formée par l'ancienne paroisse du même nom, y compris ses trèves Saint-Michel et Trégornan ; aujourd'hui succursale ; chef-lieu de perception. (...) Principaux villages : Querangal, Kermarquer, Keranflec, Coatrennec, Goas-an-Morau, le Croasty, Kermapjean, Trével, Kerien, Kerguiniou, Kerbidam, Kerviguen, Guermeur, Kerphales, Crazius, château de Ker-Saint-Éloy, Kerbiguet, Guennevan, le Guiouer, Restauffret, Cluzioudonne, Botsay, le Merdy, Locorvé, Kermaptanguellou, Kermarec, Quinquis-en-Lez, Restoleberrs, Botcanou, Sainte-Christine, la Ville-Blanche, Hilars, Kerstol. Maisons remarquables : château de Saint-Péran, de Coat-Couraval. Superficie totale : 8 400 hectares dont (...) terres labourables 4 141 ha, prés et pâtures 1 040 ha, bois 288 ha, vergers et jardins 160 ha, canaux de navigation 111 ha, landes et incultes 2 198 ha, étangs 60 ha (...). Moulins : 11 (deux de Saint-Péran, du Coroncq, de Crazius, de Kerjean, Grand-Moulin, de Botcanou, à eau). Trégornan, une ancienne trève, a encore aujourd'hui un desservant ; il y a encore, outre cette église et celle du bourg, les chapelles de Saint-Conogan, Saint-Quay et Sainte-Christine. (...). Il y a foire le 3 mai et le 6 décembre. Géologie : Glomel est sur roches amphiboliques, Trégornan est sur granite. Au sud-ouest schistes maclifères, schistes argileux et roches amphiboliques ; granite à l'est. On parle le breton »

#### La construction de la tranchée de Glomel et les bagnards

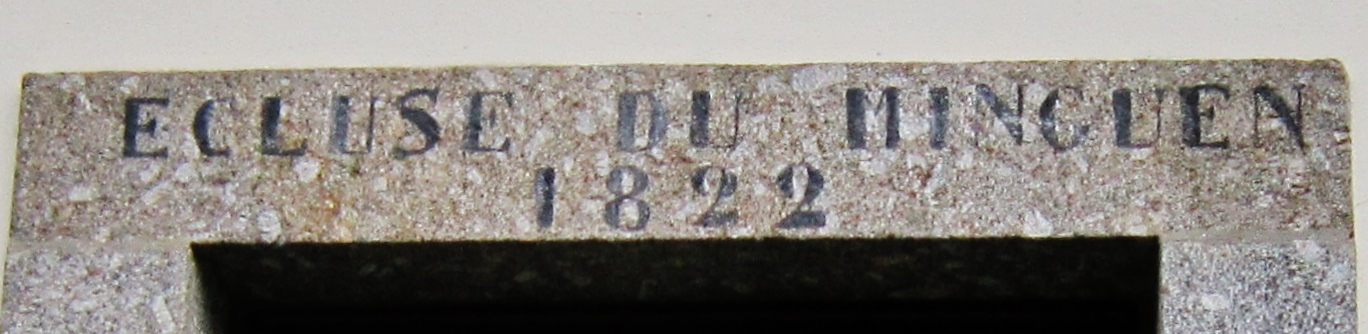
La maison éclusière du Minguen (écluse no 166 du Canal de Nantes à Brest) : date de construction inscrite au-dessus de la porte d'entrée.

La construction du canal de Nantes à Brest a nécessité le creusement d'une tranchée longue de 3,2 km, large d'une centaine de mètres et ayant jusqu'à 23 mètres de profondeur pour relier les bassins versants du Blavet et de l'Aulne et franchir ce seuil à 207 mètres au-dessus du niveau de la mer situé à l'extrémité orientale des Montagnes Noires ; les travaux durèrent 9 ans, de 1823 à 1832 et furent effectués en partie par 4 000 bagnards, qui transportèrent la terre dans des charrettes, mais aussi parfois à dos d'hommes, et qui vécurent dans des baraquements provisoires implantés en pleine nature, surveillés par une cinquantaine de gendarmes et encadrés par une trentaine de responsables administratifs et techniques, ce qui permit d'abaisser à 187 mètres d'altitude la hauteur maximale franchie par le canal ; un barrage permit l'agrandissement de l'étang du Coronc (Korang) qui retient 3 millions de m3 d'eau, ainsi que la construction des étangs de Trébel et de Mézouët, afin de constituer une réserve d'eau suffisante pour l'alimentation en eau du canal. Une quinzaine d'écluses, formant de véritables escaliers d'écluses, ont dû être construites entre la Grande Tranchée et le hameau de Lansalaün (en Paule) distant de 4 km en raison du dénivelé existant.

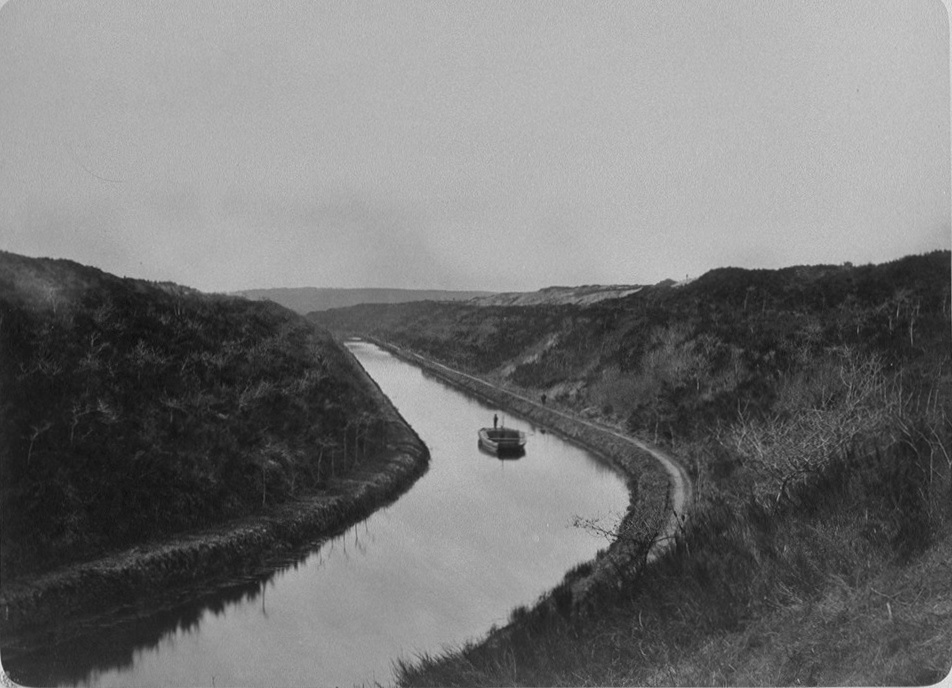
La Grande Tranchée de Glomel (photographie de J. Duclos prise entre 1890 et 1895).

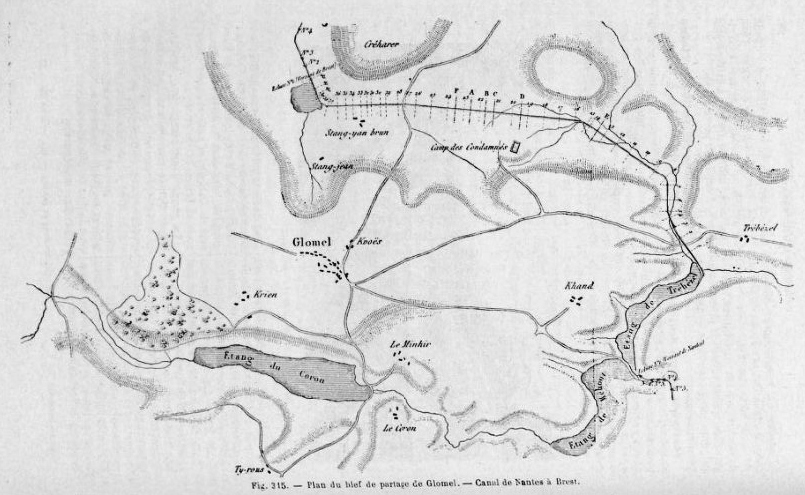
Plan du bief de partage des eaux (Glomel, Canal de Nantes à Brest, 1898).

La mise à adjudication de cette « coupure de la ligne de partage » est ouverte début 1823. Il s'agit du lot no 6 qui comporte, en plus de la tranchée, la construction des deux premières écluses, Créharer, vers Brest, Quistinic, vers Nantes. Ce lot implique aussi, c’est en toutes lettres dans le cahier de charge, l'utilisation, en plus des ouvriers libres, de condamnés militaires (y compris des prisonniers hongrois), mis à disposition des Ponts et chaussées par l'armée. La construction du camp qui va les héberger, un rectangle de bois et de terre, couvert de chaume, débute en novembre 1822 sur un terrain plus sec, situé à égale distance des deux extrémités de la future tranchée. Cette clause, l'appel aux condamnés, refroidit plus d’un entrepreneur. Charles Beslay, père, entrepreneur à Dinan, a déjà utilisé des prisonniers espagnols sur un tronçon du canal d'Ille-et-Rance. Il n'en garde pas un souvenir ineffable. Il s'arrange pour laisser son fils Charles obtenir l’adjudication du marché. Quand ce jeune homme de 28 ans s’amène à cheval à Glomel, les bagnards sont déjà sur place et des émeutes ont déjà eu lieu. Il prend le chantier en main en obtenant rapidement leur confiance.
Les condamnés venaient de plusieurs régions militaires, Bretagne exceptée, sans doute pour éviter les connivences locales en cas d'évasion. Certains avaient déjà travaillé sur des chantiers identiques sur les coupures de ligne de partage du canal du Berry ou du canal de Niort à La Rochelle. Ils ont été condamnés aux travaux forcés pour des peines allant de 3 à 9 ans. Tous militaires, ils sont déjà passés en conseil de guerre. On y trouve des déserteurs opposés à l'expédition d’Espagne, des objecteurs à la conscription, des bonapartistes convaincus refusant de servir la royauté, des « retardataires » (arrivés en retard au régiment), mais aussi, bien évidemment, des fortes têtes ayant fait le coup de poing contre leurs supérieurs. En cas de récidive ou de faute grave, c'est au bagne de Brest qu’on les amène pour être à nouveau jugés. Même s’ils n’ont ni chaînes, ni boulets, ils sont malgré tout, quelque part, les cousins des galériens du roi, puis, ces galères supprimées au milieu du XVIIIe siècle, des forçats des bagnes maritimes (Brest, Rochefort, Toulon) qui subsistèrent jusqu'au milieu du XIXe siècle.
Leur nombre va constamment varier au cours des 9 ans de présence à Glomel, allant de 300 à 650. Grâces royales (deux fois par an), évasions, séjours à l’infirmerie, construite à même les baraquements, et à l’hôpital militaire, aménagé dans l'ancien château de Rostrenen, vont ponctuer la vie au camp. Charles Beslay commence par responsabiliser ses hommes en les organisant en escouades de treize individus. Chaque escouade élit librement son chef. Le travail consiste à creuser à coups de pioche puis à ramener la terre avec des brouettes sur les zones de remblais. Des charretiers du pays, à l’aide de tombereaux tirés par deux chevaux, s’occupent aussi de sortir les remblais. Il y en aura jusqu'à 25. Ils vont devenir les principaux contacts des bagnards avec le monde extérieur. C’est par eux que transitent nouvelles, chapardages (habits, souliers et couvertures), ainsi que les petits trafics quotidiens.
Au début du chantier, avant l'arrivée de Beslay, les bagnards sont payés à l'identique des ouvriers libres, soit 1 franc la journée. L’entrepreneur, décide de les rémunérer au volume déblayé, ce qui les encourage au travail et dissuade les évasions. L'administration des Ponts et Chaussées gère l'intendance du camp. Elle prélève les deux tiers des gains pour ses frais fixes : hébergement, habillement et nourriture des condamnés. Les concierges (de 1 à 3 selon les périodes) tiennent les cantines libres, ouvertes après le travail. Ils y vendent boissons alcoolisées (bière, cidre et vin), tabac, et complément de nourriture. Ce qui reste de la paye des condamnés passe vite dans la poche des concierges.

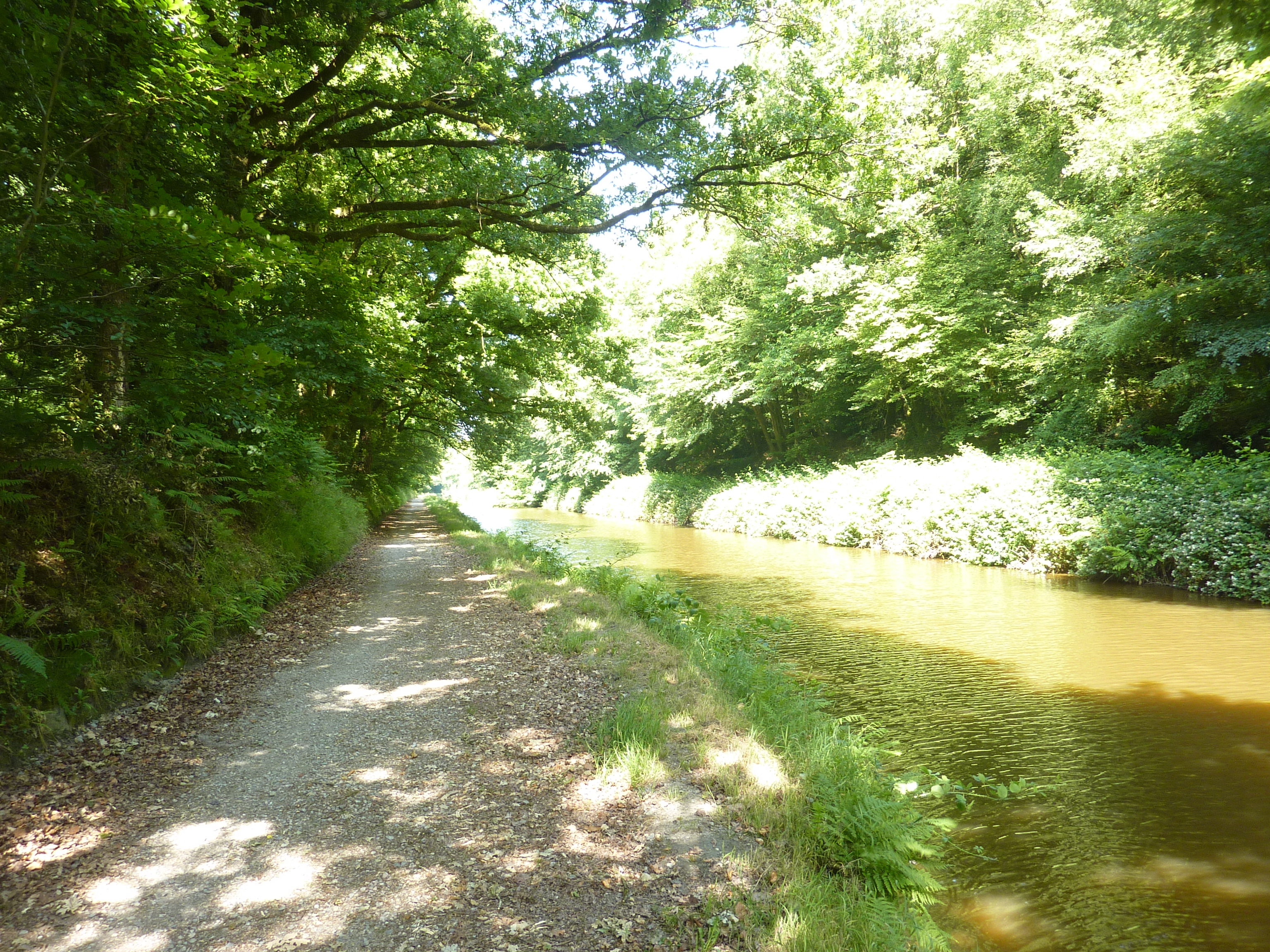
La « Grande Tranchée » de Glomel.

Les 54 gendarmes affectés à la surveillance des bagnards logent dans le même baraquement. Plus d'une fois, ils vont être débordés : dès 1823, une première révolte survient. Le paludisme, appelé alors « fièvre intermittente », va décimer leurs rangs. En août 1830, en écho aux Trois Glorieuses qui, à Paris, vient de changer la donne politique, ils seront impuissants à empêcher l’évasion massive des 550 bagnards présents au camp. Les principales autorités concernées par ce bagne, armée, Ponts et chaussées, préfet, maire, entrepreneur, confrontées à des intérêts différents, vont alors se retrouver dans la tourmente des complots et chausse-trappes politiques.
Lors de la grande évasion d'août 1830 consécutive aux Journées de juillet 1830, où 250 bagnards marchèrent sur Pontivy, ils sont le 4 août sur les hauteurs de Talvern en Malguénac ; une délégation dirigée par Charles Beslay négocie le retrait des mutins affamés en échange de vivres et contre la promesse d'une augmentation de salaire et d'une meilleure nourriture : à sa demande, le ministre de la Guerre accorde la grâce à tous les condamnés. Ce même Charles Beslay, élu député de la circonscription de Pontivy en 1831 et réélu en 1834, devint bien plus tard, en 1871, à 76 ans, doyen de la Commune de Paris.

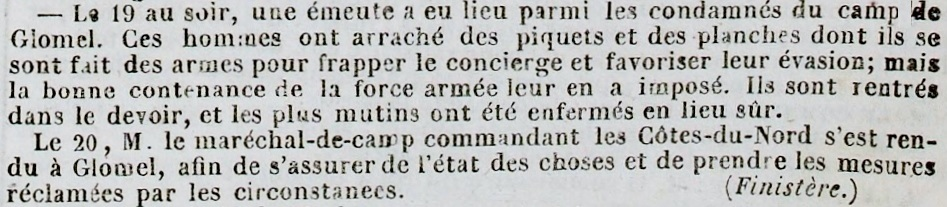
Bref récit d'une émeute dans le camp de prisonniers de Glomel (extrait du journal Le Courrier français du 31 janvier 1832).

Une fausse alerte au choléra signe, en mai 1832, la fin du bagne. Le camp, gangrené par la boue et l’humidité du climat, est devenu un vrai cloaque en proie aux maladies épidémiques. La tranchée sera terminée par des ouvriers libres et il faudra attendre encore 10 ans pour que la première péniche puisse traverser la lande Péran.
Cette ville artificielle, le camp, n'aura pas duré 10 ans, mais elle aura apporté une réelle embellie économique à la Bretagne intérieure, décrite en ce début du XIXe siècle comme « la Sibérie de la Bretagne, peuplée d’ivrognes, d’illettrés et de mendiants » (rapport de la commission de 1827 sur la nécessité des canaux). Même si les péniches se sont faites plutôt rares sur cette partie du canal (le trafic commercial a cessé), sans doute à cause du nombre d’écluses à franchir, on peut s'interroger sur le rôle défensif assigné par Vauban, qui avait été le premier à imaginer la construction de ce canal : une fois construit, la « Perfide Albion » n’a plus jamais attaqué la France. Aujourd'hui le canal, au lieu de servir de repoussoir, s'est plutôt transformé en attrait pour nos amis Britanniques...
Le bourg de Glomel connut un développement important pendant les travaux : « de rustiques logis, couverts de chaume, y furent édifiés pour abriter les services centraux de l'administration et de l'entreprise, ainsi que Beslay, ses principaux auxiliaires et les ingénieurs des Ponts et Chaussées, tous frais émoulus des écoles. Ces jeunes gens, ainsi perdus en pleine brousse et sans distraction aucune, ne tardèrent pas à sentir la nostalgie de la capitale ». Pour les distraire, Charles Beslay parvint à faire venir à Glomel pendant quelques semaines la célèbre actrice Virginie Déjazet, « qui partagea la table et le logis de ces messieurs au grand scandale de la population locale. Le scandale fut tel que, lorsque les chaumières qui les avaient abritées disparurent en 1902, on n'en conserva pas moins au quartier où ces bâtissent s'élevaient le nom de la "Cour Beslay" ».

#### Glomel dans la seconde moitié duXIXesiècle
Frank Davies décrit une chasse aux loups, dirigée par le comte de Saint-Prix, qui se termina entre Treffrin et Glomel dans le chapitre 21, intitulé "Un loup à trois pattes", de son livre "Chasse aux loups et autres chasses en Bretagne". Une autre chasse aux loups qui se déroula en 1852 dans le Bois de Glomel est décrite dans le Journal des débats politiques et littéraires.
L'épidémie de choléra de novembre 1856 frappa à Glomel 389 personnes (sur 3 322 habitants), dont 87 moururent. Le Journal des débats politiques et littéraires écrit : « L'épidémie continue à sévir avec la même intensité (...) ; les communes de Maël-Carhaix, Paule, Le Moustier [Le Moustoir] et Glomel sont principalement atteintes (...). Jusqu'ici nos Bretons se traitaient à leur guise et combattaient la dysenterie en absorbant du vin et de l'eau-de-vie qu'ils faisaient chauffer, et en n'observant absolument aucune diète ».
En 1862, Glomel avait une école de garçons comptant 50 élèves.
Le comte Emmanuel de Saisy, chevalier de la Légion d'honneur, garde du corps du roi, conseiller général, démissionna en 1852, refusant de prêter serment de fidélité à Napoléon III. Joachim Gaultier du Mottay écrit en 1862 que le comte de Saisy « a trop fait en vue de développer le progrès agricole dans son pays pour que nous ne rapportions pas ici ses efforts et les immenses défrichemements auxquels il s'est livré ». Son oraison funèbre, prononcée le 7 janvier 1869 en l'église paroissiale par l'abbé J. Le Graët, supérieur du séminaire de Plouguernevel, a été publiée. Il était le fils d'Emmanuel Joseph de Saizy, maire de Glomel entre 1816 et 1830, et le père d'Hervé de Saisy de Kerampuil, maire de Glomel à trois reprises entre 1871 et 1888, député, puis sénateur. Paul de Saisy, frère d'Hervé de Saisy, fut l'un des quatre commandants des zouaves pontificaux à Rome entre 1860 et 1867, puis colonel des mobiles de Guingamp. Cette branche de la famille de Saisy de Kerampuil habitait le château de Ker-Saint-Éloy.

### LeXXesiècle

#### La Belle Époque

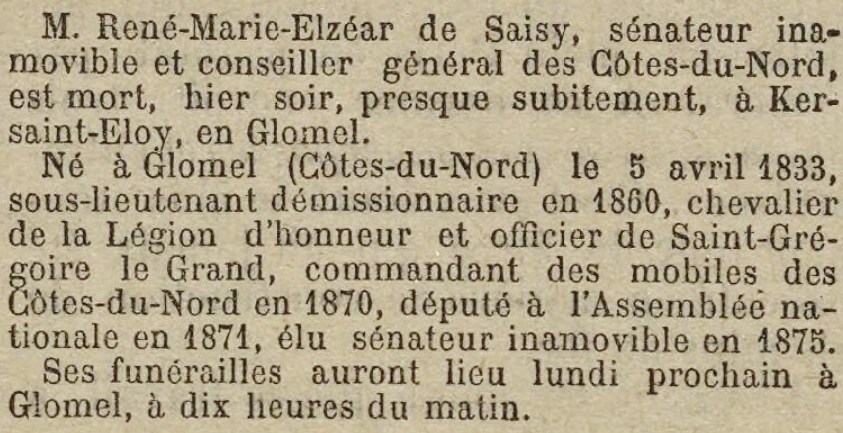
Notice nécrologique d'Hervé de Saisy de Kerampuil publiée dans le journal La Dépêche de Brest et de l'Ouest le 4 septembre 1904.

Gustave Geffroy décrit ainsi le bourg de Glomel en 1905 : « [Le] bourg de Glomel (...) [est] fait de quelques ruelles et d'une longue et large rue où les maisons vont à la débandade. Ces maisons, bâties en pierres et recouvertes d'ardoises, ont un aspect tranquille (...). Le point central groupe quelques boutiques de petits commerçants : épicerie, mercerie, tabac, boulangerie ».

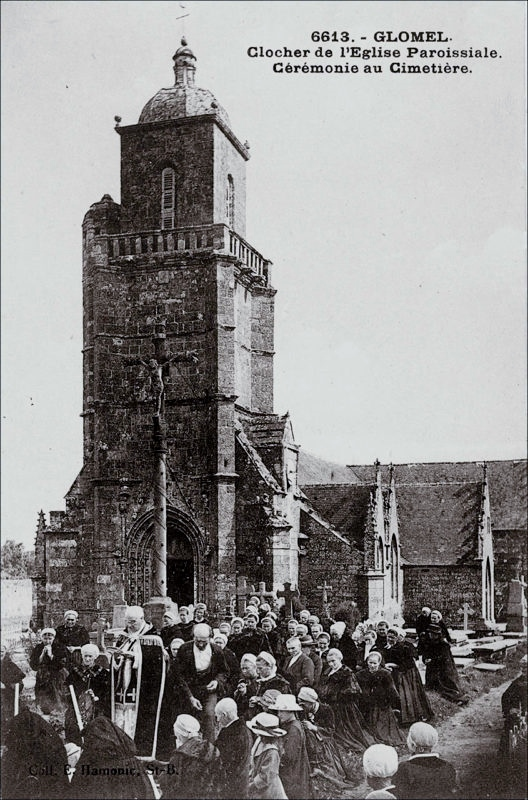
Glomel : cérémonie au cimetière devant l'église Saint-Germain l'Auxerrois au début du XXe siècle (carte postale Émile Hamonic).

Le même auteur décrit aussi la campagne avoisinante, « ses haies d'arbres, (...) ses habitations basses ensevelies dans le feuillage, entourées de meules de sarrasin, de tas de fumier. L'air salubre court partout, dispersé les odeurs, les coups de vent balaient l'espace sans se heurter à aucun obstacle. (...) Çà et là on aperçoit, émergeant de la verdure, des toits de châteaux : Saint-Péran, Coatcouraval, Bodennou, Kersaint-Éloy ».
Il décrit aussi une ferme du hameau du Menhir : « L'unique chambre, où le sol battu sert de plancher et où picorent des poules, abrite une famille assez nombreuse, car il y a trois lits clos à double étage et un autre lit découvert auprès de trois huches à pain. La vaste cheminée est garnie d'une énorme pierre de taille qui sert de foyer, et garnie aussi de quartiers de lard et d'andouilles. Aux portes du plafond, d'autres morceaux de lard, des vessies de saindoux , des bannette ou corbeilles à pain et une planche à pain (...). Le tout est éclairé par deux petites croisées d'environ un mètre carré. Aux murs blanchis à la chaux, des images, quelques photographies, une communicante, une mariée, un marin, les portraits de ceux qui ne sont plus ou qui sont partis au loin, le résumé d'humbles existences. Une croix avec du buis, un petit bénitier colorié, accrochés aux lits clos. Le reste, c'est la table avec les bancs en bois épais, un porte-cuillers. (...) L'homme à la culotte bouffante [bragoù bras], le gilet croisé, le petit chapeau rond ; les femmes, la petite coiffe en serre-tête, la jupe de droguet ».
Le 20 novembre 1906 l'inventaire des biens d'église s'effectua sans incidents à Glomel, aisi qu'aux églises anciennement tréviales de Saint-Michel et Trégornan. Des émeutes et barricades avaient empêché une tentative antérieure.
La mise en service du téléphone à Glomel date du 1er janvier 1911.

#### La Première Guerre mondiale

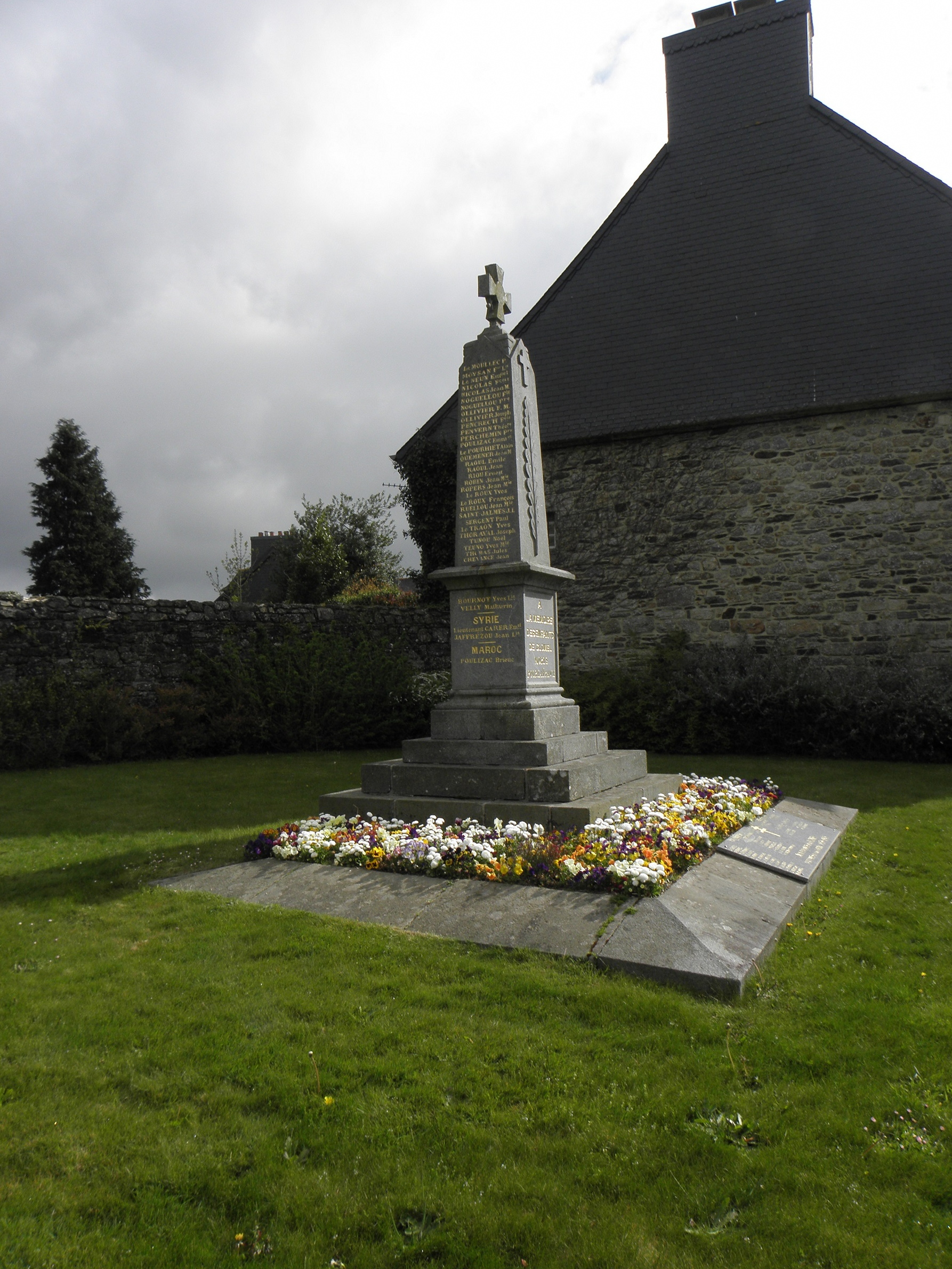
Le monument aux morts de Glomel

Le monument aux morts de Glomel porte les noms de 35 soldats morts pour la France pendant la Première Guerre mondiale ; parmi eux, un (Pierre Panele) est mort sur le front belge, un (François Gloaguen) est mort à Salonique (Grèce) lors de l'expédition de Salonique, les autres (dont Pierre Le Menec, décoré de la Médaille militaire) sont décédés sur le sol français.

#### L'Entre-deux-guerres

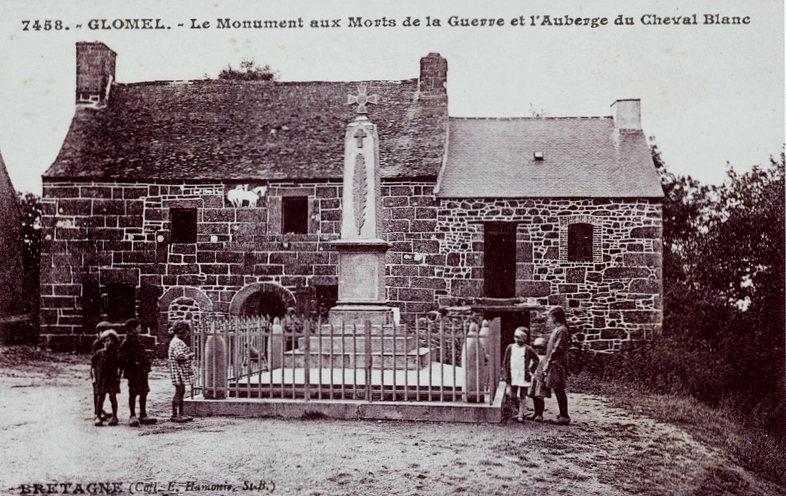
Glomel : le Monument aux morts et l'Auberge du Cheval Blanc (carte postale Émile Hamonic).

Glomel présente la particularité d'avoir quatre monuments aux morts : trois monuments républicains, mais ayant aussi des symboles religieux dans le bourg de Glomel aisi qu'à Saint-Michel et Trégornan, et un dans l'église Saint-Germain, décoré des armes d'Anne de Bretagne et ayant une inscription en latin : Pro deo, pro patria, fortiter ceciderunt in bello (« pour Dieu, pour la patrie, courageusement, ils sont tombés au combat ») ; les trois derniers cités furent inaugurés en 1922 et celui du bourg en 1926. Le monument de Trégornan est associé au calvaire et a une inscription rédigée en breton : evit ar Vro ("morts pour le pays") ; huit soldats dont les noms avaient été oubliés ont été ajoutés en 2018 (3 sur celui de Saint-Michel et 5 sur celui du bourg), deux autres noms de soldats morts oubliés ayant été refusés par l'administration.

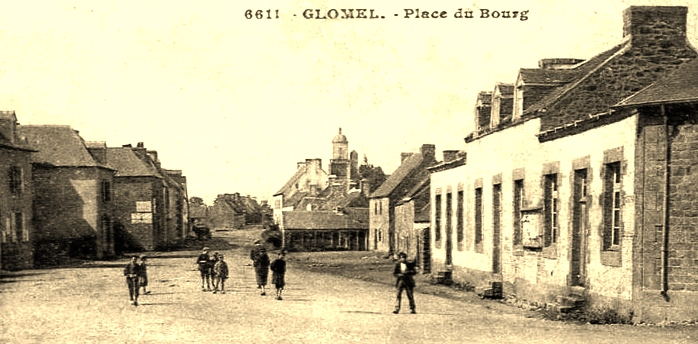
Glomel : la Place du bourg vers 1920 (carte postale).
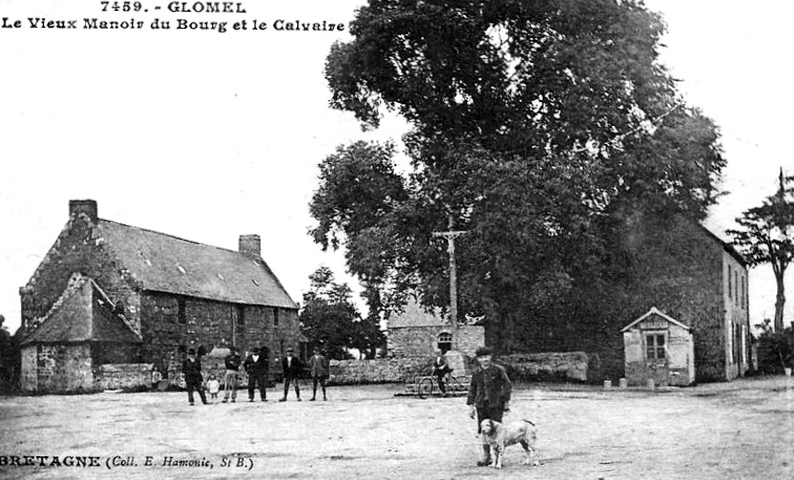
Glomel : le vieux manoir du bourg et le calvaire (carte postale Émile Hamonic, vers 1930).
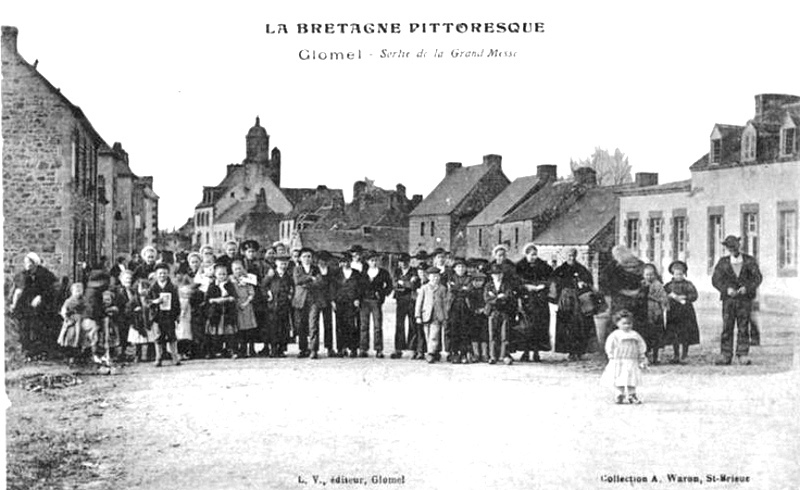
Glomel : la sortie de la Grand Messe vers 1930 (carte postale).
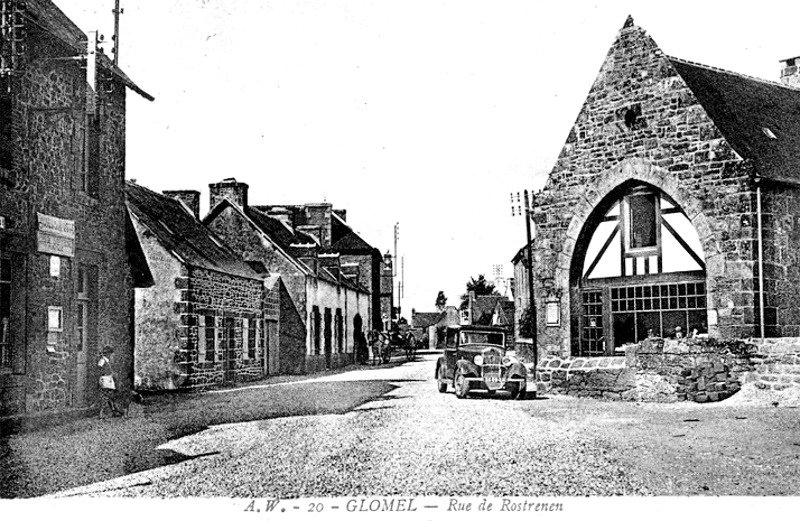
Glomel : la rue de Rostrenen vers 1930 (carte postale).

#### La Seconde Guerre mondiale
Le monument aux morts de Glomel porte les noms de 4 personnes (Jean Jegou, Jean Le Bris, Yves Le Guellec, François Pochat) mortes pour la France pendant la Seconde Guerre mondiale.
Le 10 mai 1944 à Glomel, Yves Rolland, 23 ans, est abattu par une patrouille de la Feldgendarmerie.
Le 11 mai 1944, un groupe de résistants FTP tue Yves Le Cann et le lendemain, son frère François Le Cann, tous les deux du hameau de Mézouet en Glomel, accusés de commercer avec les troupes d'occupation, pour venger l'assassinat le 10 mai 1944 de René Rolland surpris par les Allemands dans ce hameau.
Le 17 juillet 1944, Jean Le Goff, 21 ans, est pendu à Glomel et un autre résistant le lendemain.
L'exécution en mai 1944 du maire pétainiste Jean-Louis Croizer par des « terroristes » (des résistants) a fait l'objet de polémiques auxquelles le préfet, à la Libération, a mis un terme en rappelant que ce maire était considéré comme dangereux pour la Résistance.

#### Après la Seconde Guerre mondiale
Le lieutenant Michel de Guerdavid, petit-fils d'Alphonse Cazin d'Honinctun, ancien maire de Glomel, a été tué le 19 septembre 1950 au Tonkin pendant la Guerre d'Indochine.
Le monument aux morts de Glomel porte les noms de trois personnes (Yves Le Corre, Jean Lescoat, François Tresco) mortes pour la France pendant la Guerre d'Algérie.
Le village de Trégornan comptait encore une quinzaine de commerces vers 1950 ; en 2020 il n'en restait aucun.
La commune est amputée en 1970 d'une partie de son territoire au profit de sa voisine Rostrenen. Elle cède à cette dernière douze villages et le bois de Kerbescond (arrêté préfectoral du 4 mai 1970). Sa superficie passe ainsi de 84,82 km2 à 79,93 km2.

## Démographie
Le dictionnaire d'Ogée, paru en 1778, donne une population de 3 600 communiants pour la paroisse de Glomel.
L'évolution du nombre d'habitants est connue à travers les recensements de la population effectués dans la commune depuis 1793. Pour les communes de moins de 10 000 habitants, une enquête de recensement portant sur toute la population est réalisée tous les cinq ans, les populations de référence des années intermédiaires étant quant à elles estimées par interpolation ou extrapolation. Pour la commune, le premier recensement exhaustif entrant dans le cadre du nouveau dispositif a été réalisé en 2007.

En 2022, la commune comptait 1 412 habitants, en évolution de +1,15 % par rapport à 2016 (Côtes-d'Armor : +1,78 %, France hors Mayotte : +2,11 %).
| 1793  | 1800  | 1806  | 1821  | 1831  | 1836  | 1841  | 1846  | 1851  |
| ----- | ----- | ----- | ----- | ----- | ----- | ----- | ----- | ----- |
| 3 556 | 2 593 | 3 062 | 2 885 | 3 971 | 3 687 | 3 776 | 3 674 | 3 814 |

| 1856  | 1861  | 1866  | 1872  | 1876  | 1881  | 1886  | 1891  | 1896  |
| ----- | ----- | ----- | ----- | ----- | ----- | ----- | ----- | ----- |
| 3 322 | 3 457 | 3 450 | 3 455 | 3 552 | 3 670 | 3 692 | 3 795 | 3 860 |

| 1901  | 1906  | 1911  | 1921  | 1926  | 1931  | 1936  | 1946  | 1954  |
| ----- | ----- | ----- | ----- | ----- | ----- | ----- | ----- | ----- |
| 3 826 | 4 027 | 4 226 | 3 928 | 3 974 | 3 594 | 3 289 | 3 142 | 2 686 |

| 1962  | 1968  | 1975  | 1982  | 1990  | 1999  | 2006  | 2007  | 2012  |
| ----- | ----- | ----- | ----- | ----- | ----- | ----- | ----- | ----- |
| 2 466 | 2 132 | 1 756 | 1 534 | 1 457 | 1 460 | 1 402 | 1 397 | 1 414 |

| 2017  | 2022  | - | - | - | - | - | - | - |
| ----- | ----- | - | - | - | - | - | - | - |
| 1 380 | 1 412 | - | - | - | - | - | - | - |

En 2020, Glomel était, après Guémené-sur-Scorff et Callac, la commune de Bretagne, où le prix médian des maisons était le moins élevé (59 000 euros), soit près de 10 fois moins qu'à l'Île-aux-Moines, commune où ce prix était le plus élevé. Pour cette raison, Glomel est devenue attractive, notamment pour les Britanniques (du moins avant le Brexit) : par exemple le hameau de Trégornan en 2020 compte 8 Anglais pour une population totale de 38 habitants ; au total, les Britanniques représentent plus de 5 % de la population totale de la commune.

## Politique et administration

### Tendances politiques et résultats

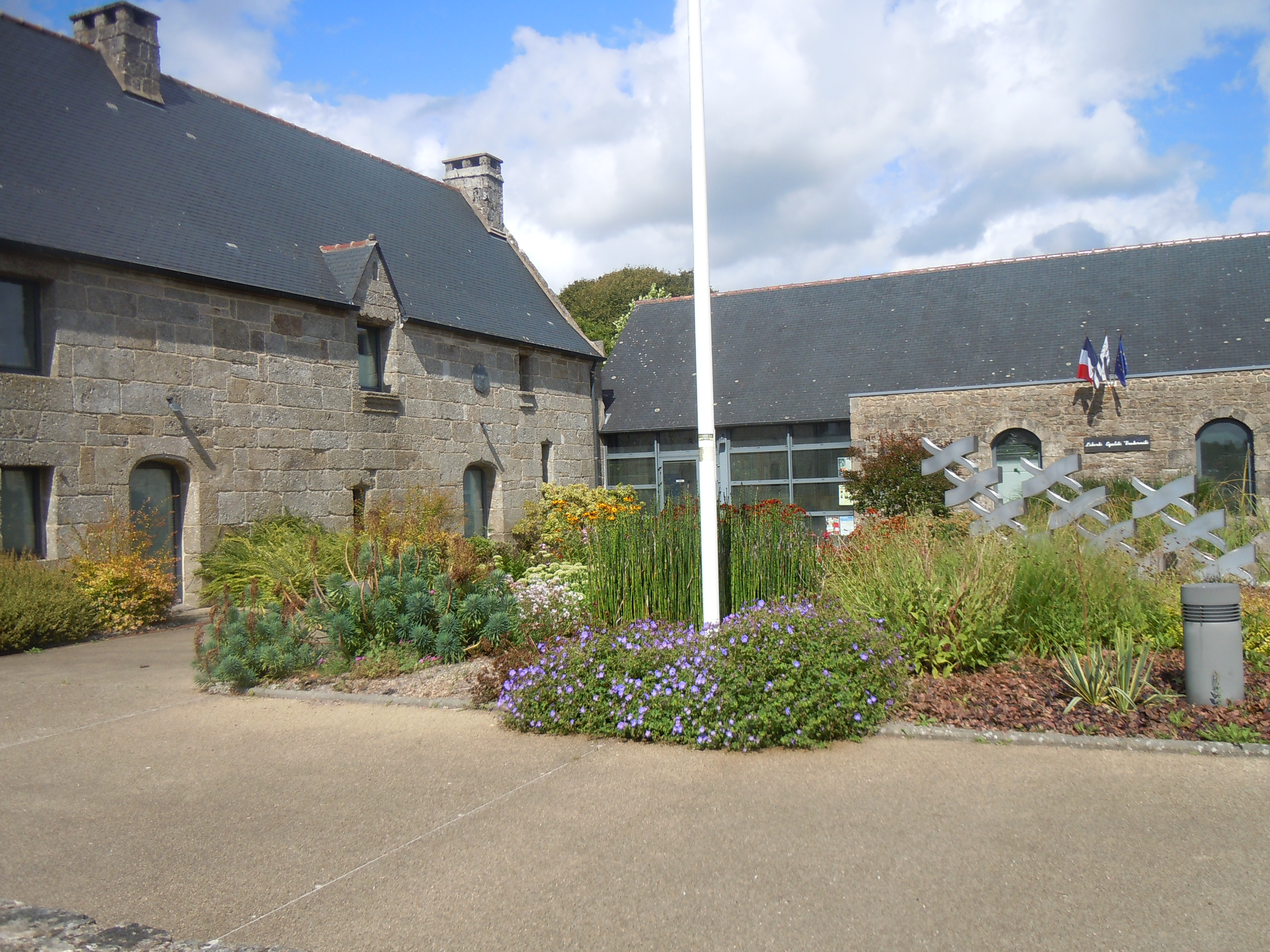
La mairie.

À la suite de la démission de plus d'un tiers des membres du conseil municipal entre mars et juin 2023, une élection municipale partielle est organisée le 17 septembre 2023 et oppose Jean-Yves Jégo à Bernard Trubuilt. Ce dernier remporte le scrutin avec 71,74 % des suffrages.
|                                      | Bernard Trubuilt | DVG            | 467   | 71,74  | 13 | 3 |  |  |
| Avançons ! War raok !                |                  |                | 467   | 71,74  | 13 | 3 |  |  |
|                                      | Jean-Yves Jégo   | SE             | 184   | 28,26  | 2  | 0 |  |  |
| Le Choix du Vivant - Difenn ar Vuhez |                  |                | 184   | 28,26  | 2  | 0 |  |  |
|                                      |                  |                |       |        |    |   |  |  |
| Inscrits                             | Inscrits         | Inscrits       | 1 102 | 100,00 |    |   |  |  |
| Abstentions                          | Abstentions      | Abstentions    | 390   | 35,39  |    |   |  |  |
| Votants                              | Votants          | Votants        | 712   | 64,61  |    |   |  |  |
| Blancs et nuls                       | Blancs et nuls   | Blancs et nuls | 61    | 8,57   |    |   |  |  |
| Exprimés                             | Exprimés         | Exprimés       | 651   | 91,43  |    |   |  |  |

## Économie

### Entreprises et commerces
En 2015, Glomel comptait 172 établissements actifs dont 66 dans le secteur de l'agriculture (38,4 %) et 7 dans le secteur de l'industrie (4,1 %). Le plus gros employeur de la commune est une mine à ciel ouvert d'andalousite avec fabrique de matériaux réfractaires pour notamment des pièces pour les têtes de fusées nucléaires et les hauts fourneaux. Elle est exploitée par le groupe DAMREC, acronyme de Denain Anzin Matériaux Réfractaires Céramiques, et emploie 90 salariés.
Les autres gros employeurs sont la fromagerie Entremont Alliance, ex Le Colombier (55 salariés), le ramassage de volaille, Volaille Service (25 salariés), l'entrepôt Distrivert (35 salariés).
Les établissements actifs par secteur d'activité au 31 décembre 2015 à Glomel est présenté ci-dessous.
|                                                              | Total | % com | 0 salarié | 1 à 9 salarié(s) | 10 à 19 salariés | 20 à 49 salariés | 50 salariés ou plus |
| ------------------------------------------------------------ | ----- | ----- | --------- | ---------------- | ---------------- | ---------------- | ------------------- |
| Ensemble                                                     | 172   | 100,0 | 135       | 28               | 5                | 2                | 2                   |
| Agriculture, sylviculture et pêche                           | 66    | 38,4  | 54        | 11               | 1                | 0                | 0                   |
| Industrie                                                    | 7     | 4,1   | 4         | 0                | 1                | 0                | 2                   |
| Construction                                                 | 9     | 5,2   | 7         | 2                | 0                | 0                | 0                   |
| Commerce, transports, services divers                        | 72    | 41,9  | 57        | 12               | 2                | 1                | 0                   |
| dont commerce et réparation automobile                       | 14    | 8,1   | 9         | 4                | 1                | 0                | 0                   |
| Administration publique, enseignement, santé, action sociale | 18    | 10,5  | 13        | 3                | 1                | 1                | 0                   |

### Écologie
Le site Triskalia de Glomel s'étend sur 12 hectares. Plaque tournante des produits chimiques et pesticides vendus par Triskalia, ce site qui permet de stocker 65 000 tonnes de produits est classé Seveso seuil haut.

## Langue bretonne
À la rentrée 2017, 17 élèves étaient scolarisés dans la filière bilingue (soit 18,5 % des enfants de la commune inscrits dans le primaire).

## Lieux et monuments

### Patrimoine religieux
- Église paroissiale Saint-Germain-l'Auxerrois, fondée au XVIe siècle et remaniée par la suite ; la tour, le transept et le chœur datent du XVIe siècle, mais le chœur a été grandement restauré au début du XIXe siècle ; la nef a été reconstruite en 1883 ; le porche, de style gothique, est d'origine ; son mobilier est constitué notamment d'un lutrin en forme d'aigle qui date de la seconde moitié du XIXe siècle et d'une Vierge à l'Enfant, un groupe statuaire datant du XIVe siècle, inscrite au titre des monuments historiques par arrêté du 19 septembre 2018[112].

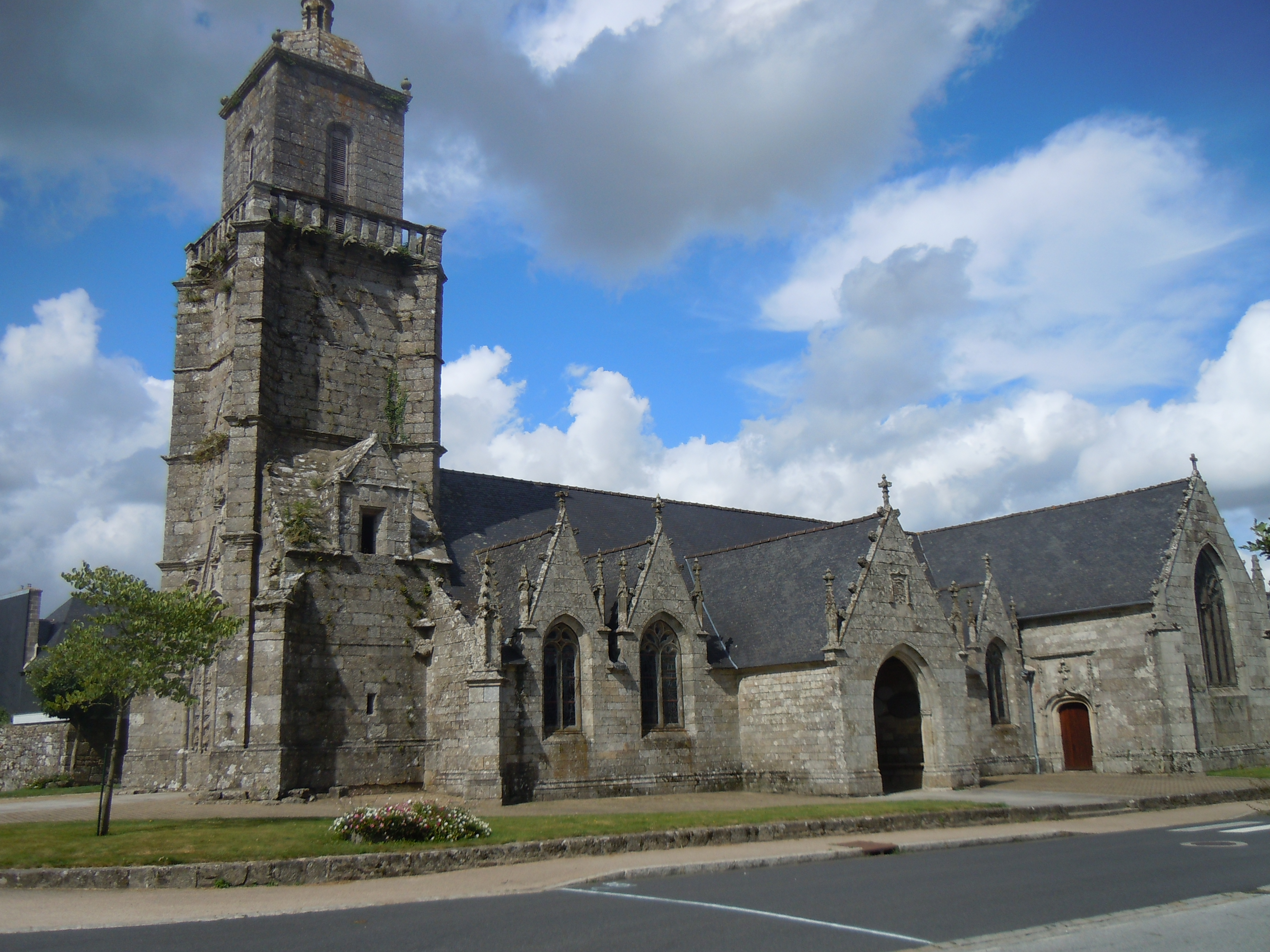
Église Saint-Germain : vue extérieure d'ensemble 1.
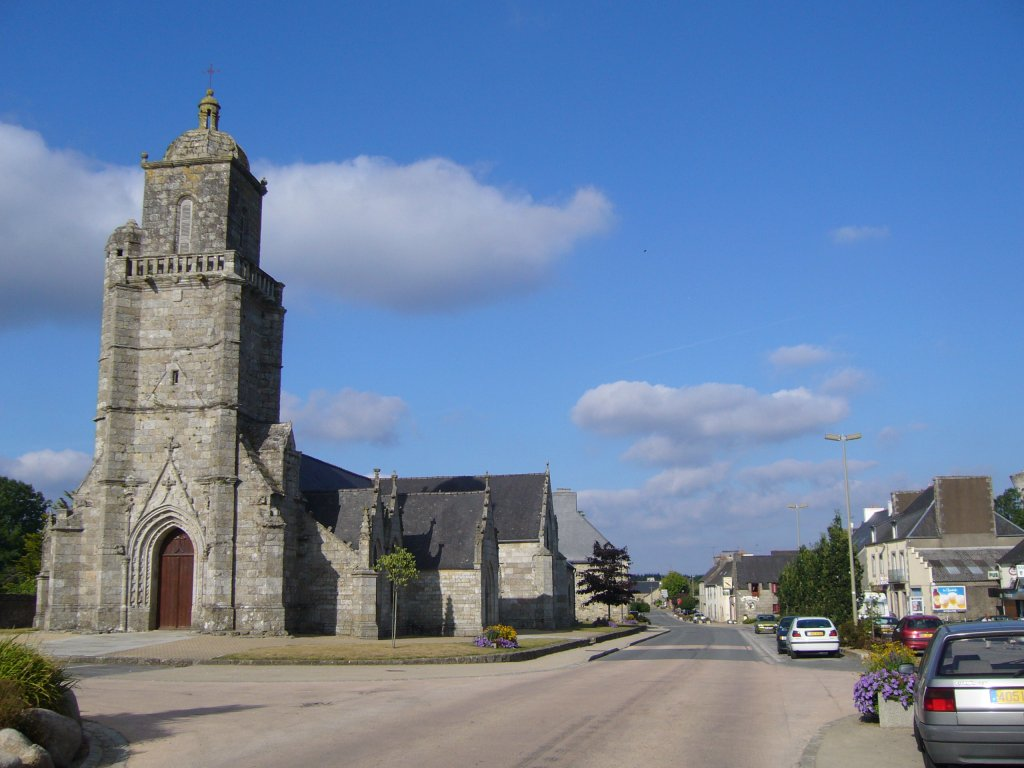
Église Saint-Germain : vue extérieure d'ensemble 2.
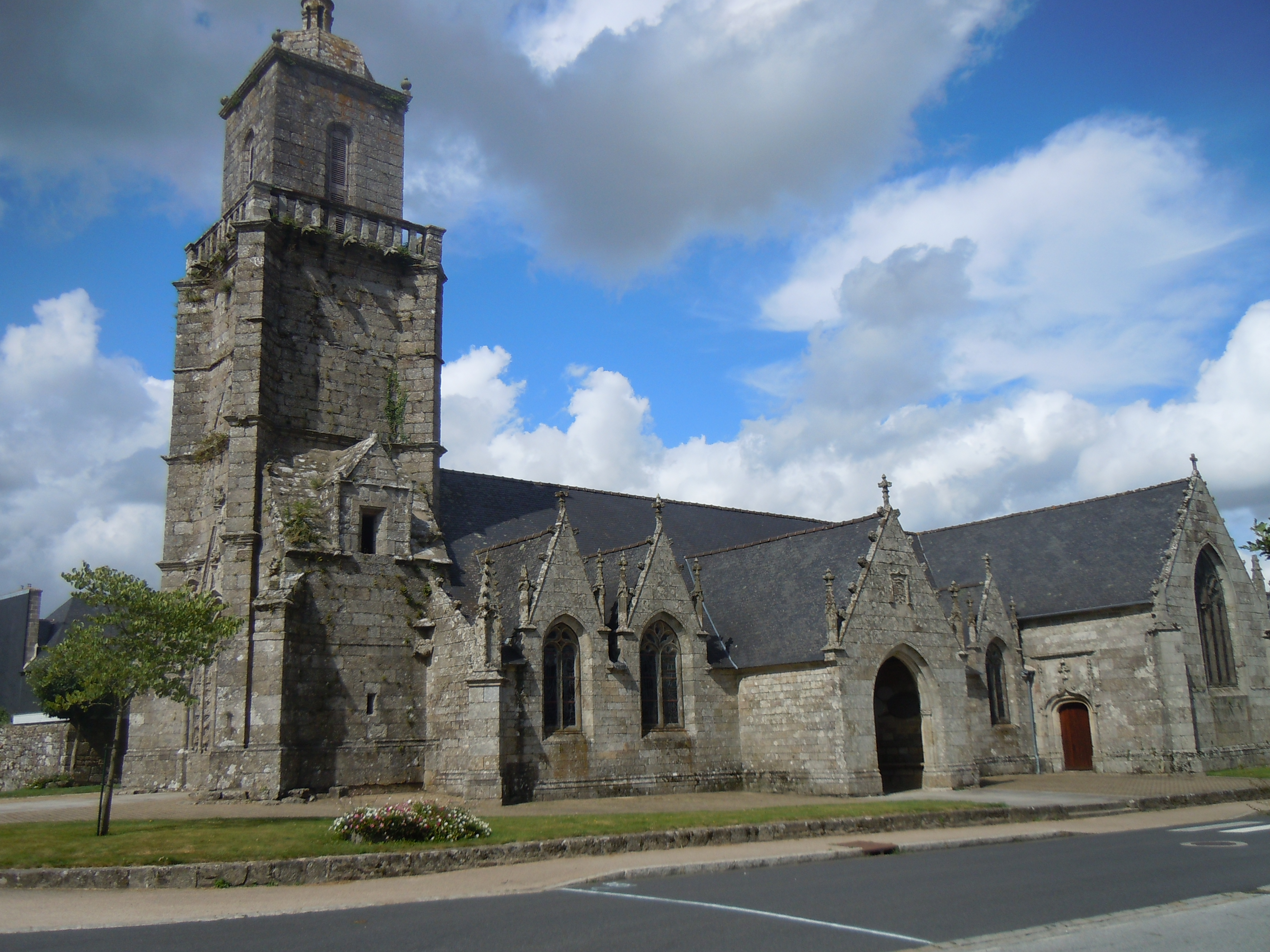
Église Saint-Germain : portail.
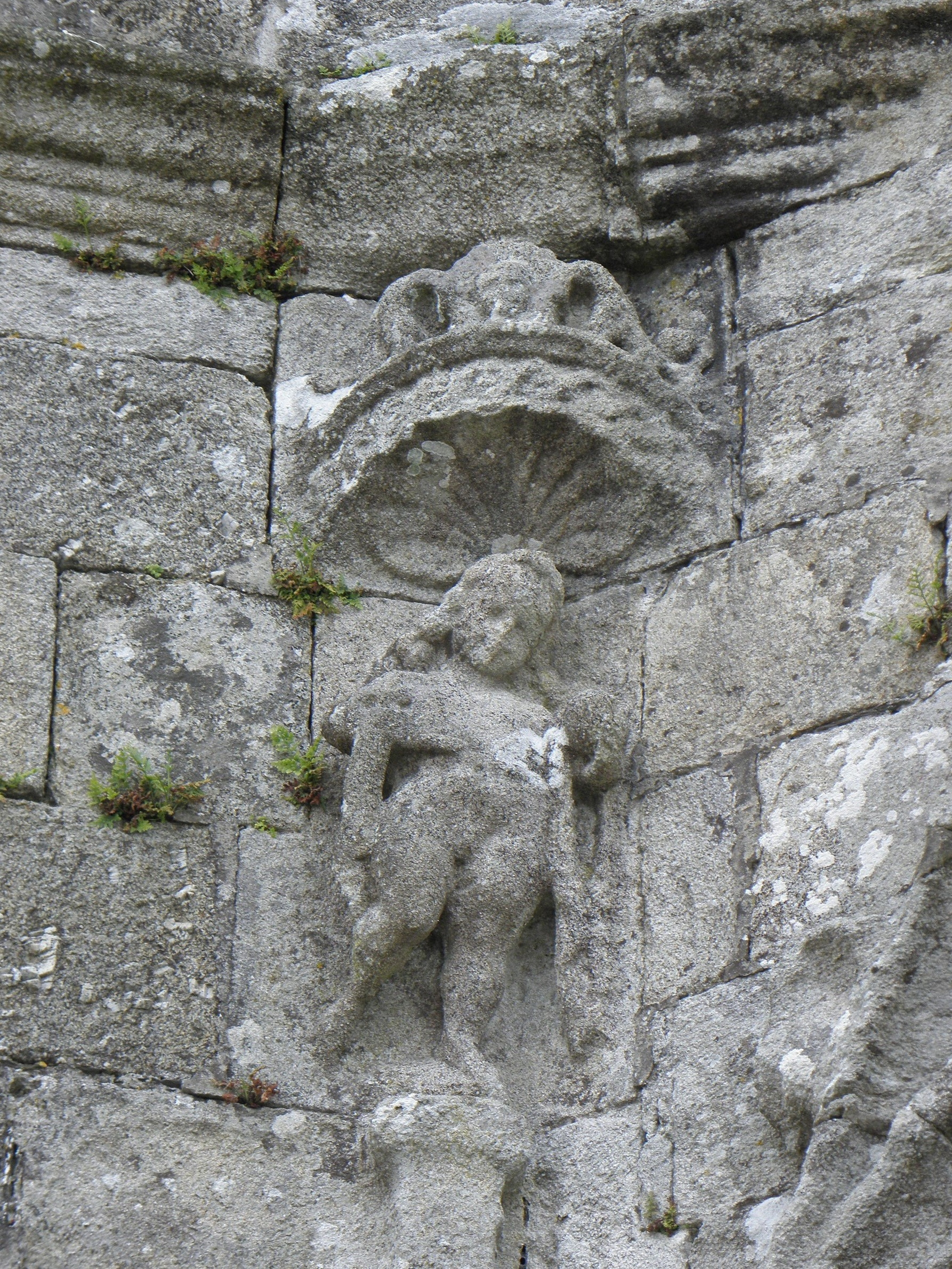
Église Saint-Germain : portail (détail sculpté).
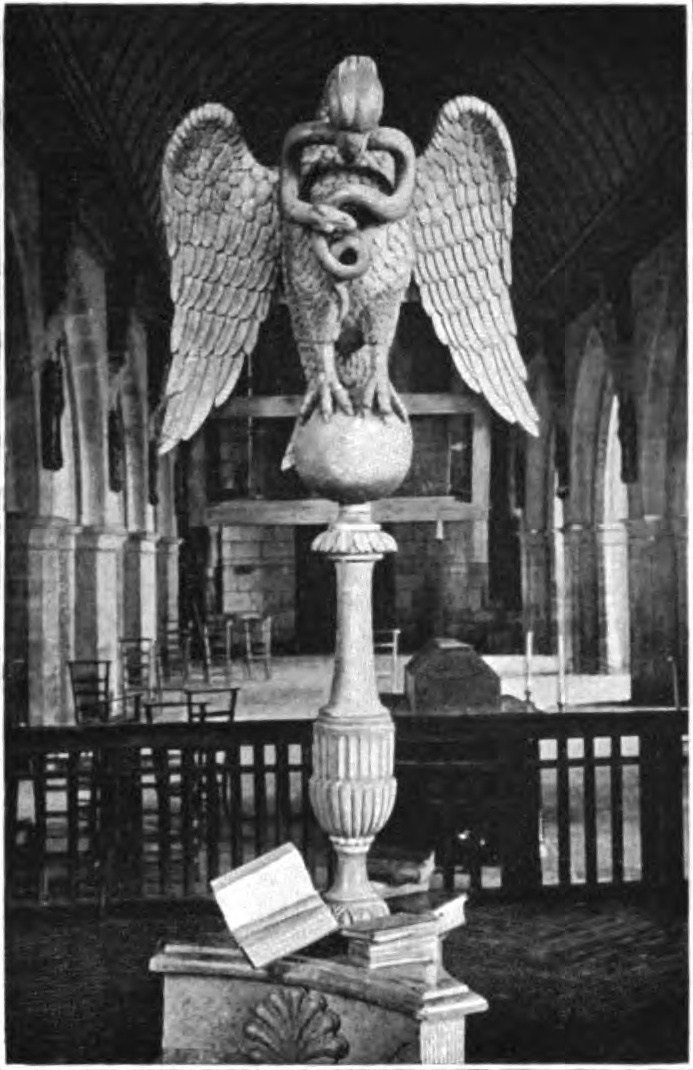
Église Saint-Germain : le lutrin.

- Chapelle tréviale Saint-Corentin de Trégornan, dédiée à saint Corentin, date du début du XVIe siècle et est en forme de croix latine ; elle a été restaurée au milieu du XIXe siècle (le porche porte la date de 1850) ; elle possède un retable de la Sainte Famille et plusieurs statues anciennes ; ses fonts baptismaux sont du XVe siècle et son maître-autel du XVIIe siècle.

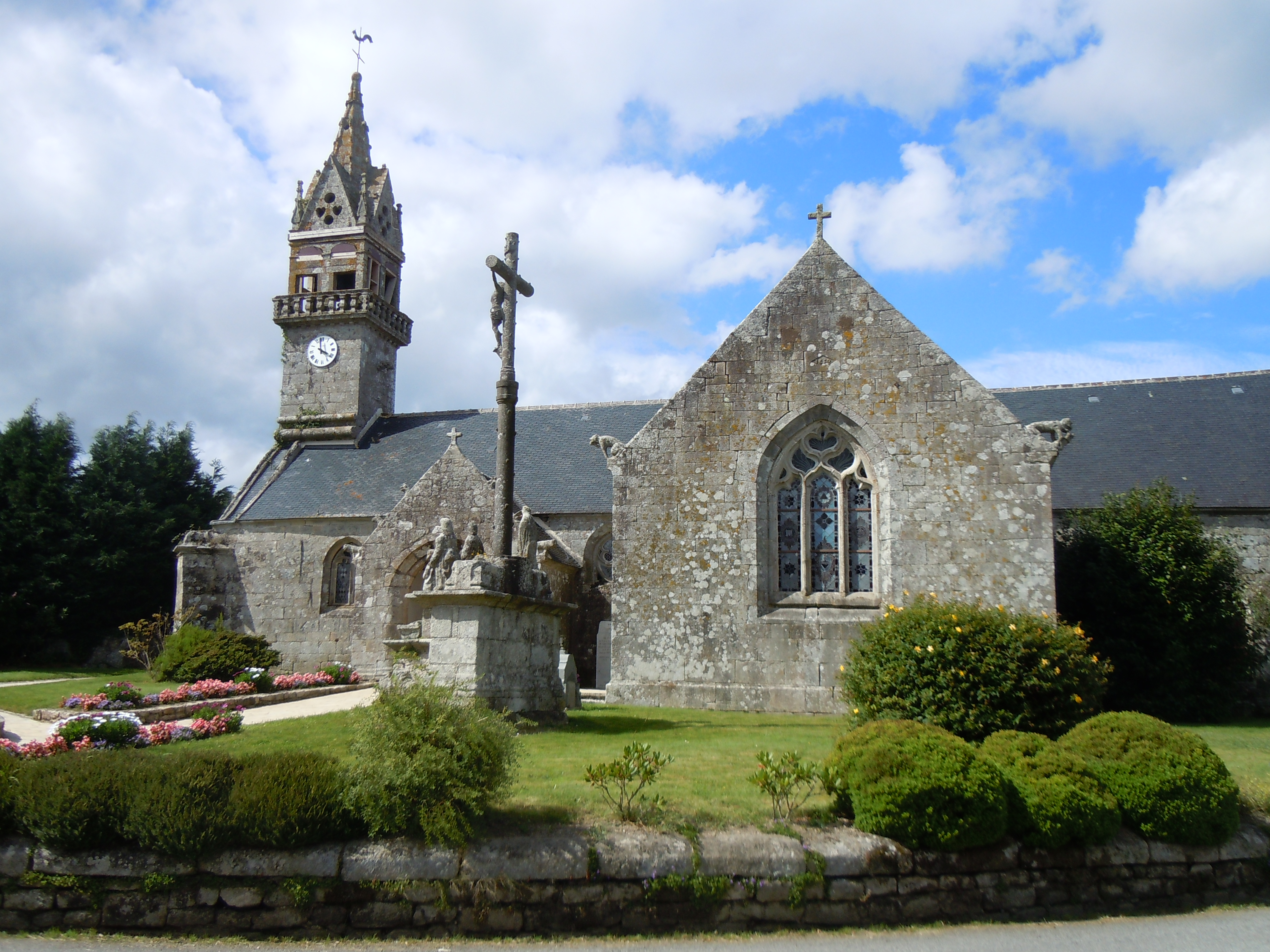
L'église Saint-Corentin de Trégornan.
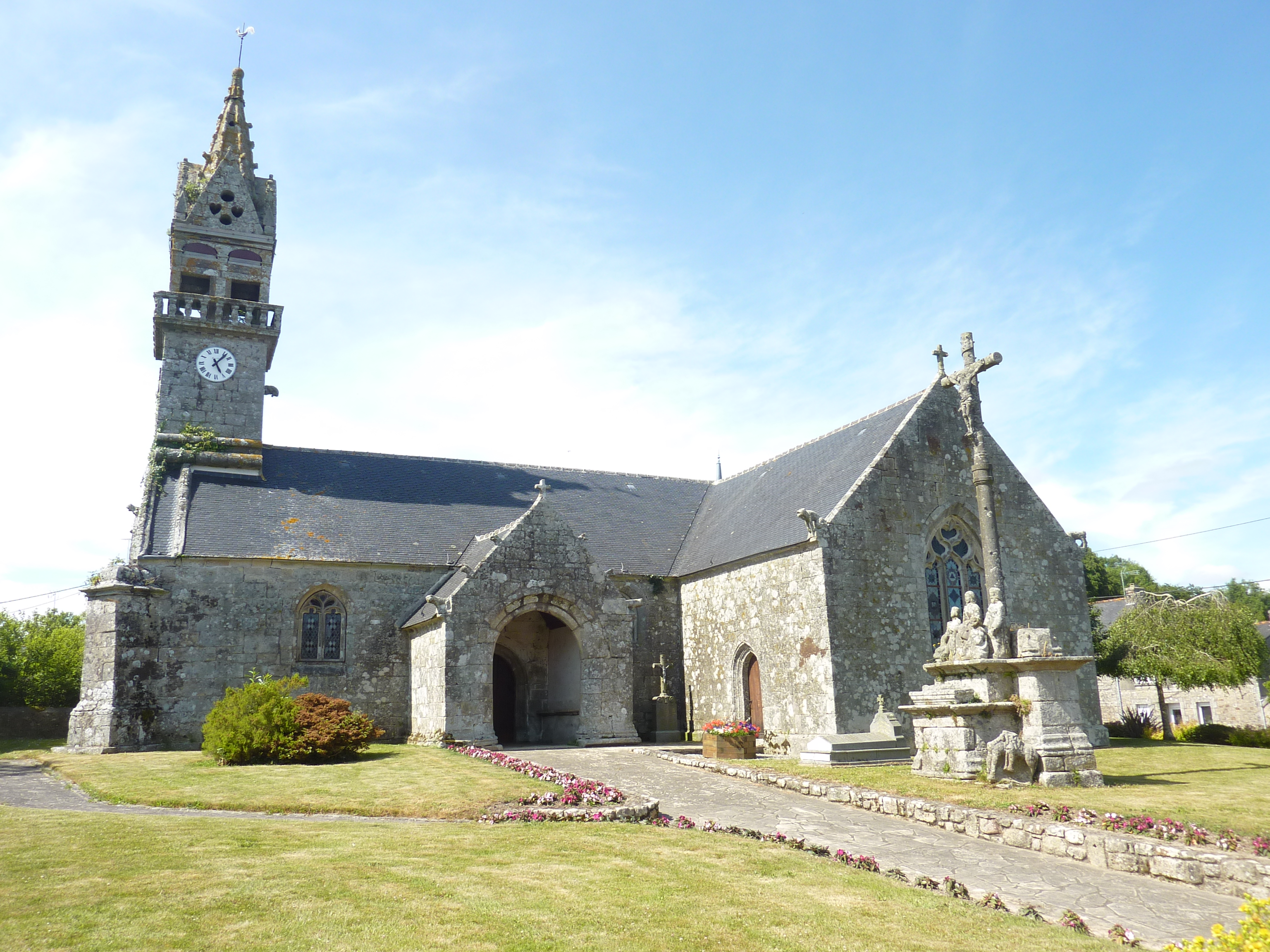
L'église Saint-Corentin de Trégornan et son calvaire.
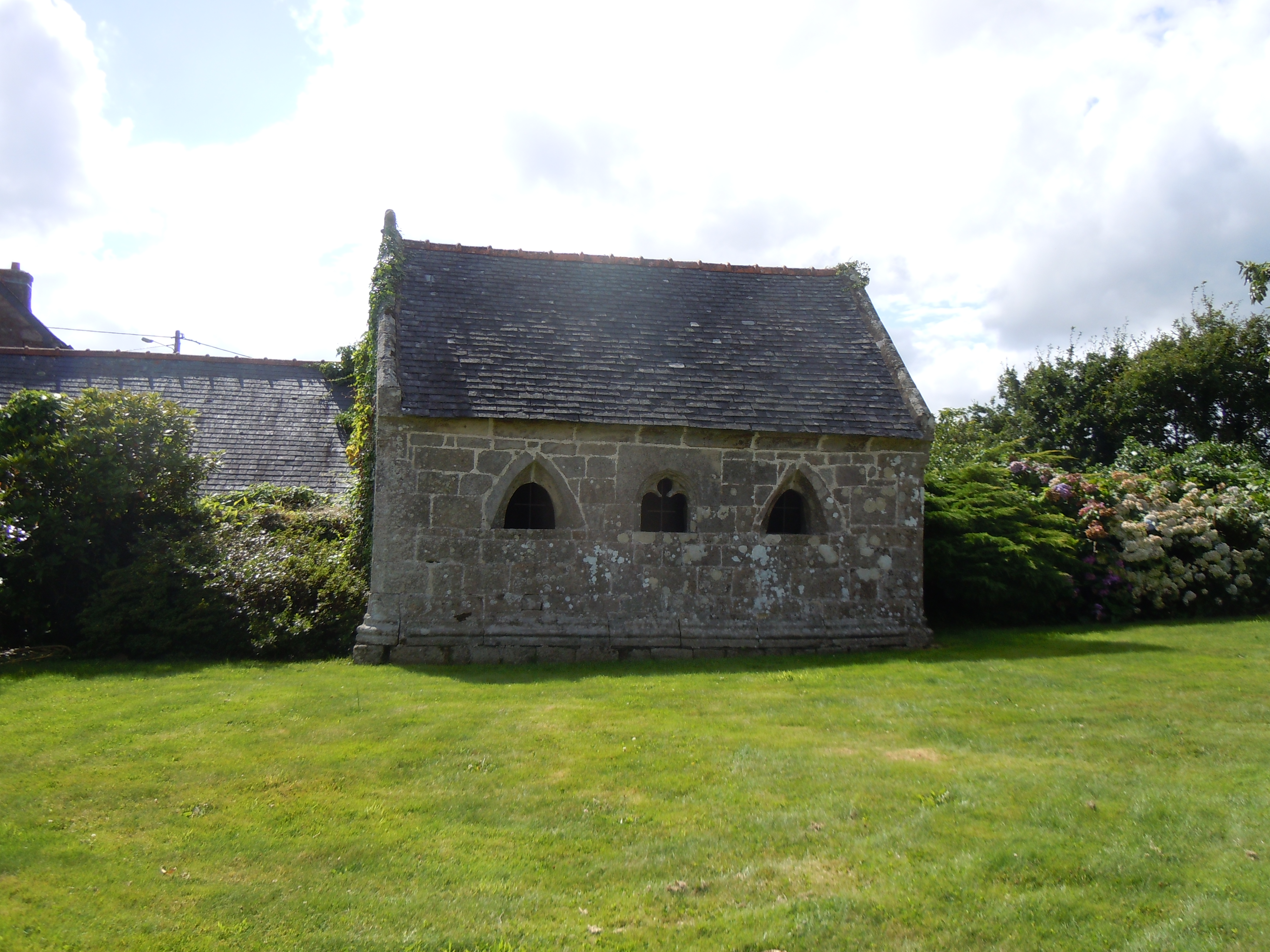
L'ossuaire de Trégornan.

- Chapelle tréviale Saint-Michel, dédiée à l'archange saint Michel ; elle date de la première moitié du XVIe siècle et est en forme de croix latine. Sa poutre de gloire est une pièce monolithique sculptée en demi-relief d'animaux (lions, chiens...) ; à ses extrémités, les 2 blochets, ainsi que ceux qui se trouvent à chaque angle de la croisée du transept, sont sculptés en haut relief d'un crocodile, d'une tête de crocodile avalant une tête humaine, d'un homme et d'un ange agenouillés.

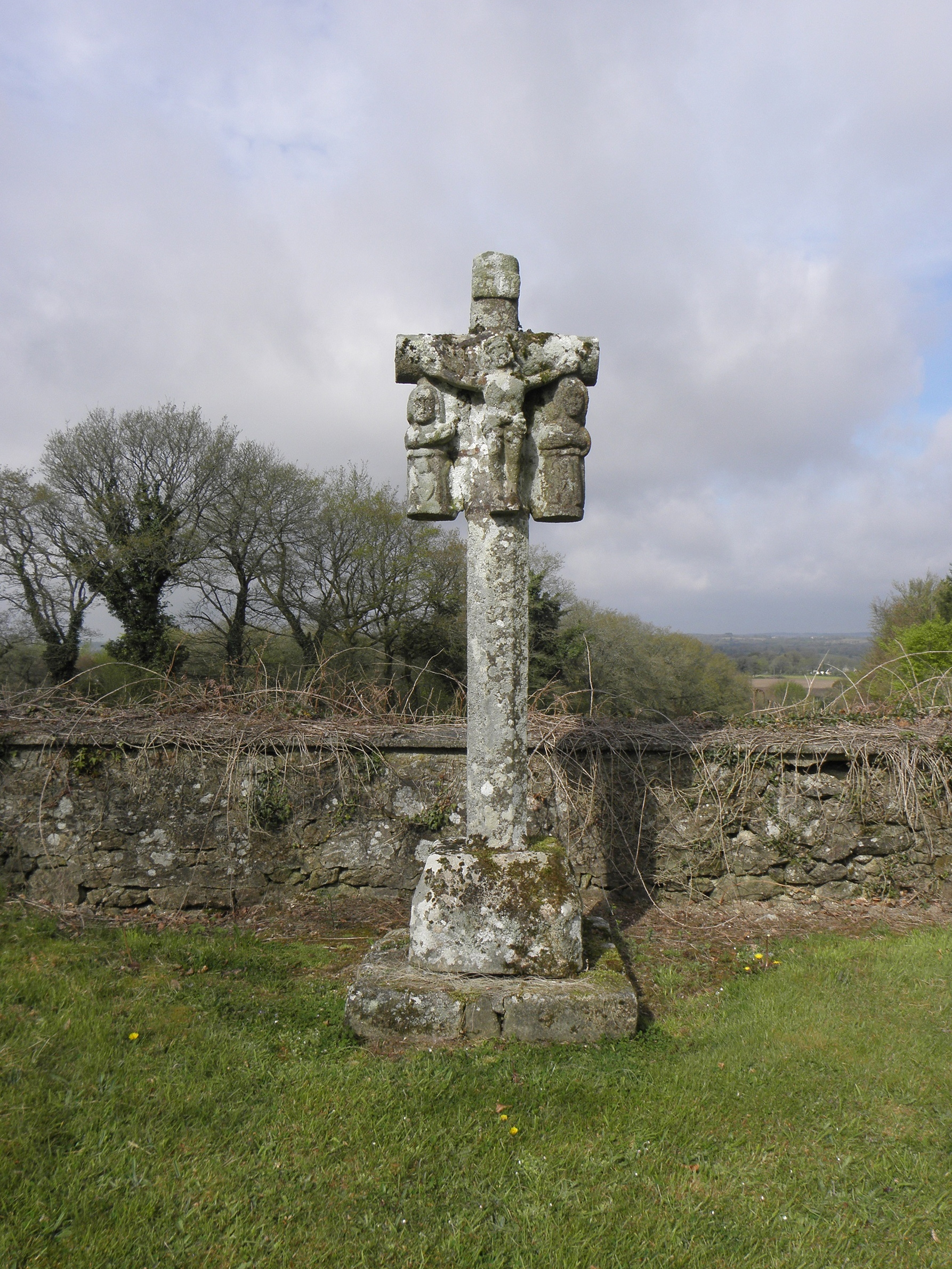
Chapelle Saint-Michel : vue extérieure d'ensemble.
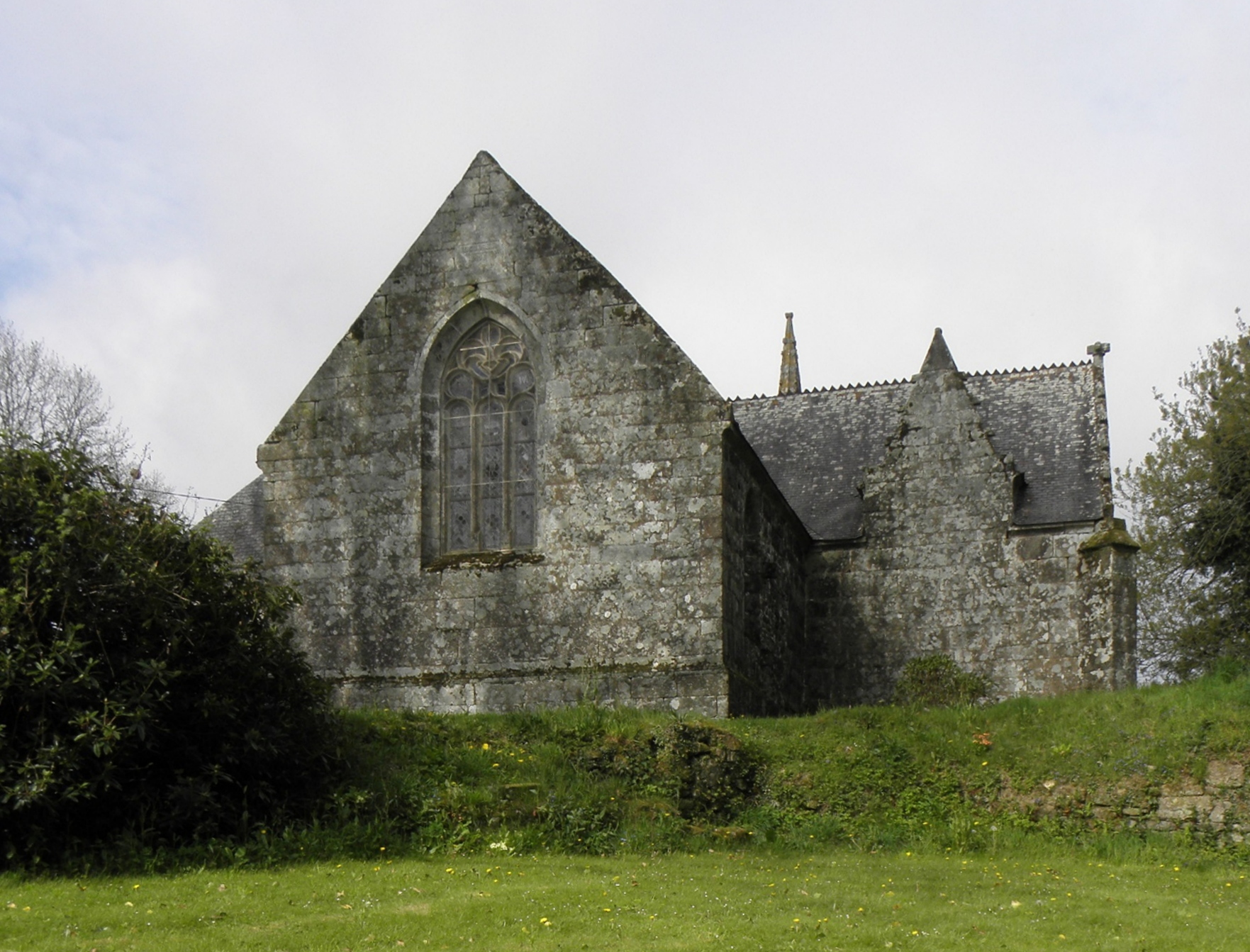
Chapelle Saint-Michel : le chevet.
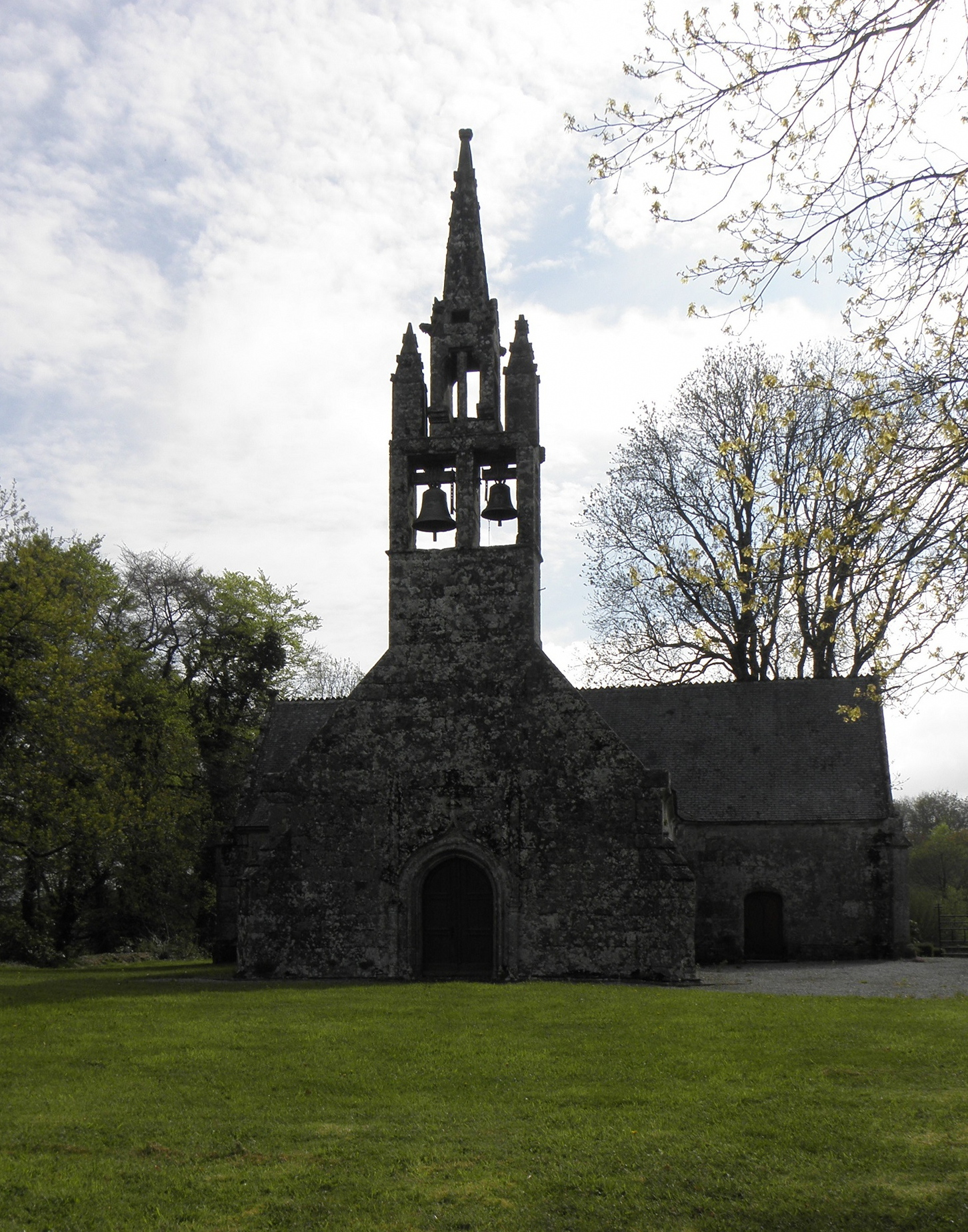
Chapelle Saint-Michel : façade occidentale.
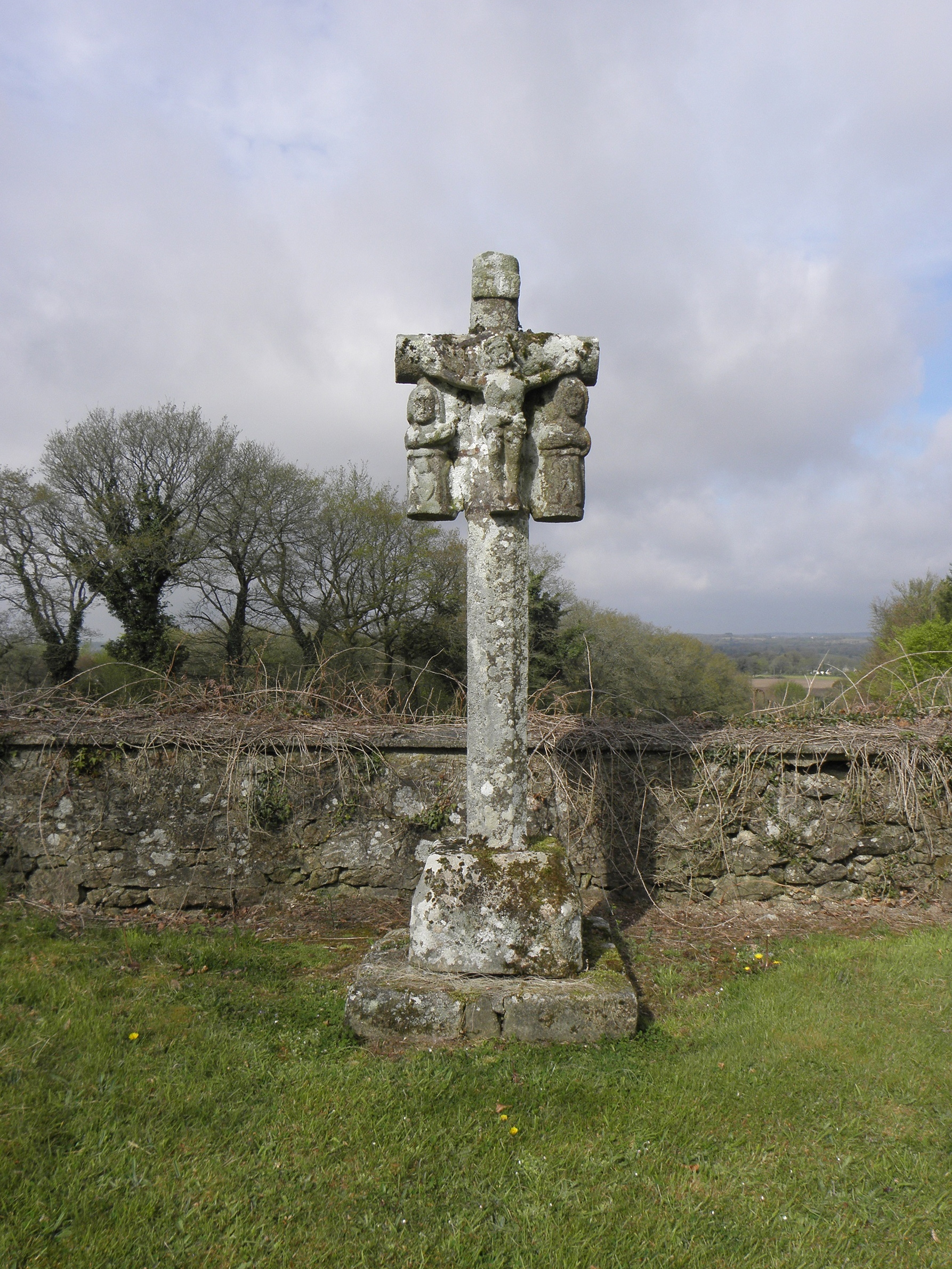
Calvaire sur le placître de la chapelle Saint-Michel.

- Chapelle Saint-Conogan, dédiée à saint Conogan, date du début du XVIIe siècle ; elle est située au bord de l'étang du Korong.

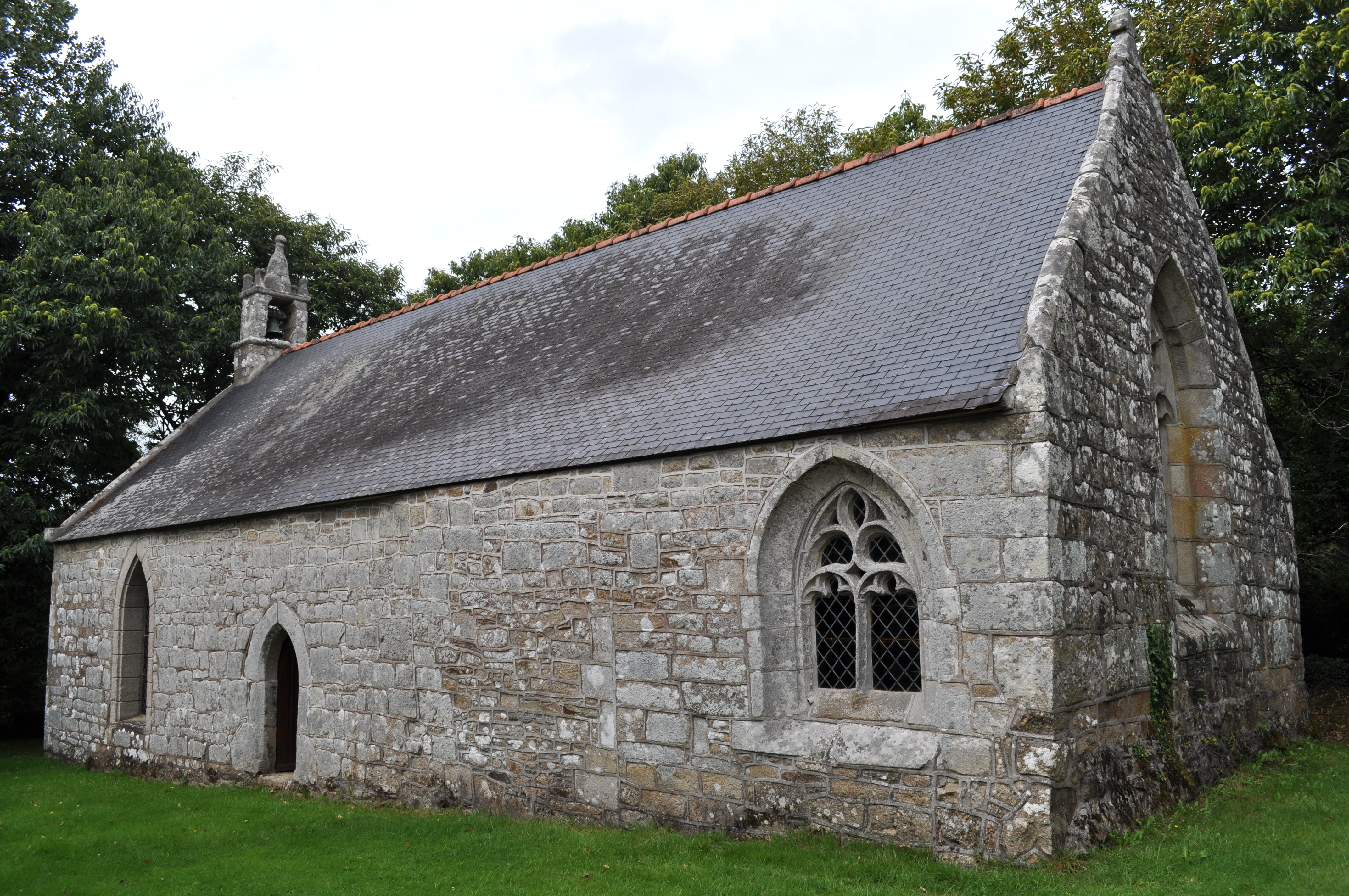
Chapelle Saint-Conogan : vue extérieure d'ensemble.
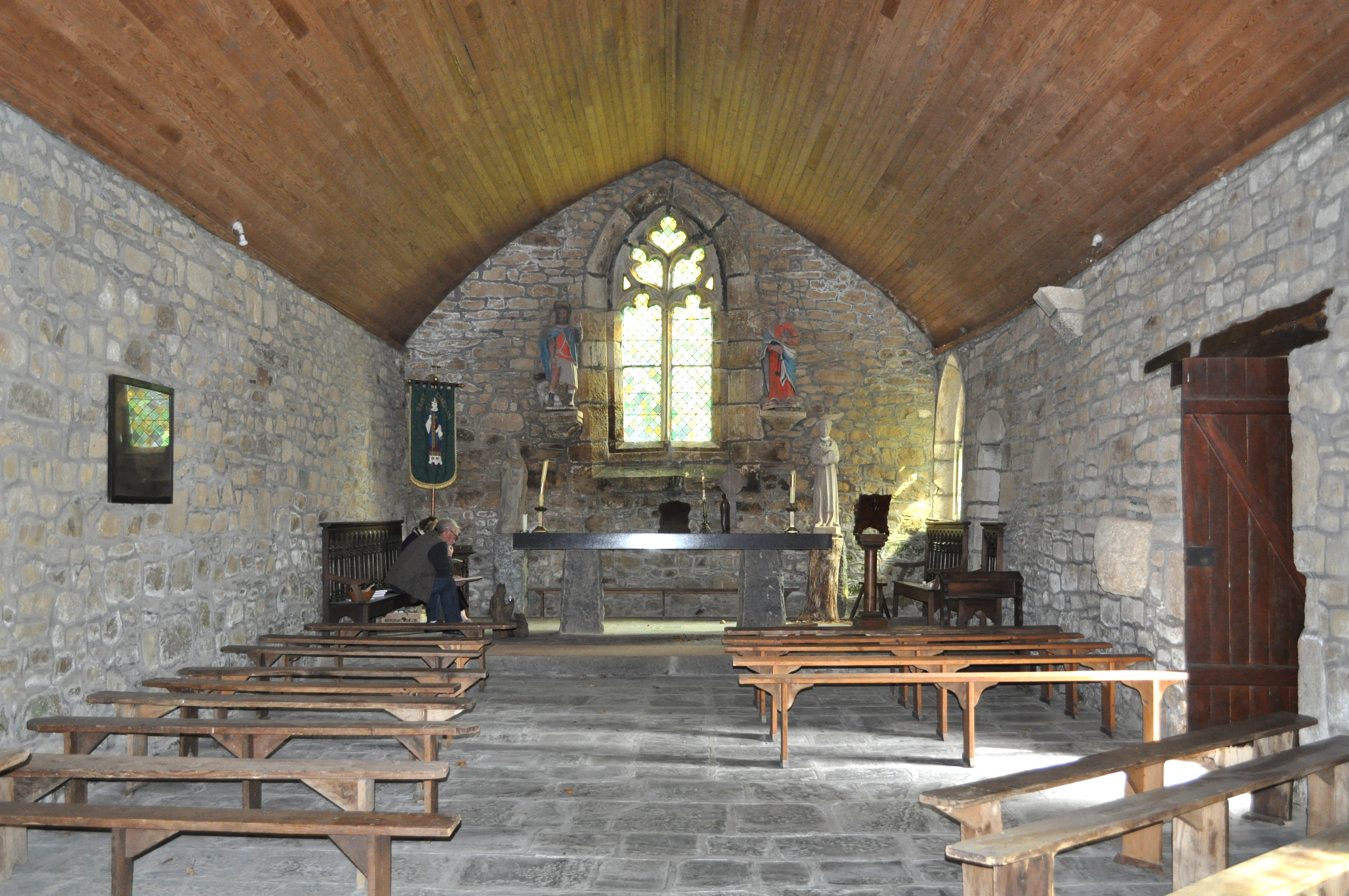
Chapelle Saint-Conogan : vue intérieure d'ensemble.

- Chapelle Sainte-Christine, du XVIIe siècle.

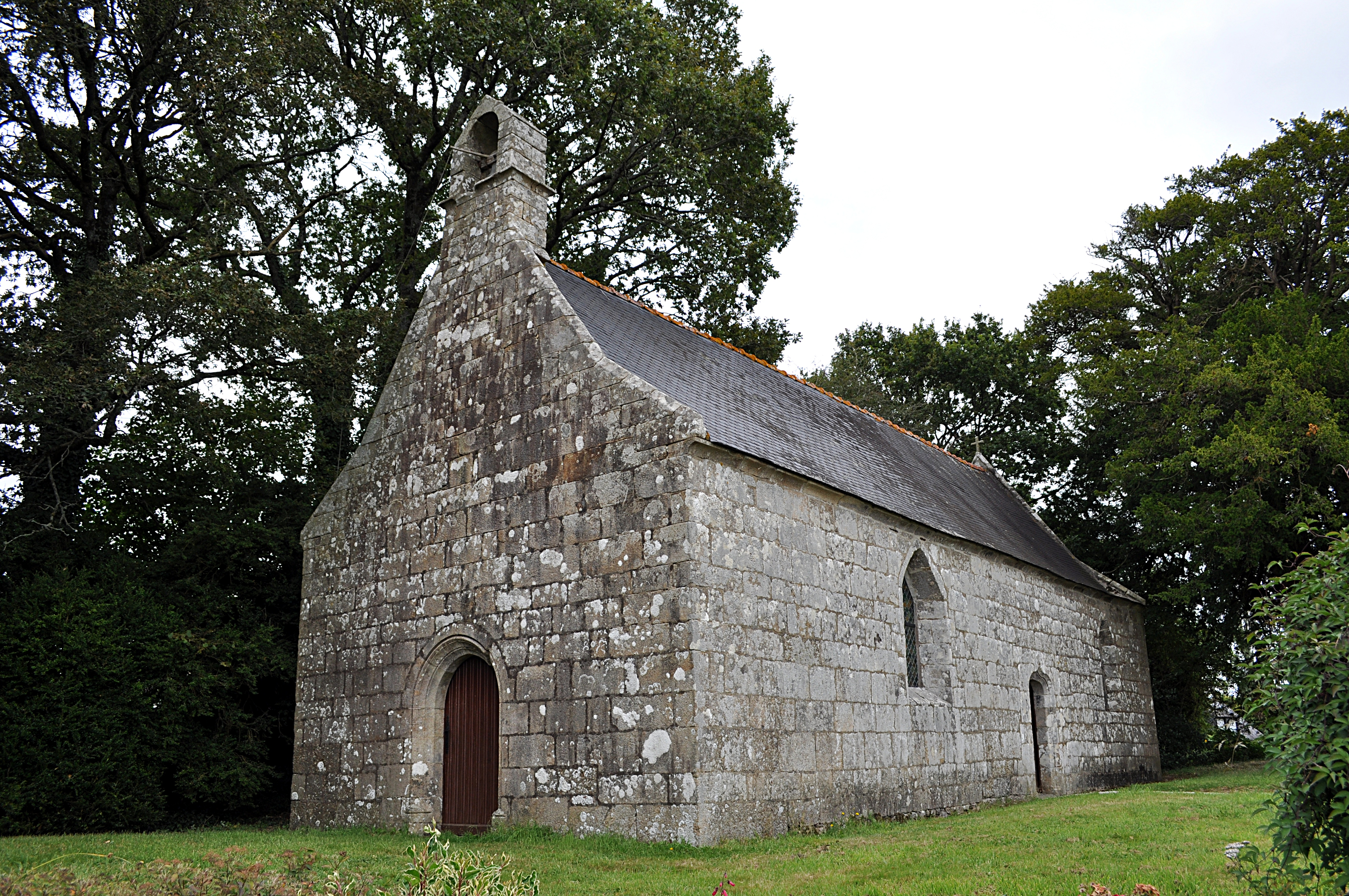
Chapelle Sainte-Christine.

- Cinq anciennes chapelles au moins sont disparues : la Chapelle-Neuve, Cosquer, Kersaint-Eloy, Saint-Péran, Saint-Quay.
- Cinq calvaires (Trégornan, Coat-Couraval, Loc'h, Saint-Michel et Kerbellec) et trois croix (Cleuzioudon, Kereven et Botcannou).
- La fontaine de Kerbellec.

### Patrimoine civil
- Menhir de Glomel  Classé MH (1975)[113]

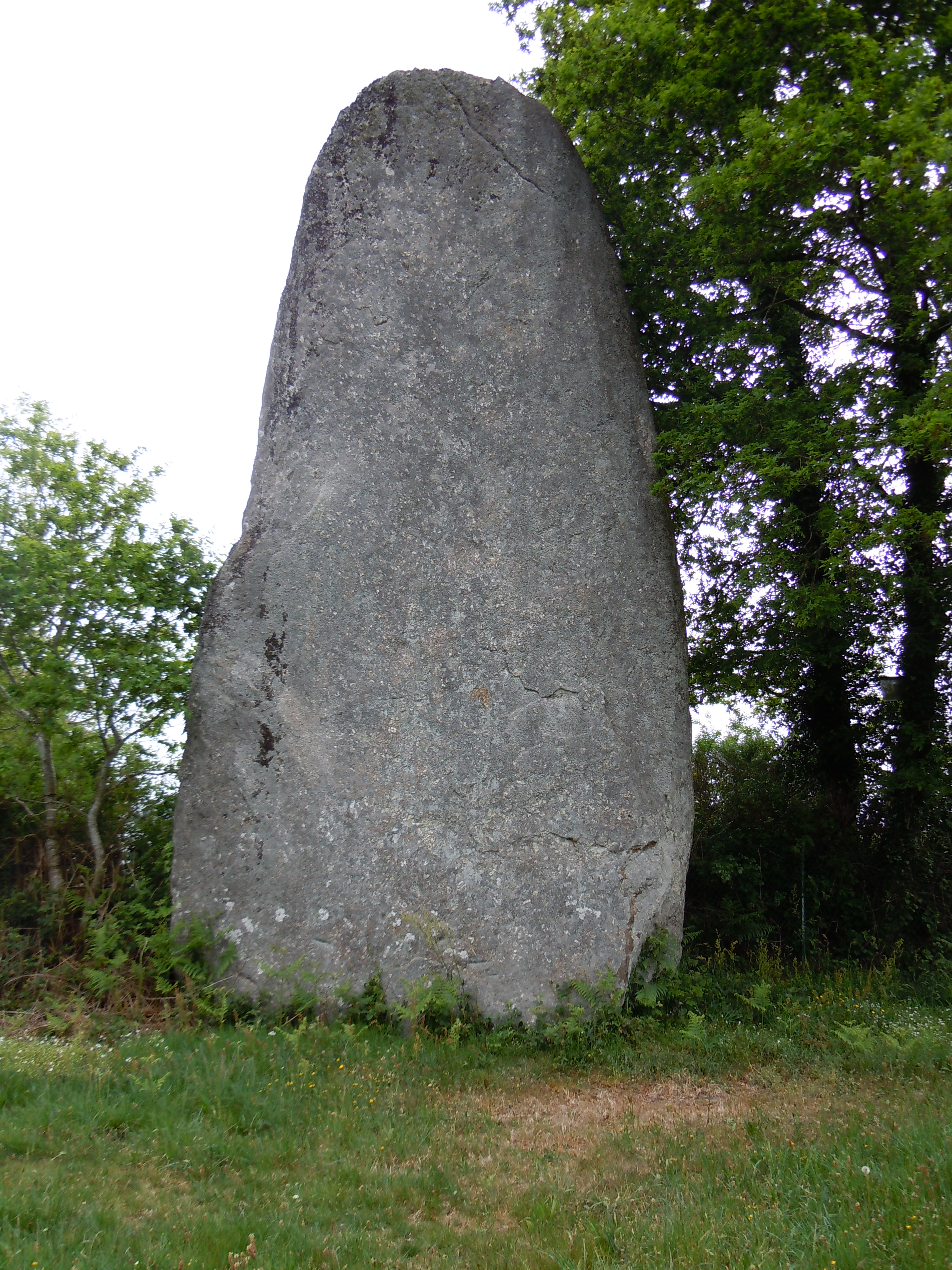
Menhir de Glomel, haut de 8.50 mètres.

Le dictionnaire d'Ogée en donne la description suivante : « Dans la paroisse de Glomel, sur une hauteur dominant l'étang qui alimente le bief de partage le plus élevé des trois qui se trouvent sur le canal de Nantes à Brest, on voit le monolithe peut-être le plus volumineux de tous ceux connus en Bretagne sous le nom de menhir. Il est d'un granite très sain, sans fissures ; sa forme est une pyramide tronquée, plus écrasée que celle des obélisques égyptiens ; sa hauteur est d'environ 11 mètres au-dessus du sol ; sa base a 4 mètres de face et son sommet 3. Il est moins brut que ne le sont ordinairement les nombreux menhirs répandus en Bretagne; un seul de ses côtés cependant a été taillé pour en faire un plan à peu près exact; son volume est de plus de 100 mètres cubes et son poids doit être égal, s'il ne le surpasse, à celui de l'obélisque de Luxor. »
- Menhir de Coat Couraval  Inscrit MH (1970)[114].

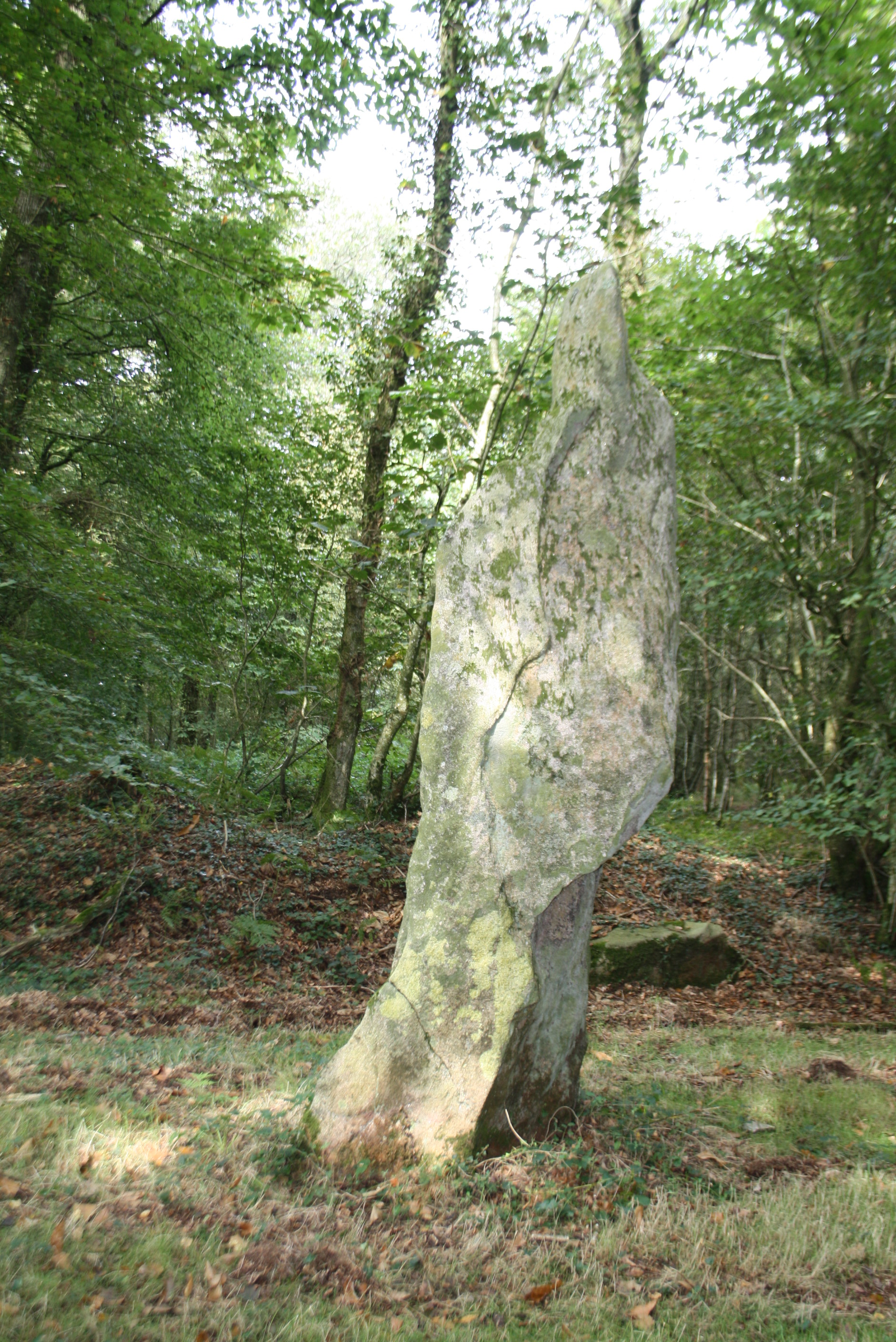
Le menhir de Coat-Couraval.

- Le Tumulus de Goachauter, inscrit aux monuments historiques depuis 10 août 1970, est situé au lieu-dit le Parc-ar-Goaren-Bras.
- Château de Coatcouraval (Coat-Couraval):  cette maison forte a été bâtie au XVe siècle par la famille de Boutteville[Note 29] et a traversé les siècles sans avoir subi de remaniements importants. Régulièrement entretenue et restaurée, elle constitue un intéressant témoignage des manoirs de cette époque.

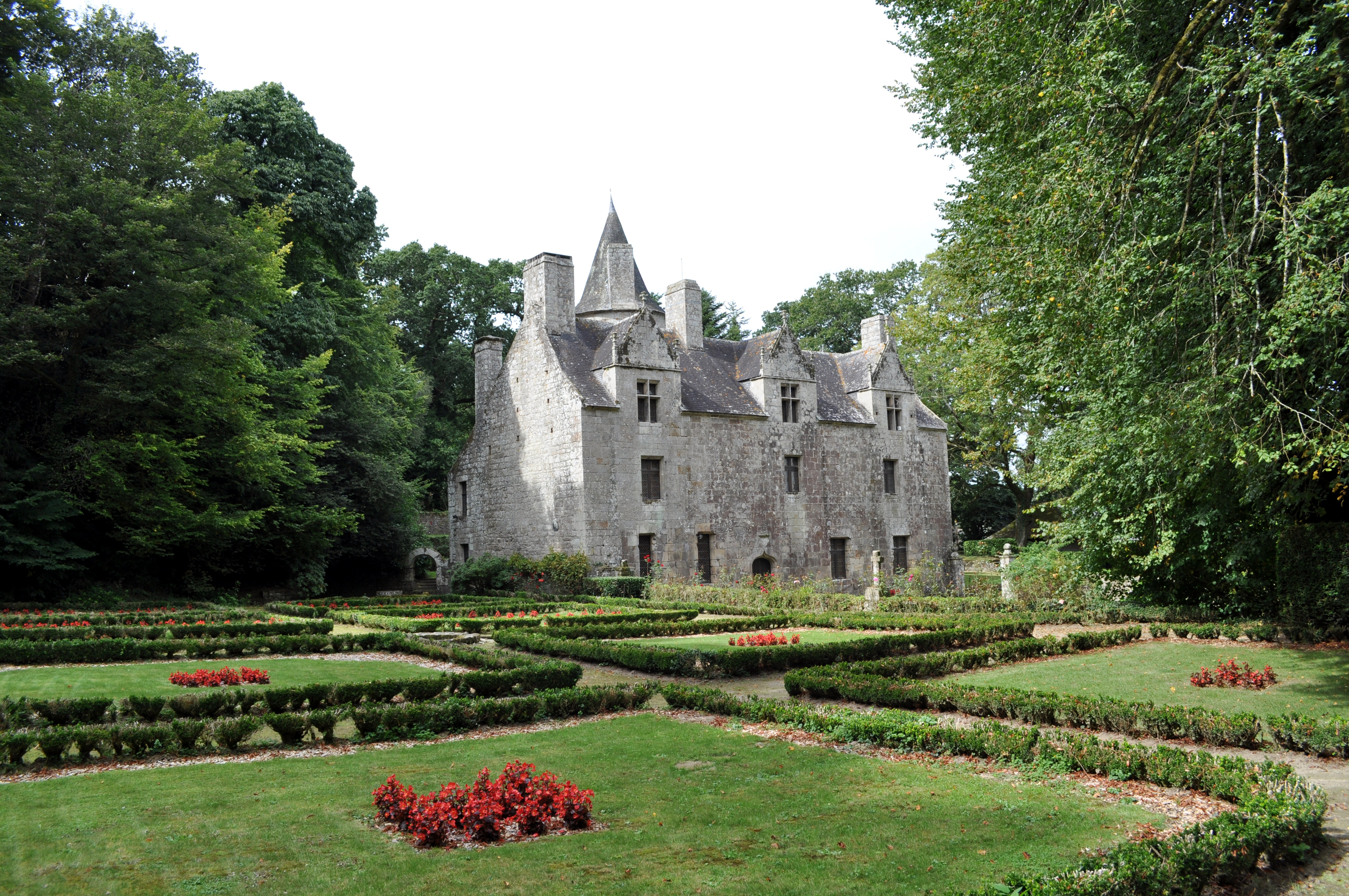
Château de Coatcouraval : vue d'ensemble depuis le jardin.
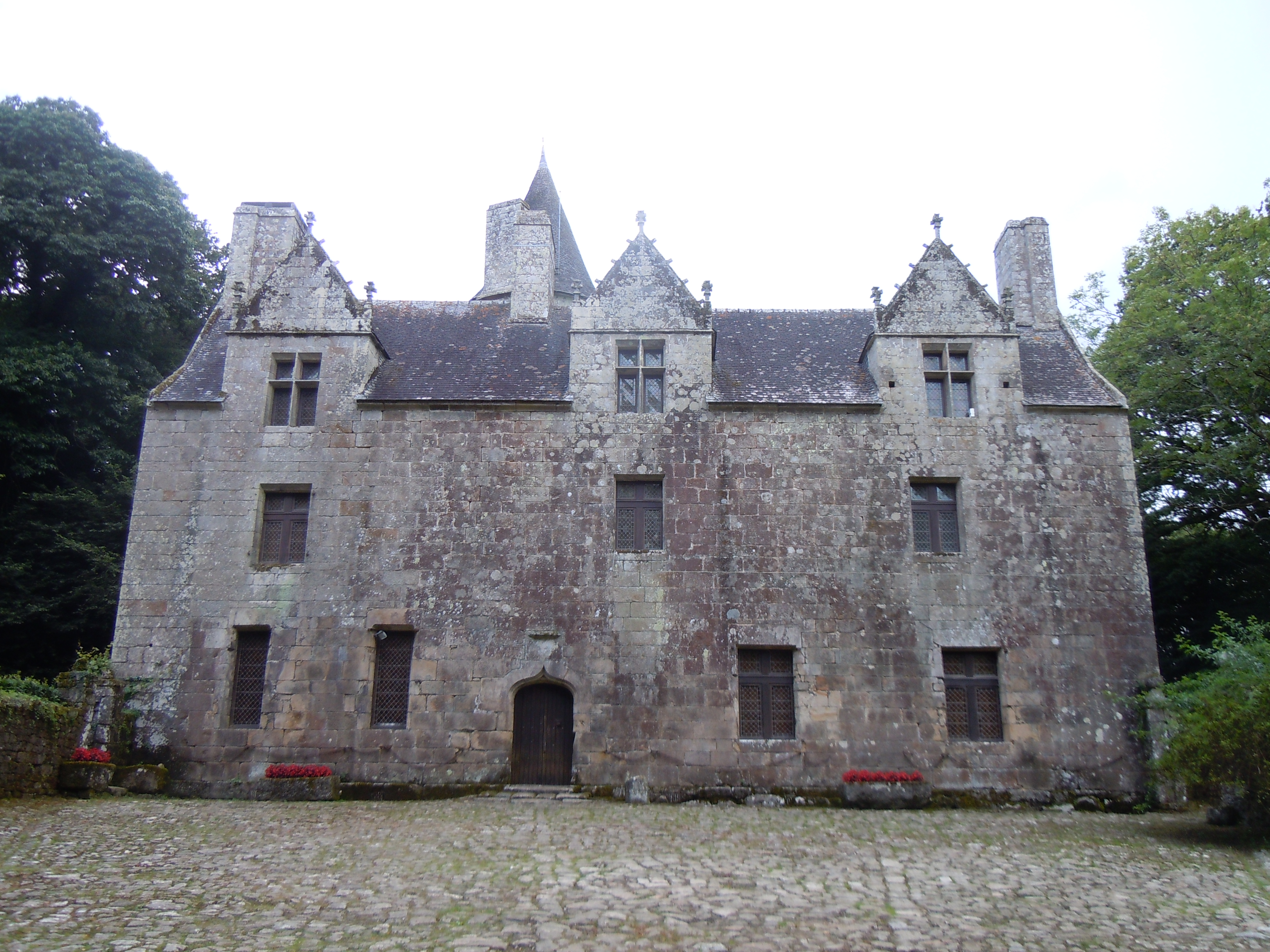
Château de Coat-Couraval : la façade.
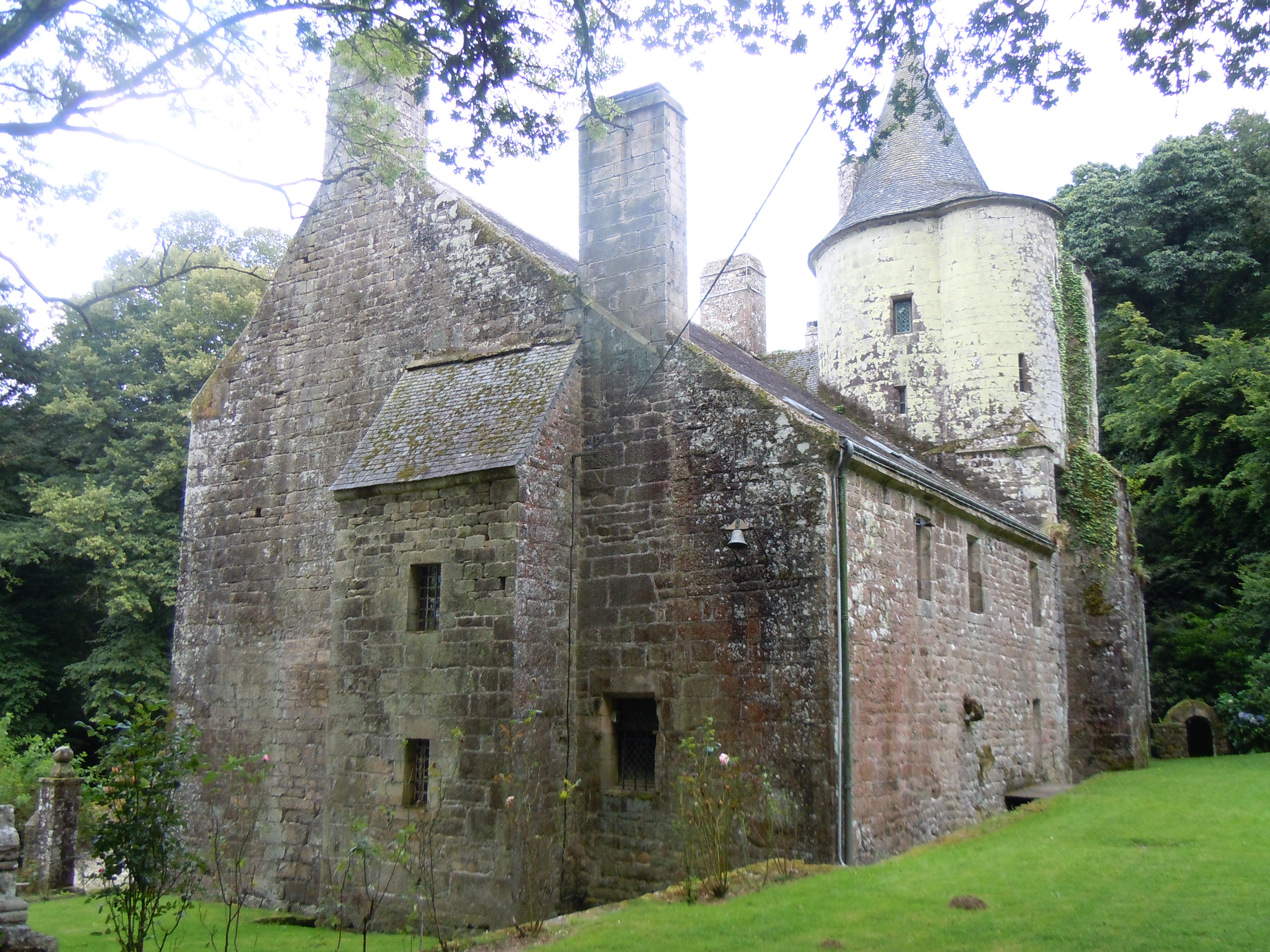
Château de Coat-Couraval : le pignon.
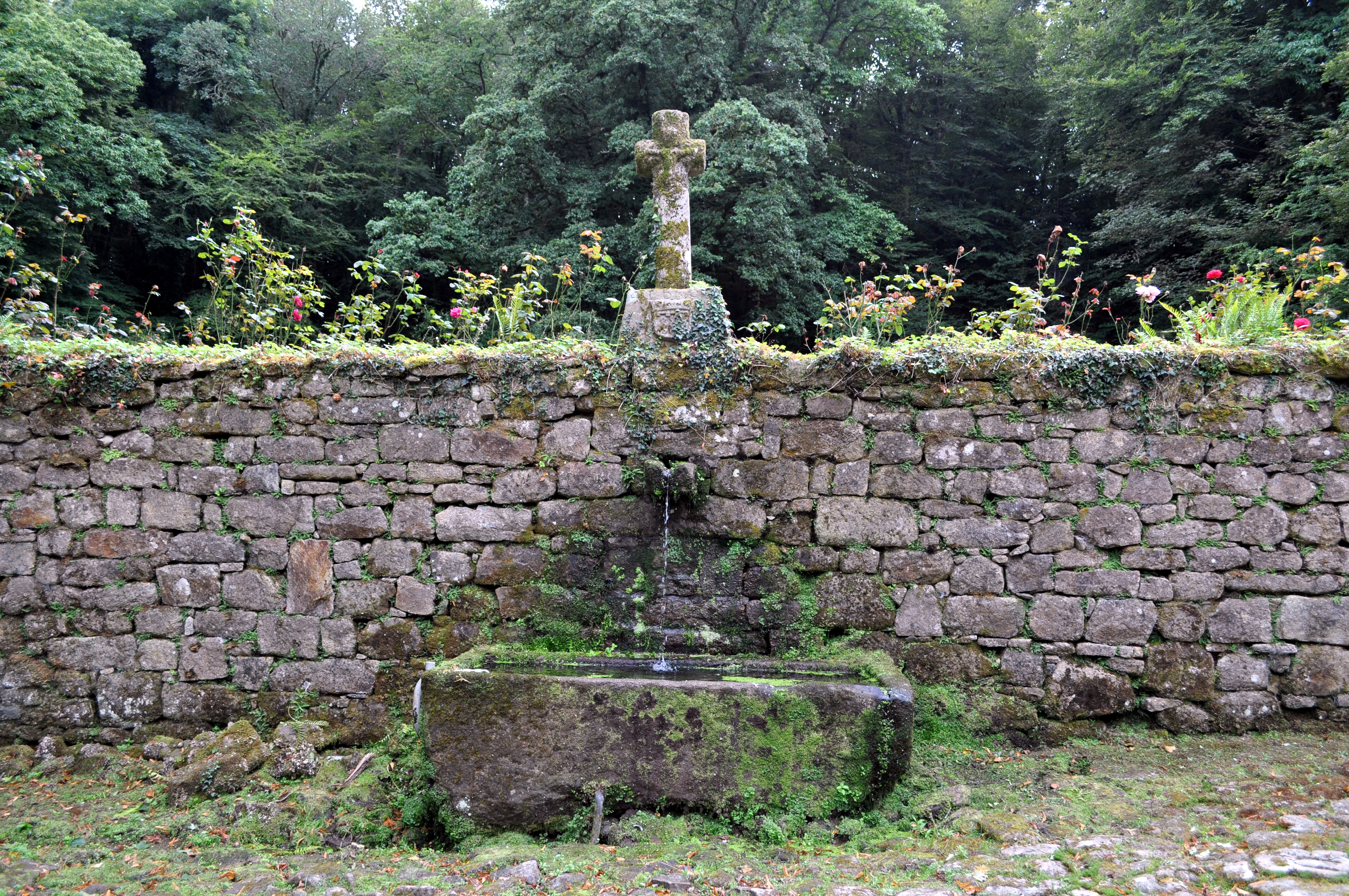
Château de Coat-Couraval : la fontaine.
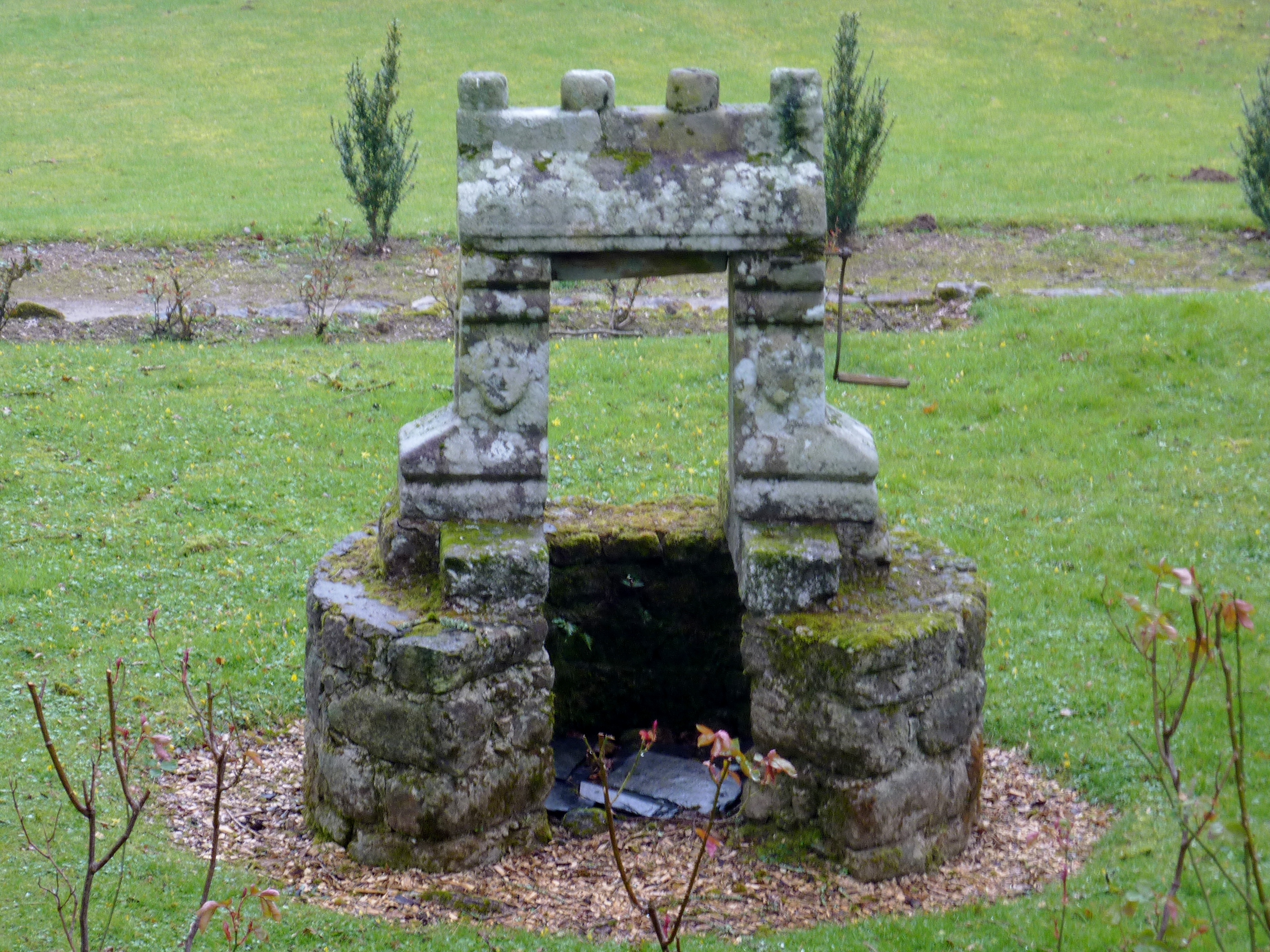
Château de Coat-Couraval : le puits.

- Château de Ker-Saint-Éloy : le manoir initial date du XIIIe siècle, mais il a été reconstruit au XVIIIe siècle ; il a longtemps appartenu à la famille de Saisy extérieur visitable toute l'année sur rendez-vous.

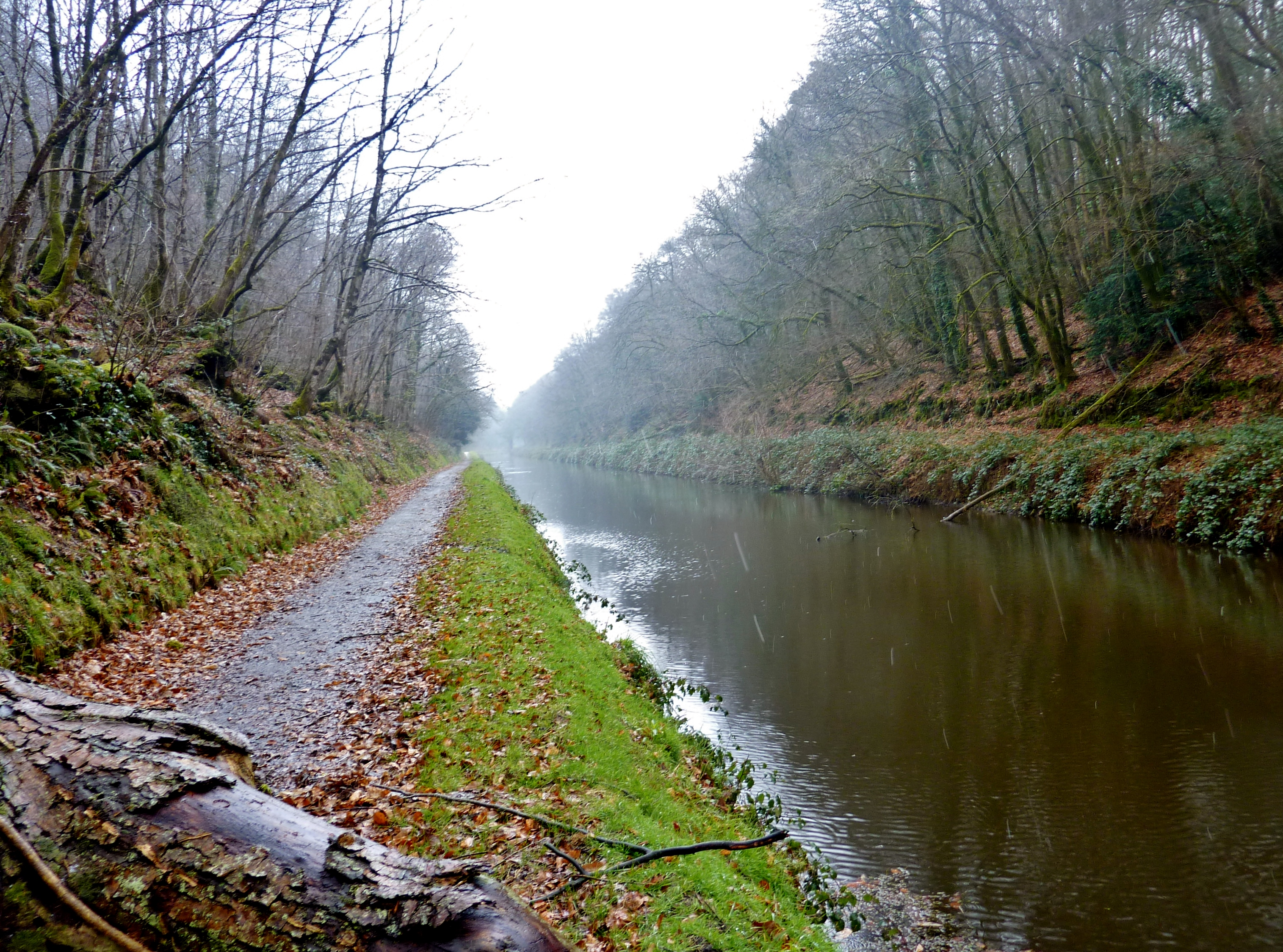
La Grande Tranchée de Glomel en hiver.

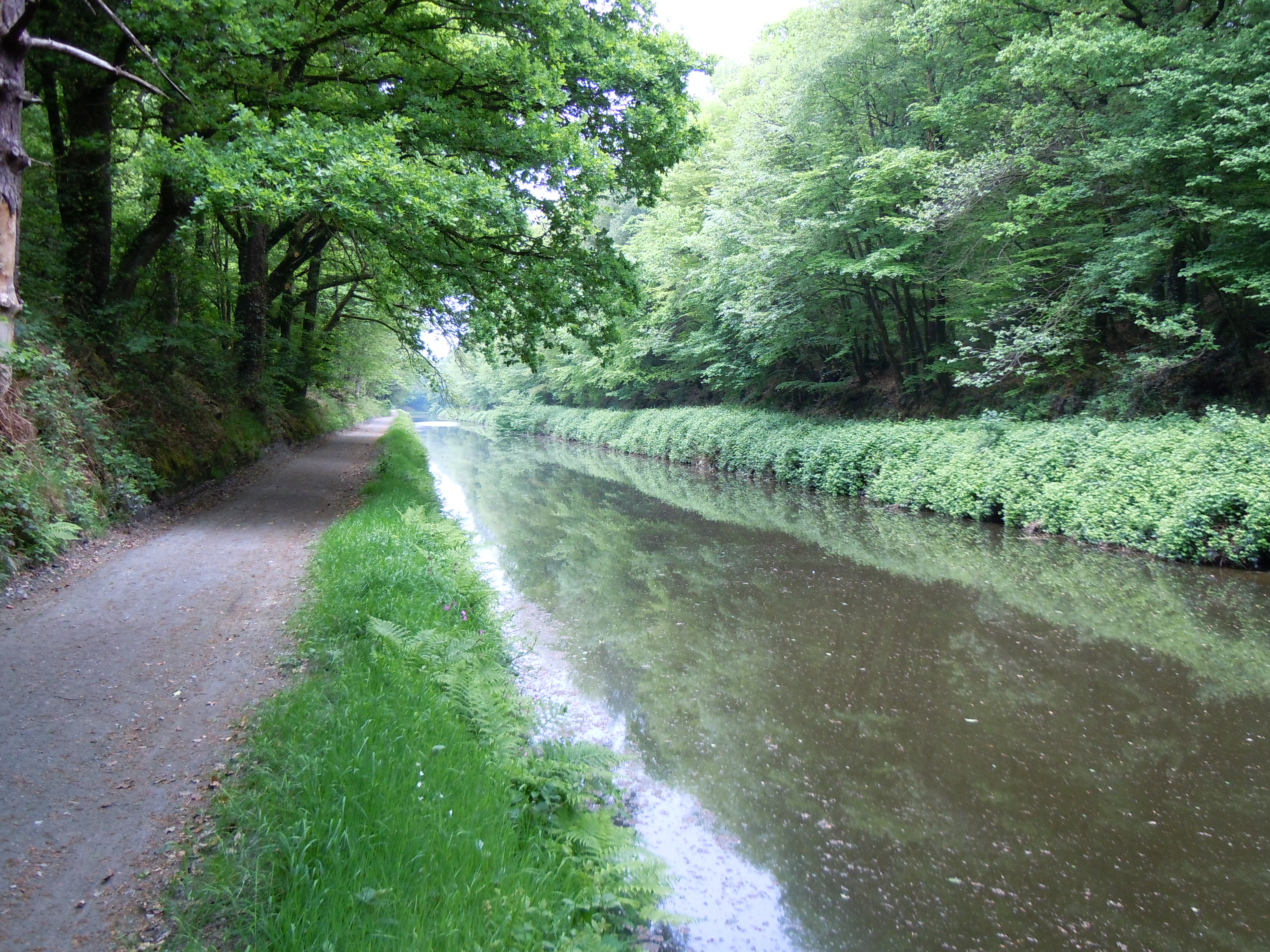
La Grande Tranchée.

- Le manoir de Botdennou date du XVIIe siècle.
- Le manoir de Saint-Péran.
- D'autres manoirs : Glomel, Restollebero, Hillary, Cleuzioudon, etc..
- Le canal de Nantes à Brest passe à Glomel. Il y atteint le point culminant de son parcours (184 mètres au-dessus du niveau de la mer) au niveau de la grande tranchée. Cette tranchée a été creusée par les bagnards (surtout ceux de Brest) et autres forçats entre 1824 et 1836 sur une profondeur de 23 mètres, une largeur de 100 mètres et une longueur de 4 kilomètres. Le bief, créé en réalisant les étangs artificiels de Trébel et Mézouët, alimenté par l'étang du Corong retenu par un barrage de granite, permet de relier les deux versants du canal, celui de l'Aulne et celui du Blavet. Un pont de fer le franchit. D'innombrables écluses jalonnent le cours du canal de part et d'autre de la tranchée[115].

- L'étang du Corong, prévu pour alimenter en eau le canal, avec sa large digue, sa plage, son petit bois d'Amour.
- Réserve naturelle régionale des landes et marais de Glomel (landes de Lan Bern et du marais de Magoar-Penvern).

Les Landes de Lann-Bern, d'une étendue de 87 hectares, « un plateau de landes rases, sans arbre, où le sol est constamment spongieux et où le vent souffle fort » écrivait en 1822 Le Corre, ingénieur qui supervisait les travaux de construction du canal, furent progressivement abandonnées par l'agriculture au début du XXe siècle ; bouleaux et saules remplacèrent progressivement la lande. Le site a été partiellement débroussaillé par l'"Association de mise en valeur de Lann-Bern et Magoar-Penvern", quelques bosquets étant conservés ; des poneys des Highlands assurent désormais le broutage de la végétation. Un sentier d'interprétation, d'une longueur de 2,5 km, a été tracé et un observatoire panoramique aménagé.
Les marais de Magoar-Penvern couvrent 33 hectares et associent landes tourbeuses et prairies humides. À la fin de l'hiver le marais détrempé couvre plus de 15 hectares. L'aménagement du ruisseau Crazais dans la décennie 1980 menaça, en l'asséchant, ce milieu naturel, réhabilité depuis, notamment grâce au creusement de sept mares ; on y a recensé 21 espèces de libellules, 32 espèces de papillons, de nombreux amphibiens et reptiles.

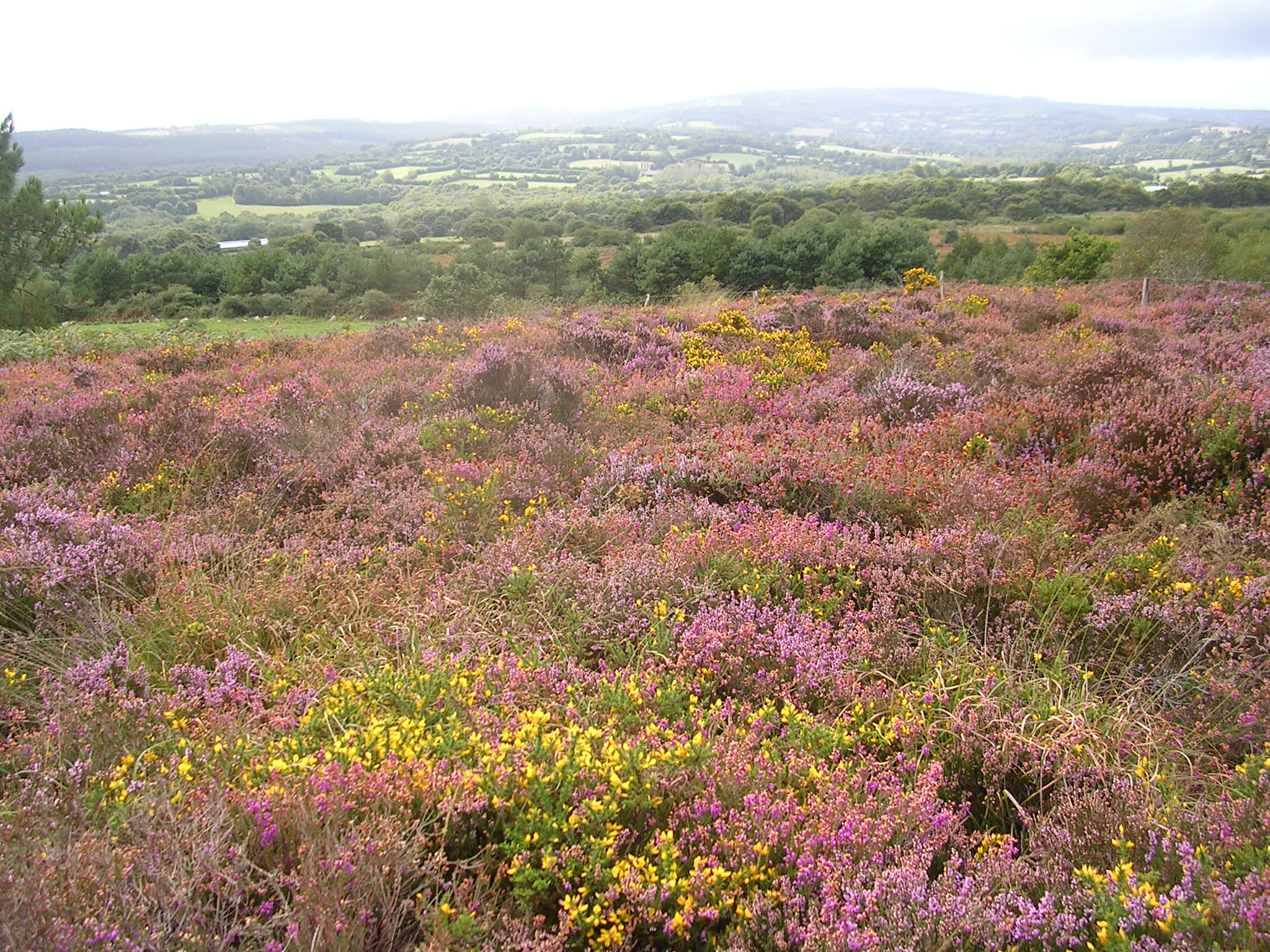
Bruyères et paysage de lande dans la réserve naturelle de Glomel.
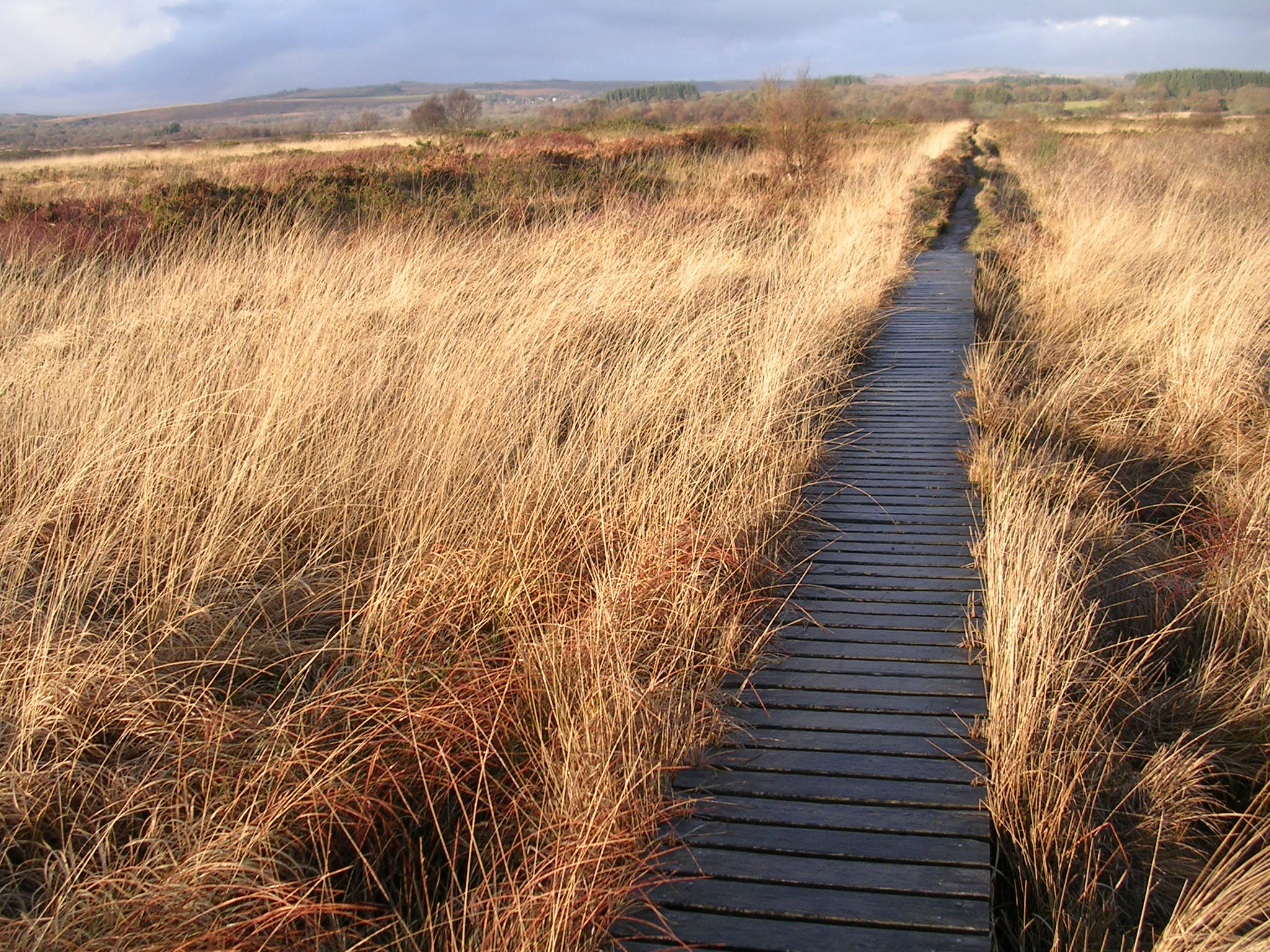
Ponton dans la tourbière de la réserve naturelle.
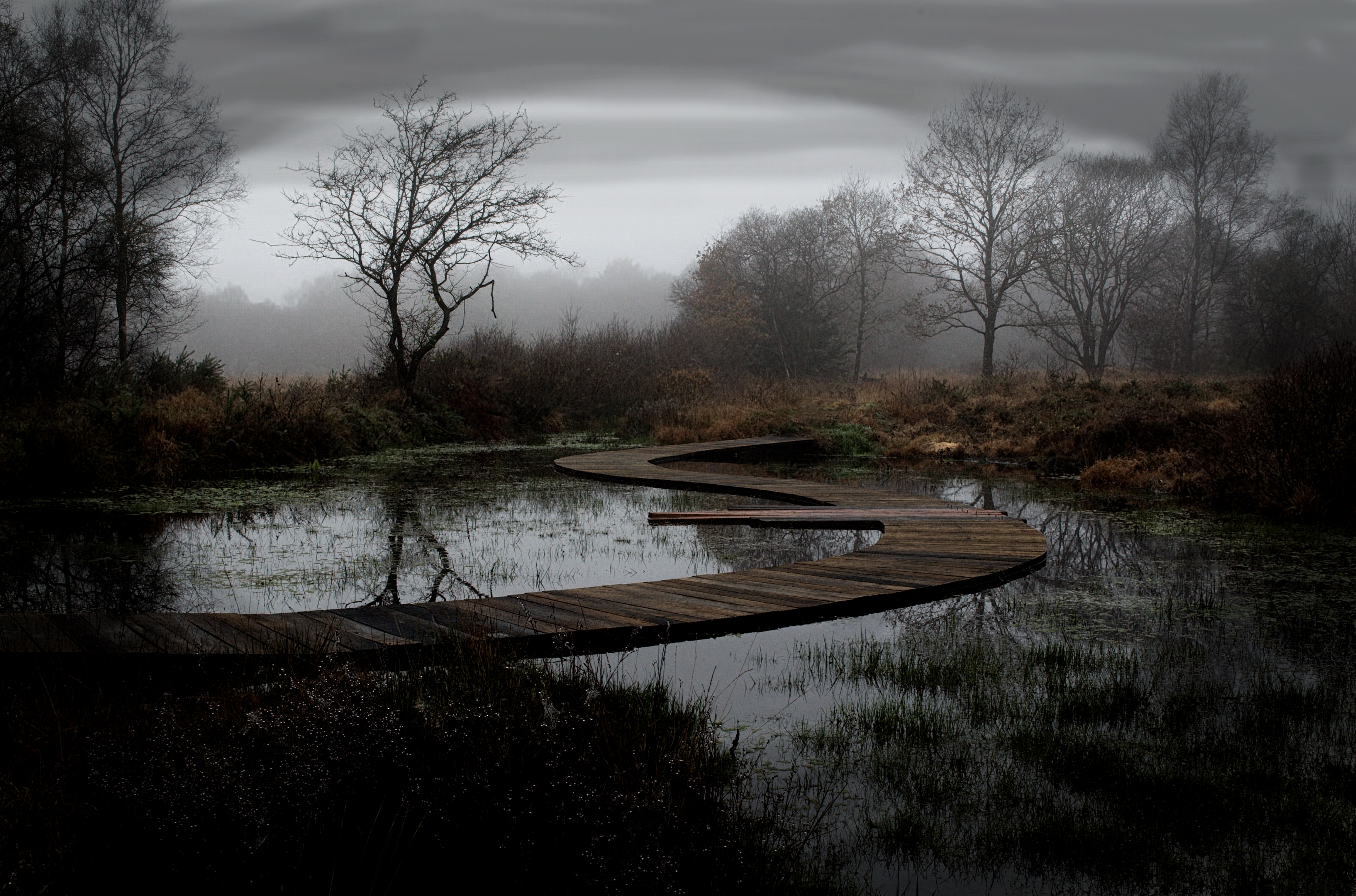
landes de Lan Bern et du marais de Magoar-Penvern.
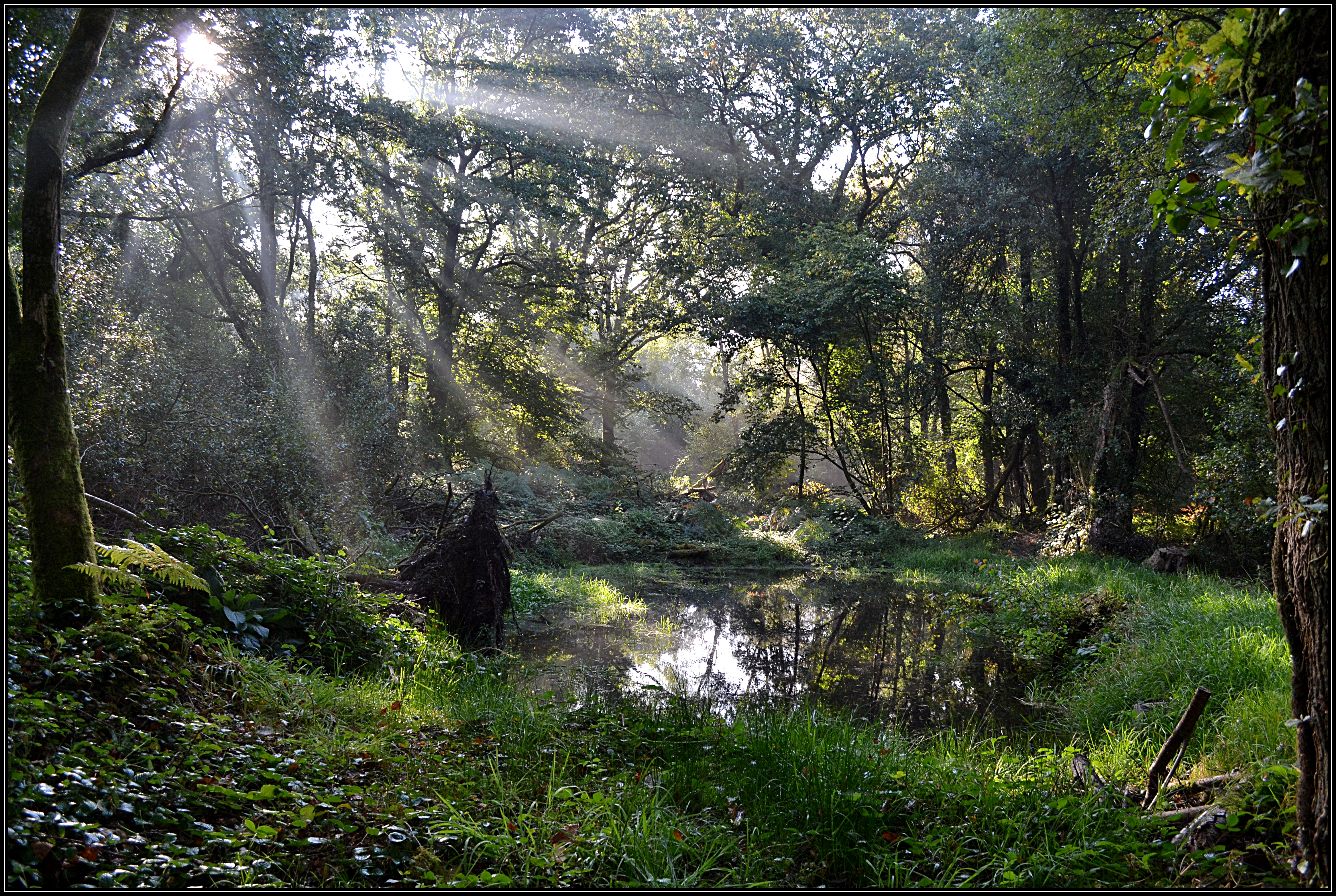
Sentier de découverte en zone humide.
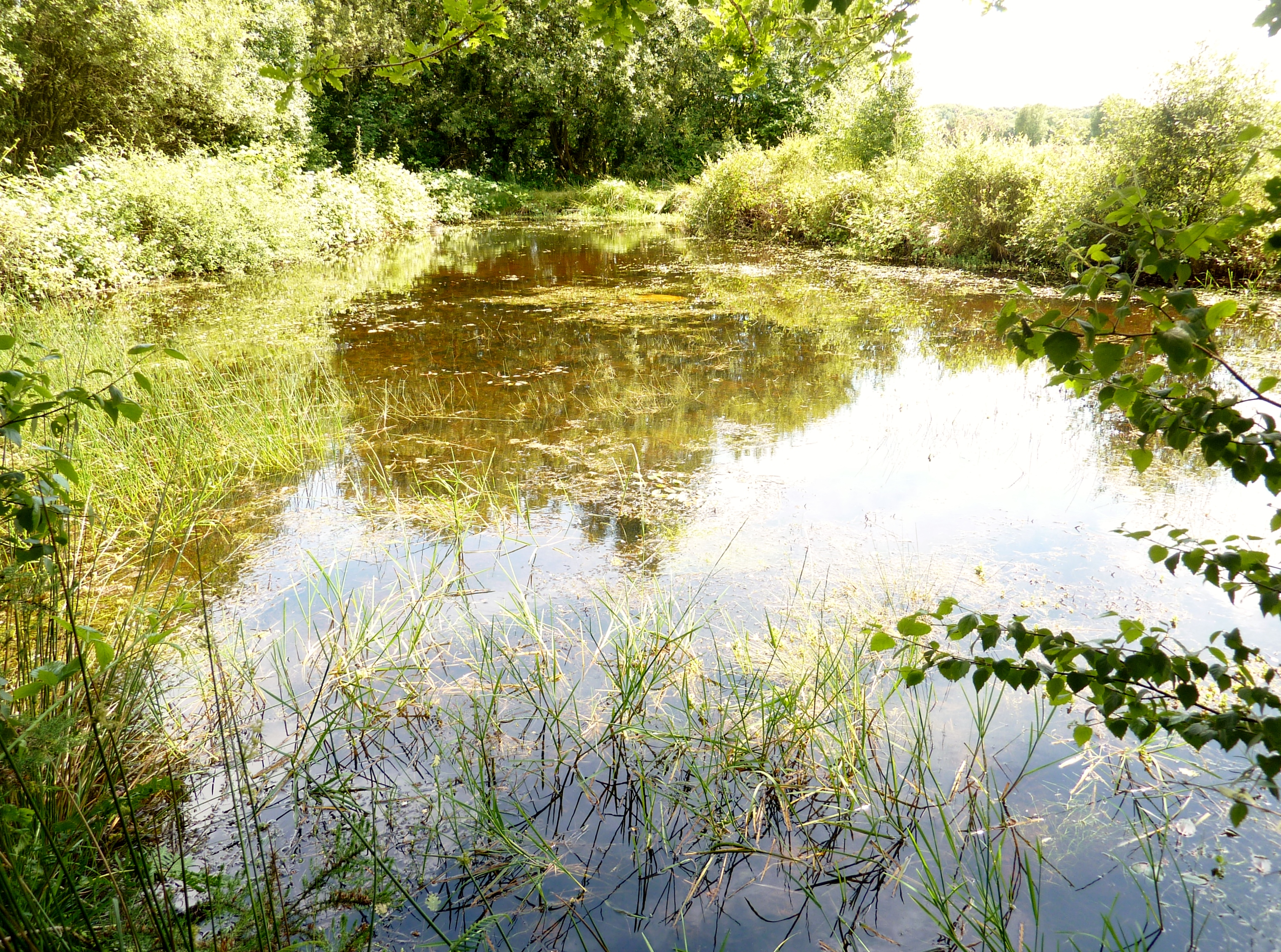
Petit étang marécageux dans les landes de Lan Bern.

## Évènements
Depuis 1989, chaque année s'y déroule la « Rencontre Internationale de Clarinette Populaire » qui réunit des clarinettistes locaux et de tous pays (Arménie, Azerbaïdjan, Roumanie, Bulgarie, Écosse, Irlande...).

## Personnalités liées à la commune
- Hervé de Saisy de Kerampuil
- Jean Kergrist, comédien, metteur en scène et écrivain.
- Césarine Le Floc'h-Rosenberg (1911-1991), résistante et Juste parmi les Nations, née à Glomel.
- Simone Le Moigne (1911-2001), peintre, née à Glomel.

## Jumelages
- Camp (Irlande) (comté de Kerry)
- Tazones (Espagne) (Asturies)